# Suzanne du Plessis-Bellière
Pour les autres membres de la famille, voir Famille de Bruc.
Ne doit pas être confondu avec Mme du Plessis-Guénégaud.
Ne doit pas être confondu avec la marquise du Plessis-Bellière, Marie Thérèse d'Albert (1709-1765).
Ne doit pas être confondu avec la marquise du Plessis-Bellière, née de Pastoret (XIXe siècle).
Suzanne de Bruc de Montplaisir (début de l'automne 1617 -1705), connue sous le titre de la marquise du Plessis-Bellière (à partir de 1652), est célèbre par son esprit et son courage, et marqua son époque.
Elle est surtout connue comme étant l'une des personnes les plus proches de Nicolas Fouquet ; pour être l'épouse du marquis du Plessis-Bellière, et également la belle-mère du maréchal de Créquy ; ainsi que pour son salon littéraire lié aux cercles des Précieuses. Elle a également été emprisonnée par Louis XIV à Montbrison.
Elle a inspiré le personnage d'Angélique, romans et films célèbres du XXe siècle.

## Biographie

### Sa jeunesse

#### Origines familiales
Suzanne de Bruc de Montplaisir est une descendante de la famille de Bruc, de noblesse bretonne.
Née à Nantes, vers l'automne 1617, elle est la fille de Jean de Bruc de Montplaisir (1576 - 1651 ?), conseiller d'État, procureur général et syndic des États de Bretagne, intendant du duc de Retz, avocat au conseil du roi, et de Marie Venier, dame de La Guerche (1580-1637), cette dernière étant d'origine vénitienne.
Ses grands-parents paternels sont :
- François de Bruc, Seigneur de Guilliers (ca 1545-1589)
- et Madeleine Boulliau (ca 1550-1618).

Ses grands-parents maternels sont :
- Francisque Venier, mort en 1594 (Francisco Veniero, lui-même fils du Doge de Venise Sébastiano Veniero, ca 1496-1578), Gouverneur de Machecoul et de Belle-Isle, intendant du duc de Retz,
- et Jeanne de La Tousche-Limouzinière, dame de la Guerche, décédée vers 1618.

#### Controverse sur sa date de naissance: elle est née à l'automne 1617, et était donc plus jeune que Fouquet de deux années.
Il y avait une controverse sur sa date de naissance : on la disait presque toujours née en 1605, donc ayant 10 ans de plus que Nicolas Fouquet (1615). Ainsi, elle est dit centenaire à sa mort en 1705. Cette année de "1605" provient de la publication de la Gazette de France, du 28 mars 1705, qui indique : 

« Suzanne de Bruc, veuve de messire Jacques de Rougé, marquis du Plessis-Bellière, lieutenant-général des armées du roi, mourut le 25 de ce mois [mars 1705], âgée de près de cent ans, en l'hôtel de la maréchale de Créquy sa fille. »

 Mais cette mention "âgée de près de cent ans" signifie simplement que la marquise était connue comme étant extrêmement âgée, sans pour autant qu'un compte précis n'ait été fait alors...
Elle s'est mariée en 1639 et a eu son premier enfant Catherine en 1641 : cela fait bien tard à 36 ans pour un premier enfant si elle est née en 1605. Alors que si elle naît plutôt vers 1615 - 1620, cela est tout à fait dans la norme qu'elle se marie en 1639 et qu'elle ait son premier enfant en 1641. Et dans ce cas là, elle serait de la même génération que Nicolas Fouquet, et n'aurait donc pas 10 ans de plus que lui comme on l'écrit depuis toujours... Ce qui vient renforcer cette idée est que son frère René de Bruc de Montplaisir, le poète, né en 1610, paraît être considéré comme son frère aîné, de même que son frère Henri, l'abbé.
Enfin, à titre de comparaison, la mère de la marquise, Marie Venier (1580-1637) eut son premier enfant en 1603, alors âgée de 23 ans, ce qui est dans l'exacte moyenne de l'époque. Ne pas marier sa fille Suzanne avant ses 35 ans eut certainement paru inconcevable à la famille de Bruc.

En réalité, c'est le marquis de Sourches qui donne la solution dans son journal, à la date du 26 mars 1705, quand il écrit : 

« On apprit ce jour-là que la marquise du Plessis-Bellière, mère de la maréchale de Créquy, étoit morte à Paris dans un âge très avancé". Et en note : "Elle avait quatre-vingt-sept ans et demi, et avoit toujours conservé un jugement très sain". Ce qui donne une année de naissance vers le début de l'automne 1617. »

 Cette année de naissance change évidemment la perception que l'on a des rapports de Fouquet avec la marquise. On la voyait jusqu'à présent toujours plus vieille que lui de dix années, mais en réalité, elle avait donc deux ans de moins que lui ; elle était légèrement plus jeune que lui.

#### Fratrie

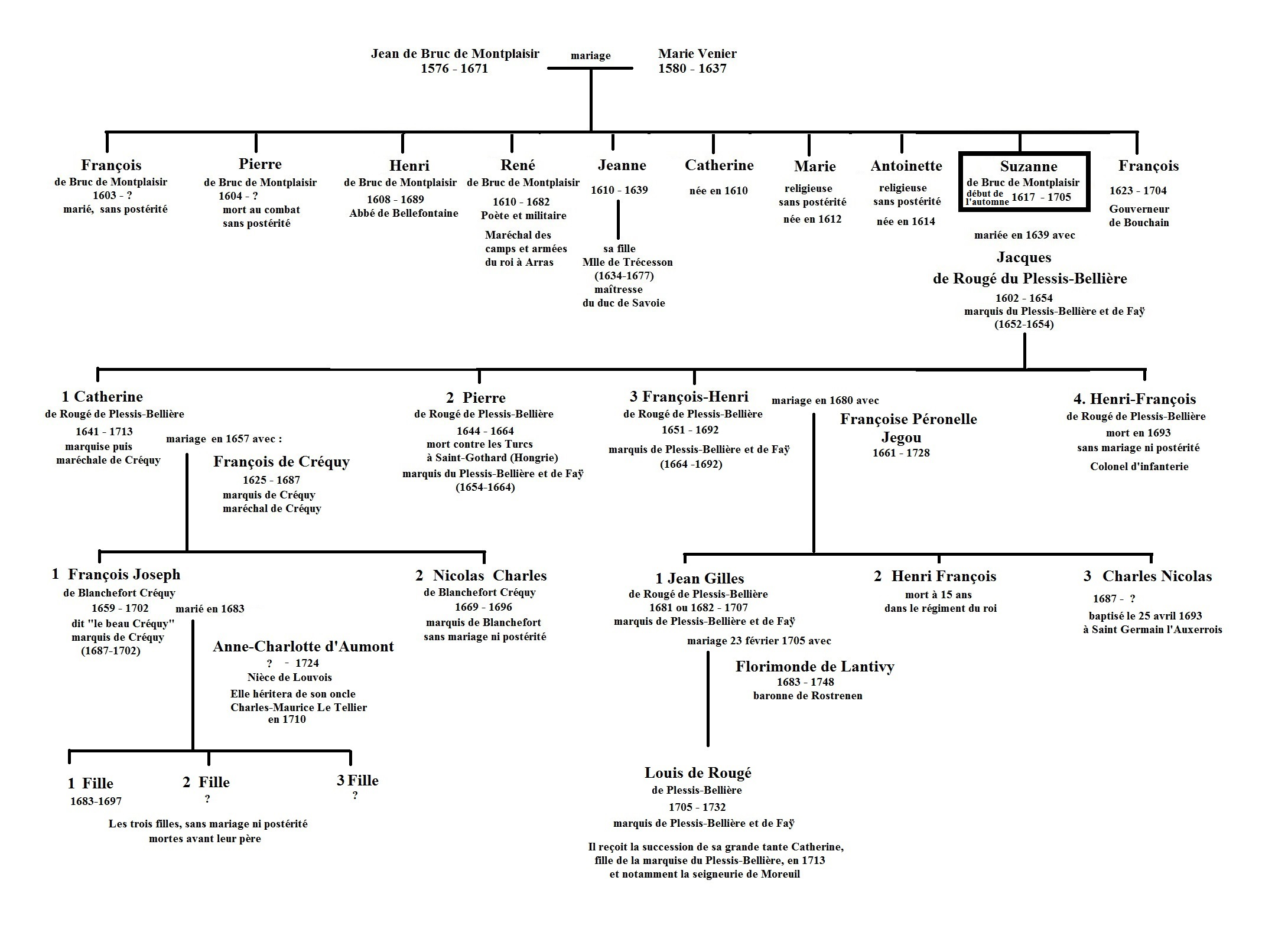
Généalogie et descendance de la marquise du Plessis-Bellière

La marquise de Plessis-Bellière a de nombreux frères et sœurs, savoir :
- François de Bruc, seigneur de Montplaisir et de la Guerche, conseiller d'État, intendant de Charles de France, né le 15 octobre 1603 à Rennes, épouse vers 1625 Marie Chrétien, petite fille de Florent Chrétien, chancelier de Navarre. Sans postérité.
- Pierre de Bruc de Montplaisir, seigneur de l'Estang-Jouan, officier, né le 19 septembre 1604 à Rennes, mort au combat dans les Cévennes. SA.

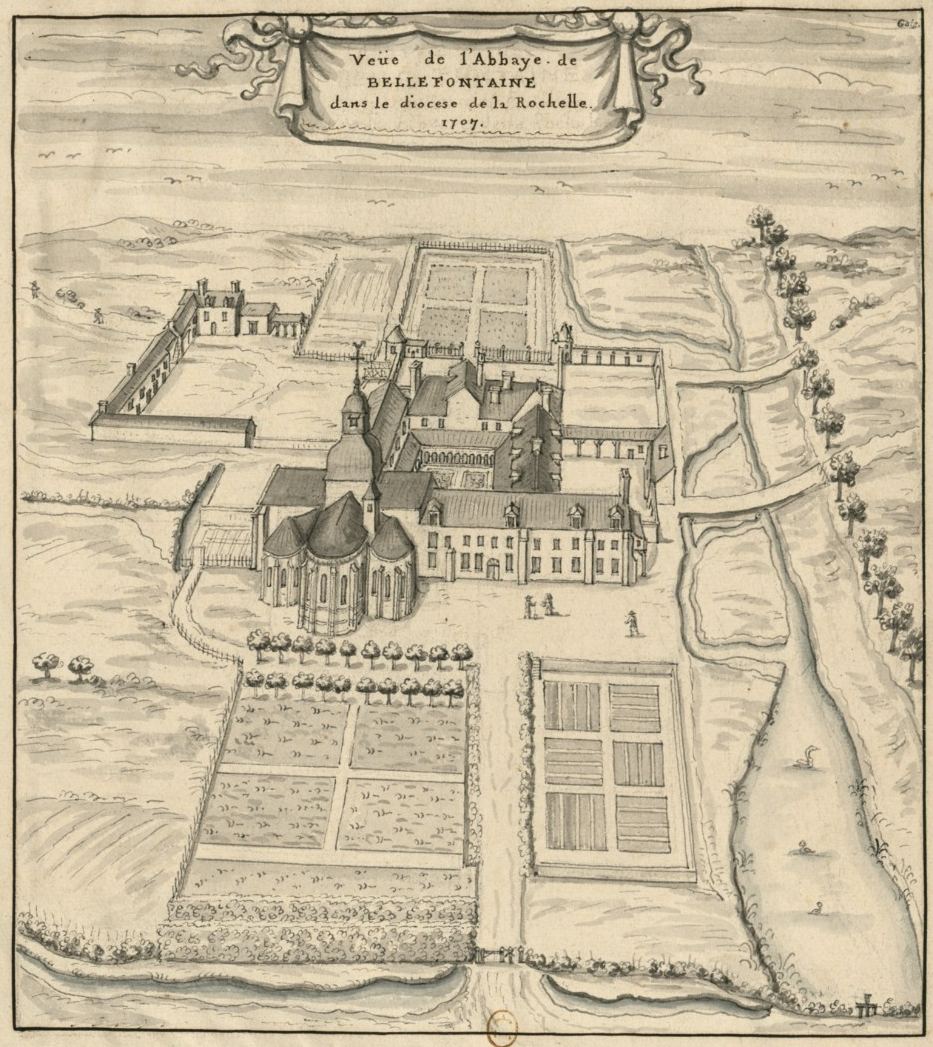
L'abbaye Notre-Dame de Bellefontaine, dirigée par le frère de la marquise du Plessis-Bellière

- Henri de Bruc de Montplaisir, seigneur de la Gournerie (Saint-Herblain, 44), de la Verrerie, conseiller d'État, abbé commendataire de Notre-Dame de Bellefontaine (49), de Saint-Gildas de Rhuys (53, ou bien Saint-Gildas-des-Bois, 44 ?), assiste aux États de 1632, et devient abbé d'Orbais-en-Champagne, né vers 1608 à Paris, décédé le 22 août 1689 au château de la Gournerie. Il est du cercle du Surintendant.
- René de Bruc de Montplaisir (1610-1684), son frère dont elle est fort proche, militaire et poète. Montplaisir sera un membre éminent du salon littéraire de sa sœur dans les années 1640-1660. Il est du cercle du Surintendant.
- Jeanne (ludovicienne) de Bruc de Montplaisir, née le 15 novembre 1610 à Nantes, décédée le 27 août 1639 à Campénéac, épouse 1° le 2 août 1632 en la chapelle de Brior à Nantes (paroisse Saint-Vincent) Raoul (ou Paul), vicomte de Trécesson, chevalier de l'Ordre du Roi, né vers 1600, décédé le 4 octobre 1641 à Campénéac, fils de Pierre de Trécesson, chevalier, et de Françoise du Plessis-Mauron. Elle épouse 2° le marquis de Rancher.

Sa fille, Mlle de Trécesson, Jeanne-Marie de Carné-Trécesson, née en 1634 de son premier mariage, sera la maîtresse de Charles-Emmanuel II, duc de Savoie. Elle mourra en 1677.
- Catherine de Bruc de Montplaisir, née en 1610 à Paris, morte en 1681, épouse en 1650 César Auffray Blanchard[4], chevalier, seigneur puis marquis du Bois de la Muse, conseiller du roi, Premier Président en la Chambre des Comptes de Bretagne, né le 10 (ou 14) avril 1612 à Nantes (paroisse Notre-Dame), décédé en 1671, fils de Jean Blanchard, seigneur de Lessongère (ou l'Essongère), baron du Bois de la Musse, premier président de la chambre des Comptes de Bretagne, et de Jeanne Rioteau de la Pilardière.
- Marie de Bruc de Montplaisir, religieuse ursuline, baptisée le 5 février 1612 à Nantes (paroisse Notre-Dame).
- Antoinette de Bruc de Montplaisir, religieuse ursuline, supérieure du Couvent des Ursulines de la Davrays (Ancenis), baptisée le 28 août 1614 à Nantes (paroisse Notre-Dame).
- Suzanne de Bruc de Montplaisir, marquise du Plessis-Bellière, objet de la présente étude, née a l'automne 1617.

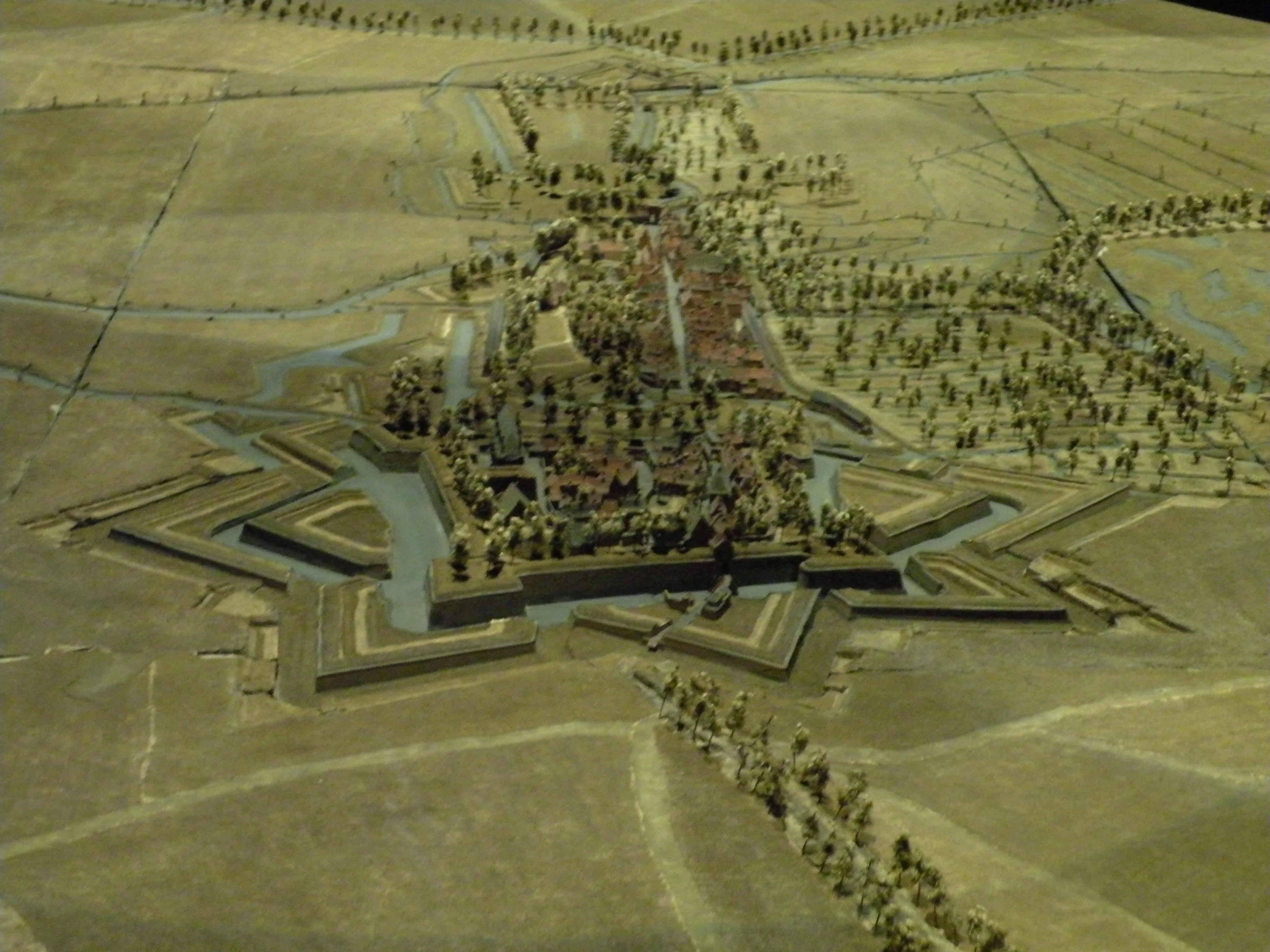
Plan-relief de Bouchain, dont le frère de la marquise, François, était le gouverneur à partir d'octobre 1688.

- François de Bruc de La Rablière, né le 25 novembre 1623, chevalier, gouverneur de Bouchain, seigneur puis marquis de la Rablière, lieutenant, puis capitaine au régiment de Poitou-infanterie, dès 1645, sergent de bataille le 9 août 1653, major du régiment de cavalerie de Montplaisir (depuis Beauvilliers) en décembre 1654, maître de camp du régiment de Beauvilliers en octobre 1657, commandant de cavalerie en février 1674, brigadier, visiteur de cavalerie en octobre 1675, maréchal de camp en février 1677, lieutenant du Roi, commandant à Lille et gouverneur de Bouchain en octobre 1688, lieutenant-général des armées du Roi du 10 mars 1690, reçu grand'croix de l'ordre royal et militaire de Saint-Louis le 8 mai 1693, baptisé le 25 novembre 1623 à Nantes (paroisse Notre-Dame), décédé en octobre 1704 à Bouchain (59). SA.

#### Les titres et propriétés de son père Jean de Bruc, riche seigneur de Nantes et environs

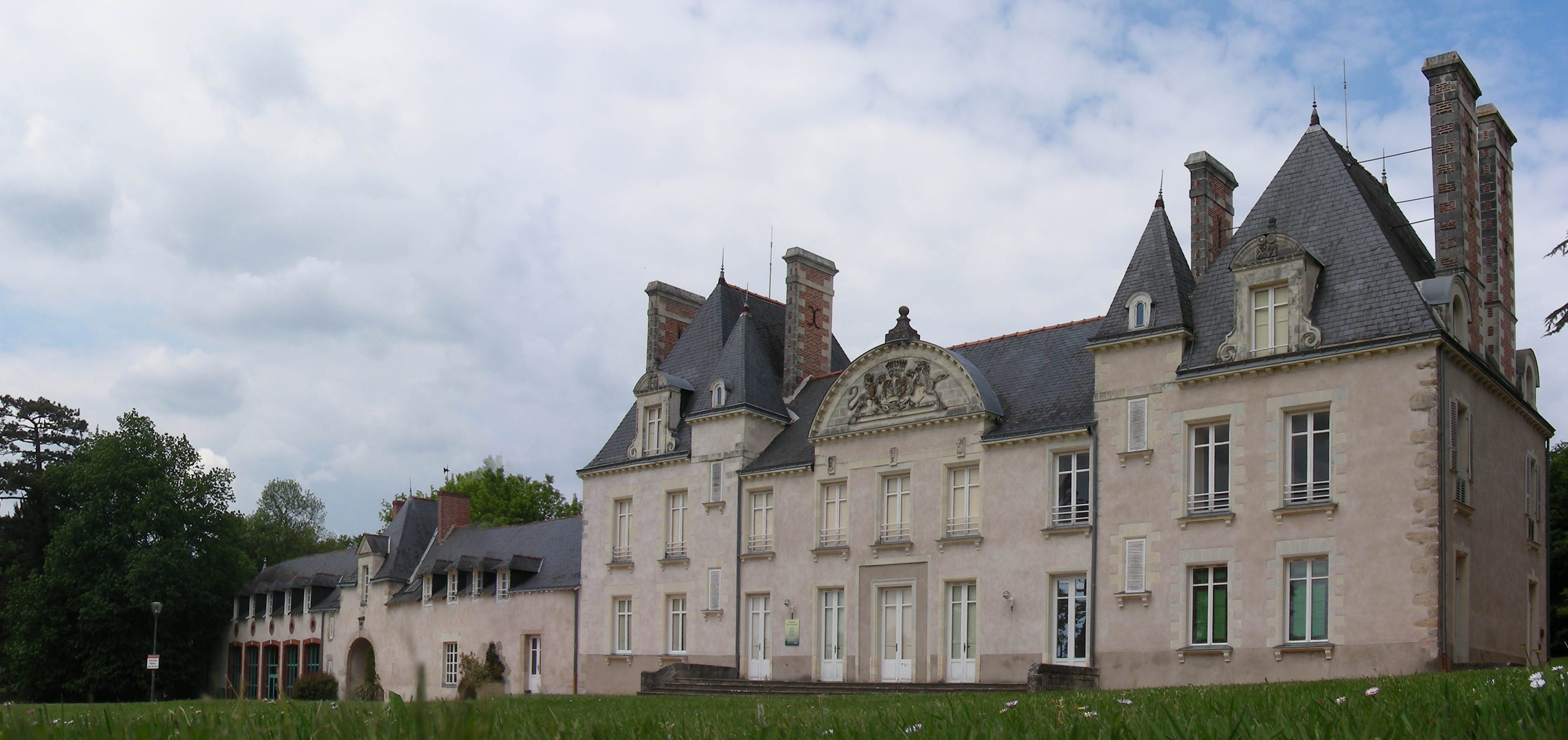
Le château de la Gournerie en Saint-Herblain, situé juste à côté de Nantes, édifié par le père de Suzanne et achevé vers 1623, quand elle avait 5 ans. Il s'agissait du château familial, où mourra son frère Henri de Bruc, l'abbé, en 1689.

Jean de Bruc était écuyer, seigneur de La Grée (Mésanger 44), seigneur de Montplaisir (Sainte Marie de Pornic 44), seigneur de La Verrerie (Saint Brévin 44), seigneur de La Gournerie en 1602 (Saint Herblain 44), et seigneur de La Guerche (Saint Brévin 44). Il fut conseiller d’État, procureur général et syndic des états de Bretagne, secrétaire et intendant du duc de Retz, et avocat au conseil du roi.
Né Jean de Bruc de la Grée, il achète la terre de Montplaisir, en Pornic, à Madeleine Le Maréchal, marquise de Chateauregnaud, le 1er septembre 1621 (archives de la famille de Bruc), et la seigneurie de La Verrerie en Saint Père en Retz en 1628 (id).
Il achète le domaine de La Verrerie (Saint Brévin 44) le 20 juin 1628.
En 1602, Jean de Bruc acquiert la terre de la Gournerie en Saint-Herblain, à côté de Nantes, et y construisit le château de La Gournerie achevé en 1623.
Le château de Montplaisir à Pornic, acquis en 1621, s'élevait à l'emplacement actuel de l'hôpital et comportait 4 tourelles.
La marquise vécut une enfance heureuse entourée de ses nombreux frères et sœurs, son père semblant s'enrichir de manière importante, ce qui est démontré par les acquisitions successives des seigneuries qu'il réalise tout au long de sa carrière.

### Une épouse exemplaire

#### 1639: un mariage avec le marquis du Plessis-Bellière
En 1637, Suzanne, âgée de 20 ans, perd sa mère, Marie Venier, dame de La Guerche (1580-1637), qui était âgée de 57 ans. D'après tout ce que l'on connaît d'elle sa vie durant, Suzanne sera une femme de tête.

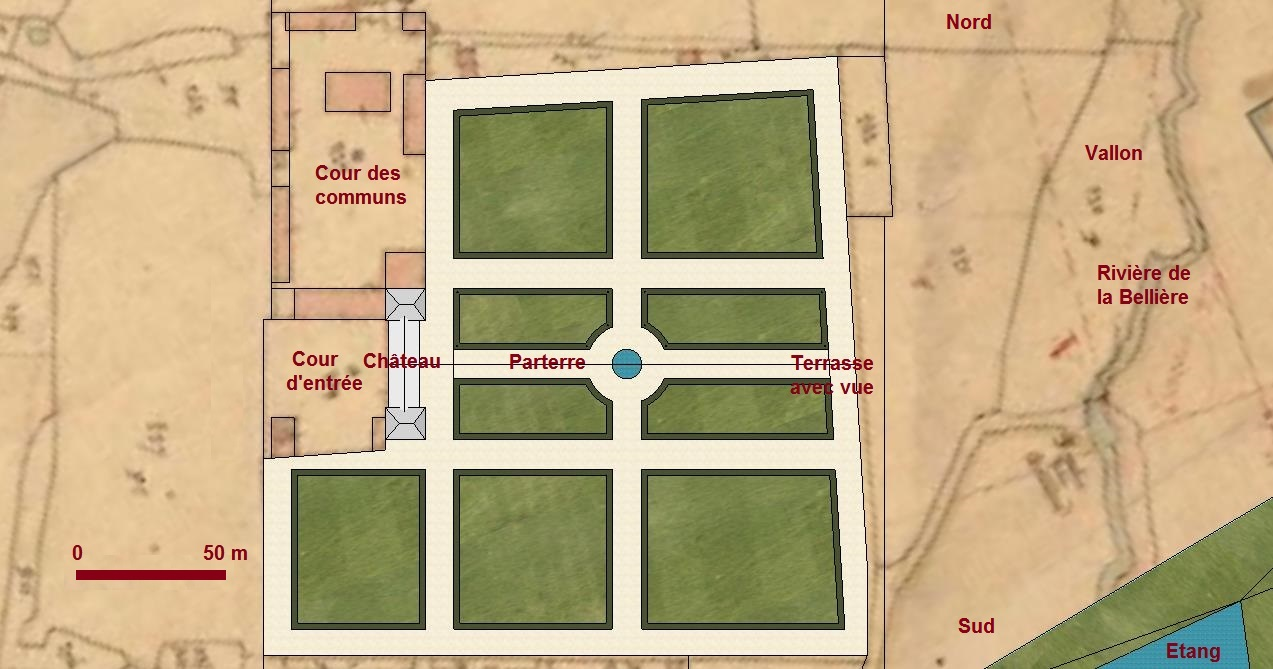
Schéma du plan du château du Plessis-Bellière (49) (ancienne commune de Saint-Pierre-Montlimart)

Elle épouse Jacques de Rougé du Plessis-Bellière le 26 avril 1639 à Nantes. L'époux avait 37 ans et une longue expérience militaire, l'épouse n'en avait qu'environ 21 ans.
Le nom du Plessis-Bellière provient du château aujourd'hui détruit, anciennement situé sur la commune de Saint-Pierre-Montlimart (actuelle ferme des mines de la Bellière). Ce château, avec un corps central reliant deux pavillons d'angle carré, mesurait environ pour sa partie principale : 52 m de long sur 14 mètres de large pour l'épaisseur des deux pavillons. Il s'agissait donc d'un assez grand château, dont le plan cadastral napoléonien donne le plan masse.
Membre de la famille de Rougé, Jacques de Rougé était le fils de René de Rougé et de Marguerite de La Court.
Il participa activement à la guerre de Trente Ans : il est déjà colonel en 1628 et se distingue au siège de La Rochelle ; maréchal de camp en 1646, lieutenant-général en 1650, il devint gouverneur de Rethel et d'Armentières. Il prit part à la bataille de Rethel en 1650, et fut gouverneur de La Bassée, puis de Dieppe, avant de devenir commandant en chef de l'armée de Catalogne en 1653

#### À partir de 1641: des grossesses répétées et quatre enfants

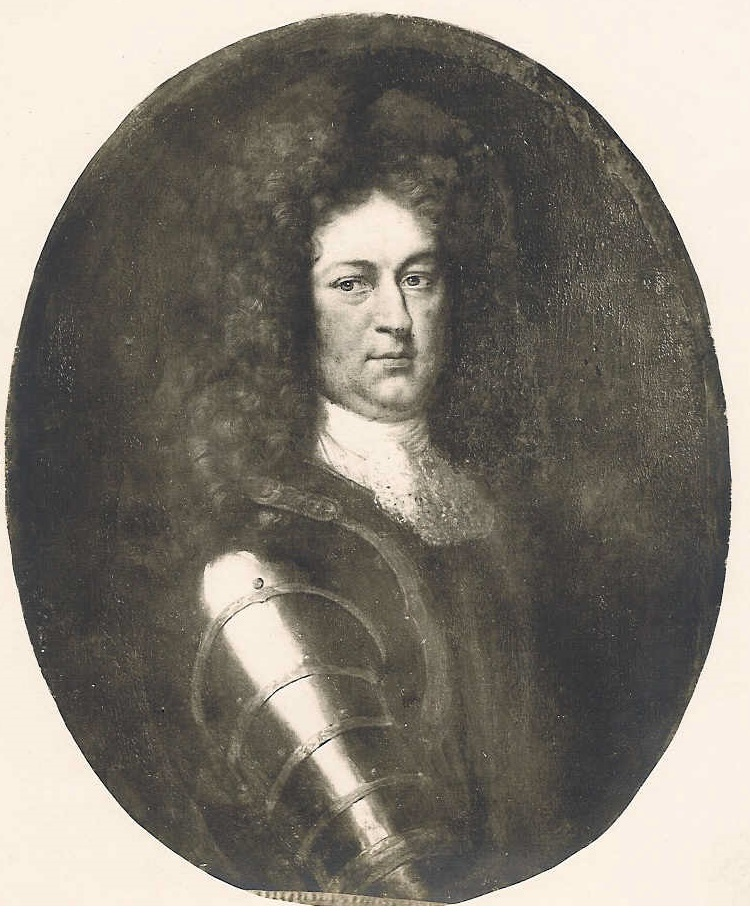
Portrait présumé de François-Henri de Rougé, marquis du Plessis-Bellière, maréchal de camp (1651-1692), fin du XVIIe siècle, localisation inconnue. Il était le fils de la marquise

De l'union du marquis et de la marquise du Plessis-Bellière naîtront 4 enfants :
- Catherine (1641-1713) mariée à François de Créquy, marquis de Créquy et maréchal de France. Il est le frère du duc de Créquy, célèbre pour avoir été ambassadeur à Rome et insulté par la garde corse en 1662. De cette union prestigieuse naîtront deux enfants : François Joseph de Créquy (1659- 1702), Marquis de Créquy, et Nicolas Charles de Créquy (1669-1696) Marquis de Blanchefort.
- Pierre (1644-1664), engagé volontaire contre les Turcs, tué lors de la bataille de Saint-Gothard, en Hongrie, succède à son père comme marquis de Faÿ-les-Nemours, marquis du Plessis-Bellière, sans mariage ni postérité,
- François-Henri (1651-1692)[6], succède à son frère comme marquis de Faÿ-les-Nemours, marquis du Plessis-Bellière, maréchal de camp, gouverneur de Suze, marié à Françoise Jégou de Kervilio d'où trois fils,
- Henri-François, colonel d'infanterie, mort en 1693, sans mariage ni postérité.

Ses trois fils mourront avant elle. Catherine sera toujours fort proche de sa mère, modèle de piété filiale.

### Septembre 1645- mai 1647: le gouvernement d'Armentières et le courage célébré deMmedu Plessis-Bellière lors du siège de la ville
Au XVIIe siècle, Armentières comme toute la Flandre est au cœur de l'affrontement entre la France de Louis XIII et de Louis XIV et l'Espagne. Dans ce cadre, les troupes françaises qui ont pris les derniers mois de nombreuses villes, de Gravelines à Cassel, Béthune, Lillers, assiègent Armentières, alors espagnole, le 8 septembre 1645. Le sieur de Maugré, gouverneur d'Armentières pour le compte du roi d'Espagne, Philippe IV et Guillaume Lefebvre de Lattre, mayeur, d’Armentières, conscients de ne pas disposer d'une garnison suffisamment forte pour résister négocient immédiatement la capitulation et obtiennent une reddition honorable. Les Français nomment gouverneur le marquis du Plessis Bellière.
En 1647, les Espagnols reprennent la ville lors du siège d'Armentières après 14 jours de siège,.

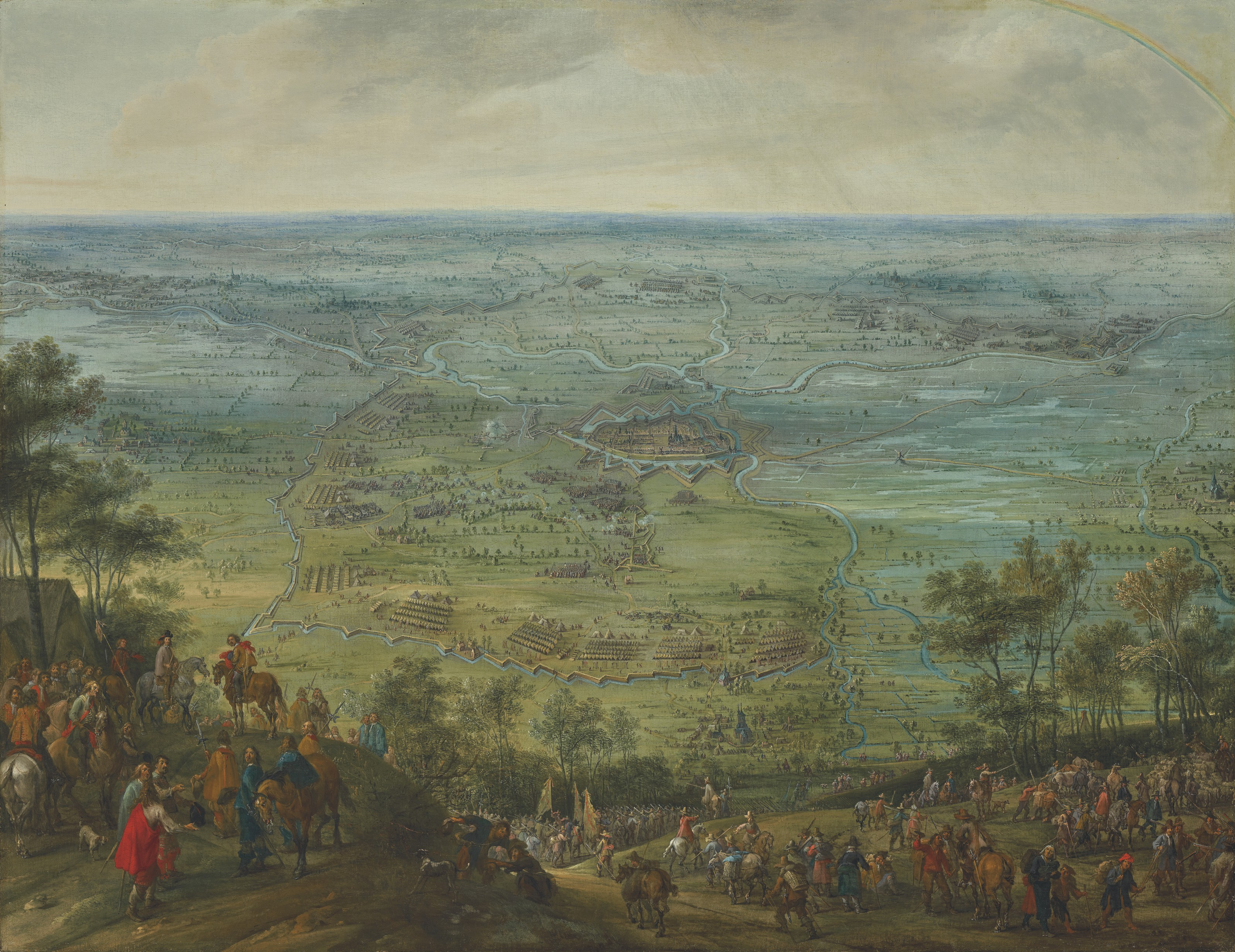
Le siège d'Armentières, en mai 1647, tableau de Peeter Snayers. La marquise, épouse du gouverneur de la ville assiégée par les Espagnols, a montré un rare courage en restant auprès du marquis du Plessis-Bellière.

Pendant ce siège d'Armentières, du 11 au 30 mai 1647, la marquise, alors âgée d'environ 30 ans, n'avait pas pu s'enfuir, et resta dans la ville avec ses enfants, Catherine et Pierre, partageant avec son mari les dangers du bombardement et donnant à la population l'exemple d'un rare sang-froid. Le marquis du Plessis-Bellière s'y était couvert de gloire, sautant sur l'ennemi à l'arme blanche à défaut de munitions et ne consentant à se rendre qu'après trois semaines de rude défense. Finalement, la ville est reprise en main par les Espagnols. 

« Le roi, dit la Gazette, fit grand accueil au marquis de Plessis-Bellière à Amiens, jusqu'à l'embrasser plusieurs fois, et la reine lui dit que, puisqu'il avait si bien défendu les méchantes places, elle aurait soin de lui en faire bientôt tomber une bonne entre les mains". »

### La Bassée
Après l'épisode d'Armentières, la marquise résida sans doute à La Bassée quand son époux devint gouverneur de la ville.

### 1648-1652: un couple fidèle à la cause royale pendant la Fronde

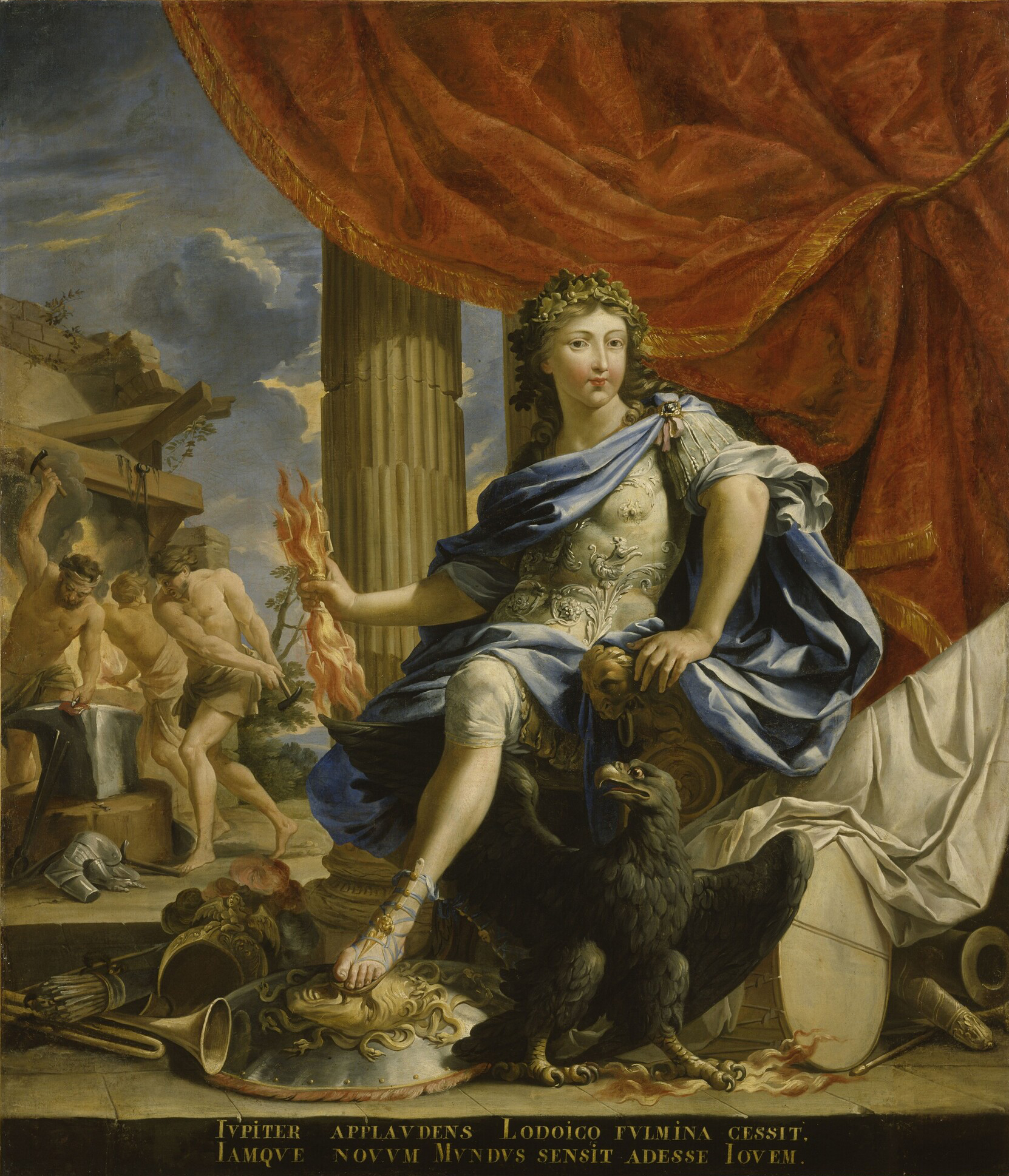
Louis XIV en Jupiter vainqueur de la Fronde, huile sur toile attribuée à Charles Poerson, château de Versailles, vers 1654.

Maréchal de camp en 1646 puis lieutenant général en 1650, il est présent à la bataille de Rethel (1650), qui est une bataille qui a eu lieu pendant la Fronde et que l'on peut placer en marge de la guerre franco-espagnole. Elle se déroula le 15 décembre 1650, non pas à Rethel, mais entre Sommepy, Saint-Étienne-à-Arnes et Semide. Elle impliqua les Espagnols et les Frondeurs contre les troupes royales françaises, qui remportèrent la victoire sur Turenne qui combattait pour l'armée Espagnole.
Le marquis du Plessis-Bellière se prononce pour la cause royale pendant la Fronde.
En 1650, le marquis de Plessis-Bellière fut commandé par Anne d'Autriche pour aller à Dieppe avec quelques troupes pour forcer Madame de Longueville à quitter Dieppe pour son château de Coulommiers.

### 1652: le titre de marquis et marquise du Plessis-Bellière et la seigneurie de Faÿ-les-Nemours
Le marquis et la marquise du Plessis-Bellière possédaient l'hôtel de Rougé, à Nantes, et aussi évidemment la terre du Plessis-Bellière, entre Nantes et Angers, située sur la commune actuelle de Saint-Pierre-Montlimart, avec le petit château de "La Bellière".
Le 4 juin 1650, Jacques de Rougé du Plessis-Bellière devient propriétaire du château de Faÿ à la suite de la cession qui lui en a été faite par les syndics des créanciers de dame Jeanne de Santeny.
Deux ans plus tard, par lettres patentes de septembre 1652, Louis XIV, certainement pour le remercier de sa fidélité pendant la Fronde, fait ériger la seigneurie de Faÿ (aujourd'hui Faÿ-lès-Nemours) en marquisat au profit de Jacques de Rougé du Plessis-Bellière, dès lors appelé « le marquis du Plessis-Bellière. »
"Mme du Plessis-Bellière" devient désormais la "marquise du Plessis-Bellière", à l'âge de 35 ans.

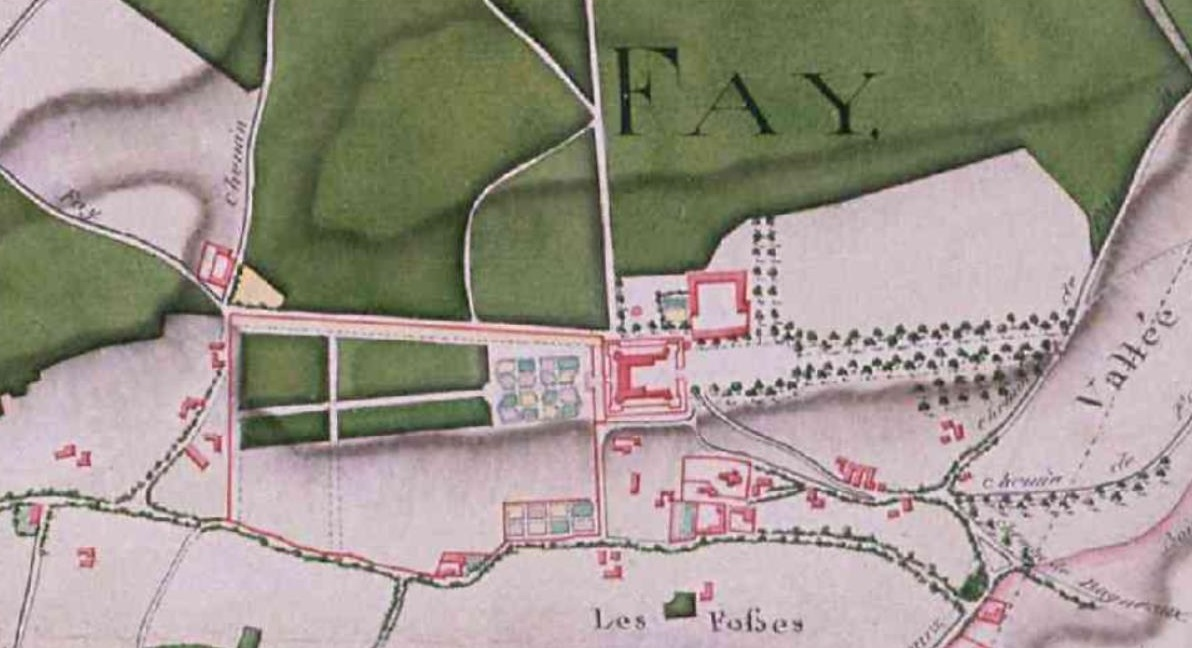
Plan d'intendance de Faÿ-les-Nemours, XVIIIe siècle, avec le plan du château et des jardins.
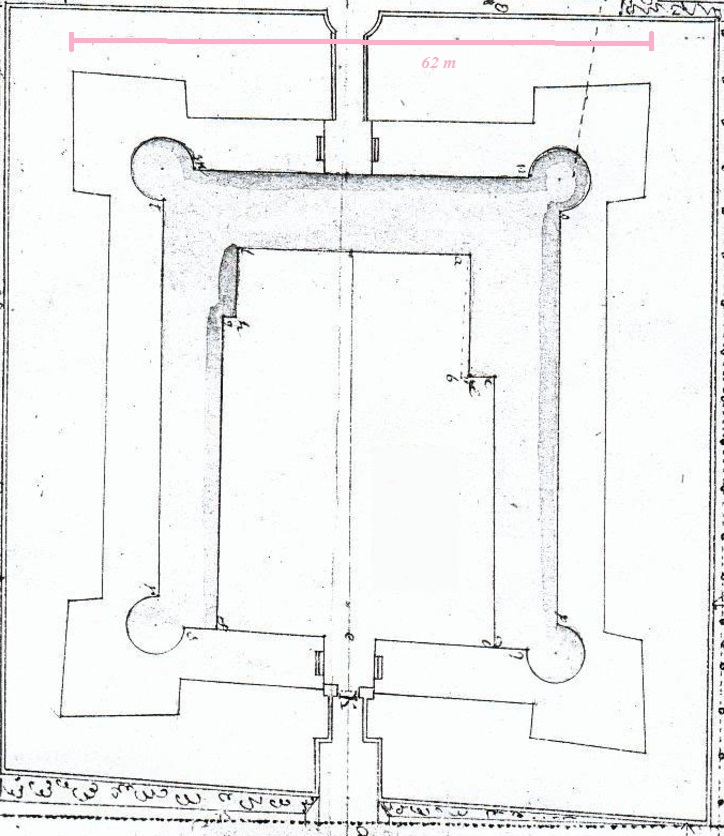
Plan du château de Faÿ-les-Nemours (Seine et Marne), au XVIIIe siècle, AN.
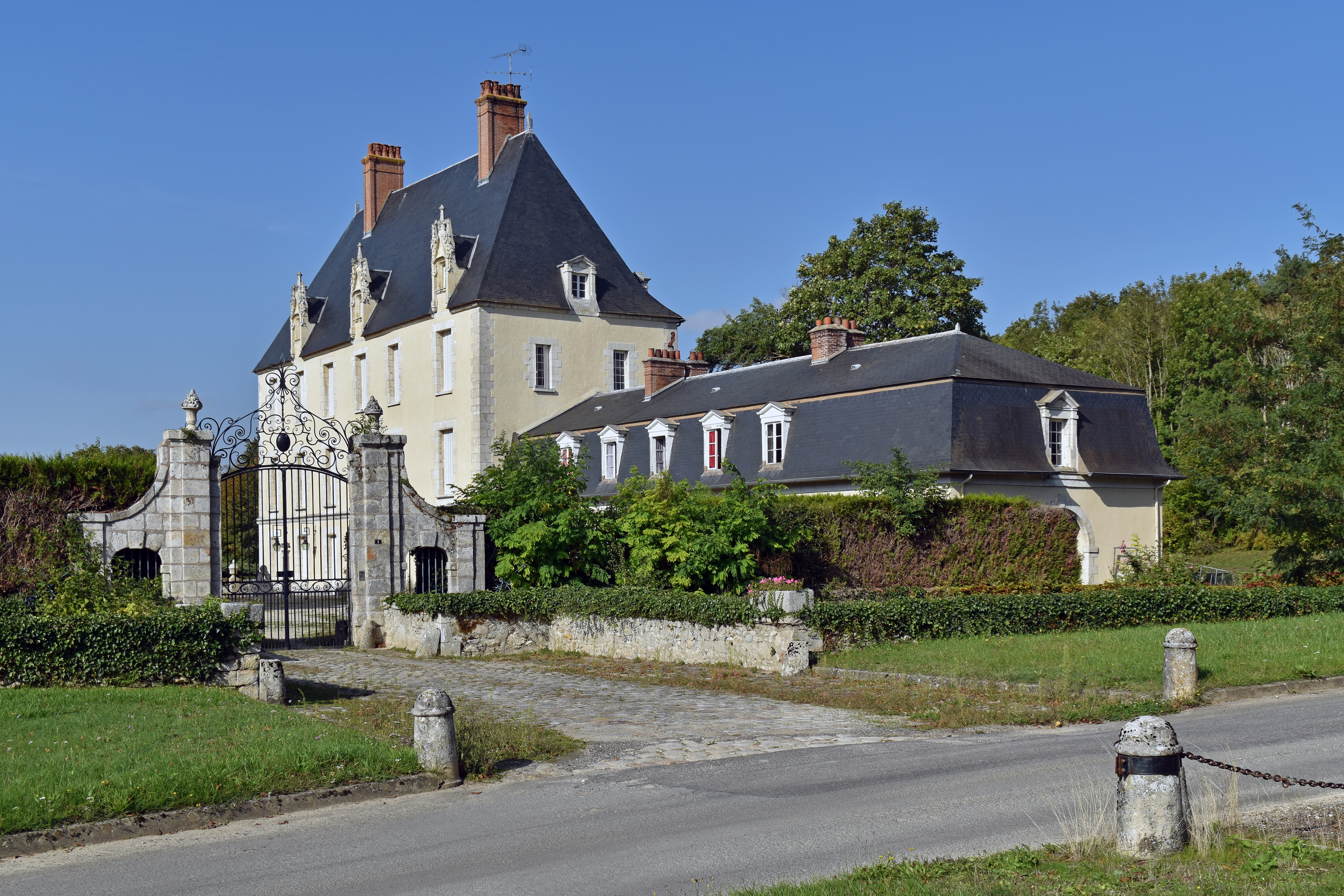
Reste du pavillon nord du château de Fay appartenant à la marquise du Plessis-Bellière.

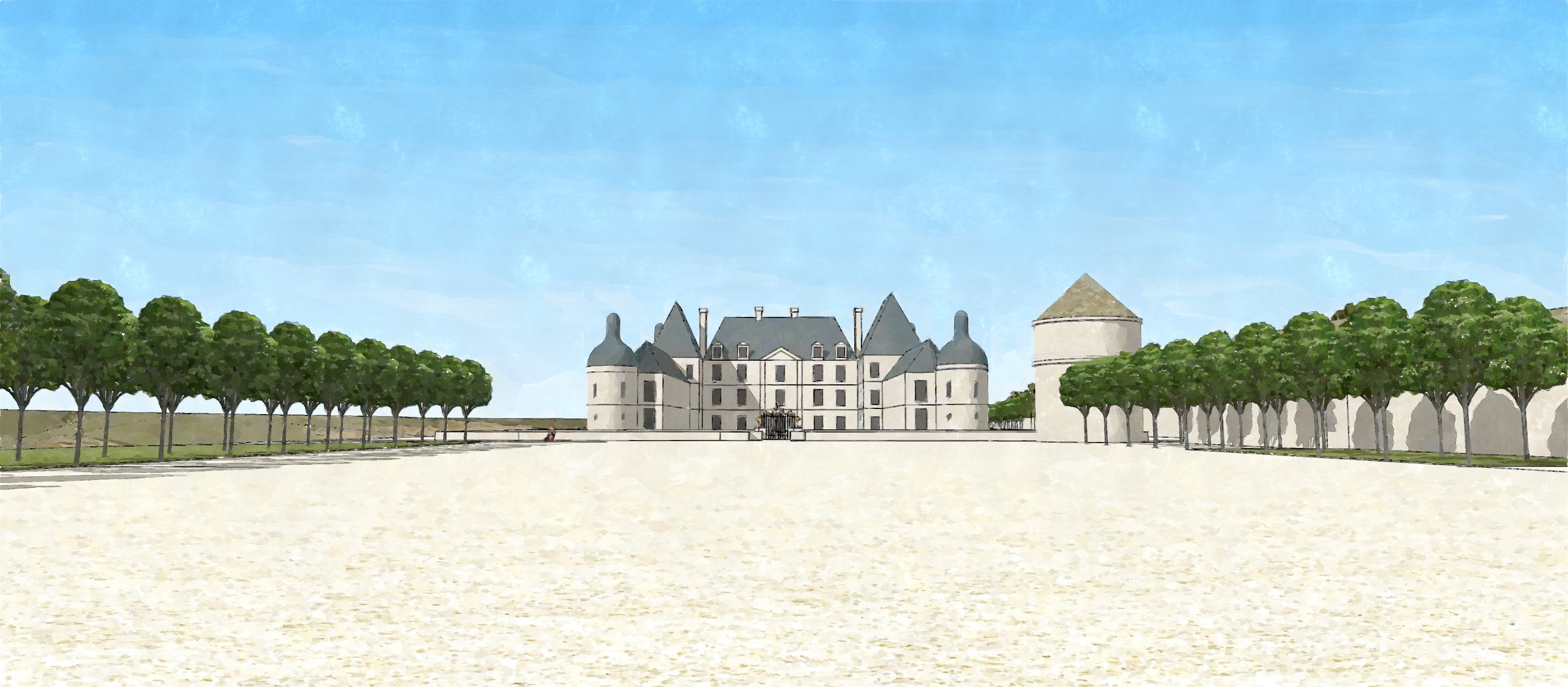
Schéma du château de Faÿ-lès-Nemours du côté de l'entrée, fin du XVIIe siècle.
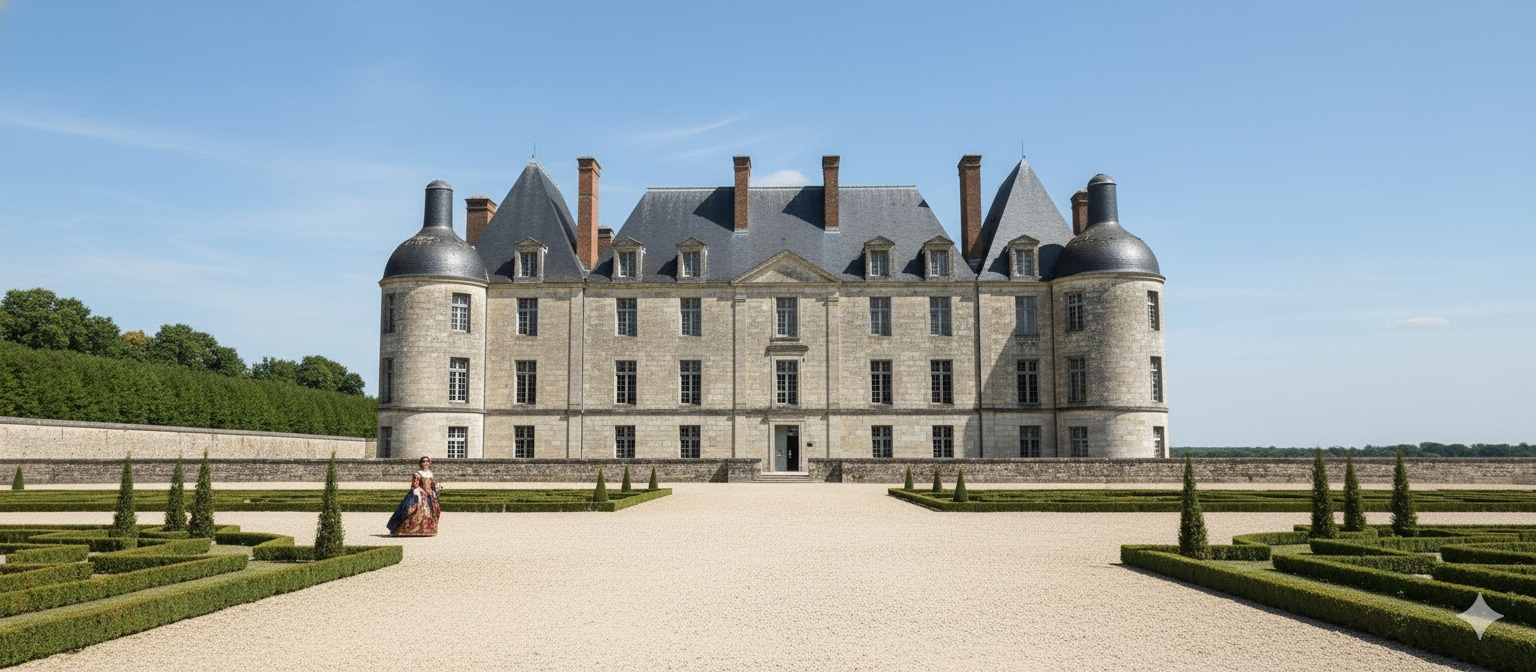
Schéma restituant la vue sur le château de Fay-lès-Nemours, depuis le jardin, au XVIIe siècle
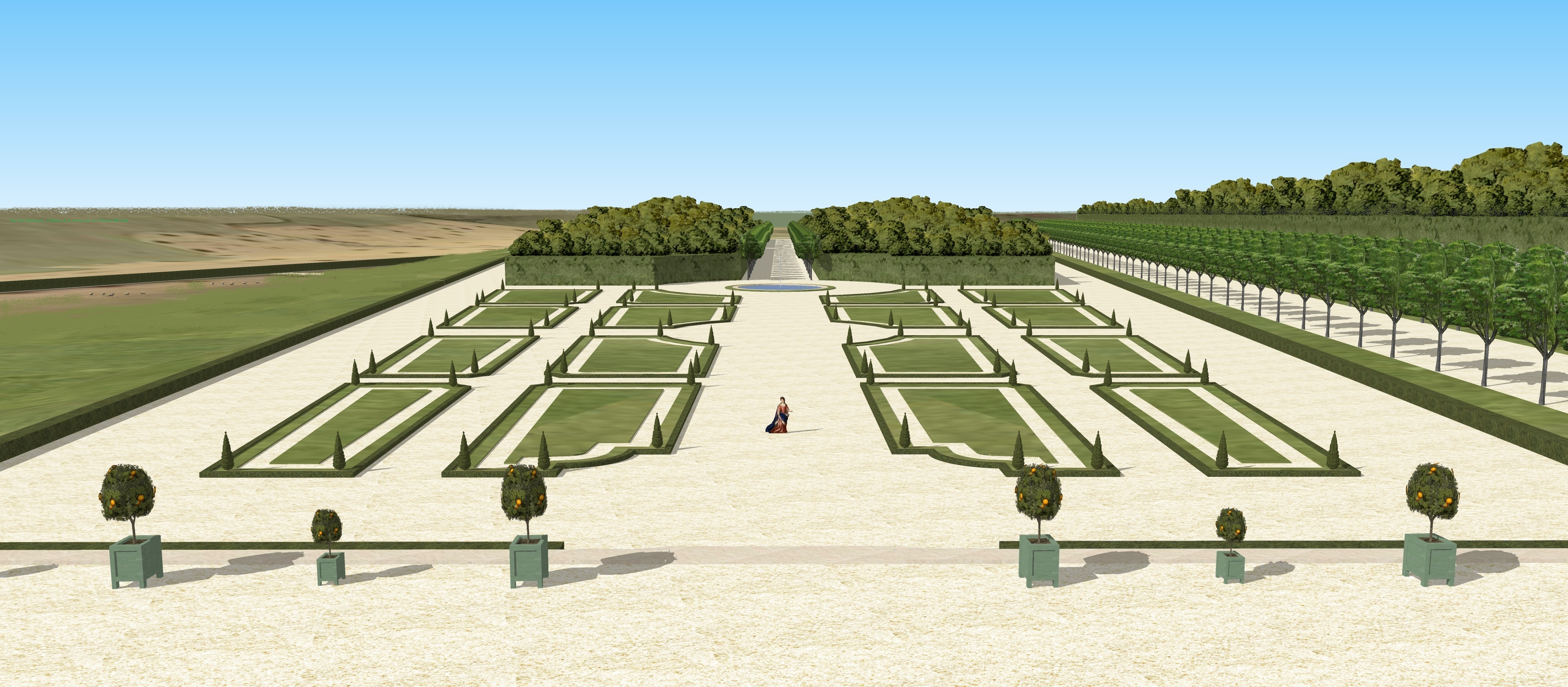
Restitution du parterre du château de Faÿ-les-Nemours d'après le plan d'intendance, XVIIIe siècle

### 1653: le siège de Gérone (Catalogne), sous le commandement du marquis de Plessis-Bellière

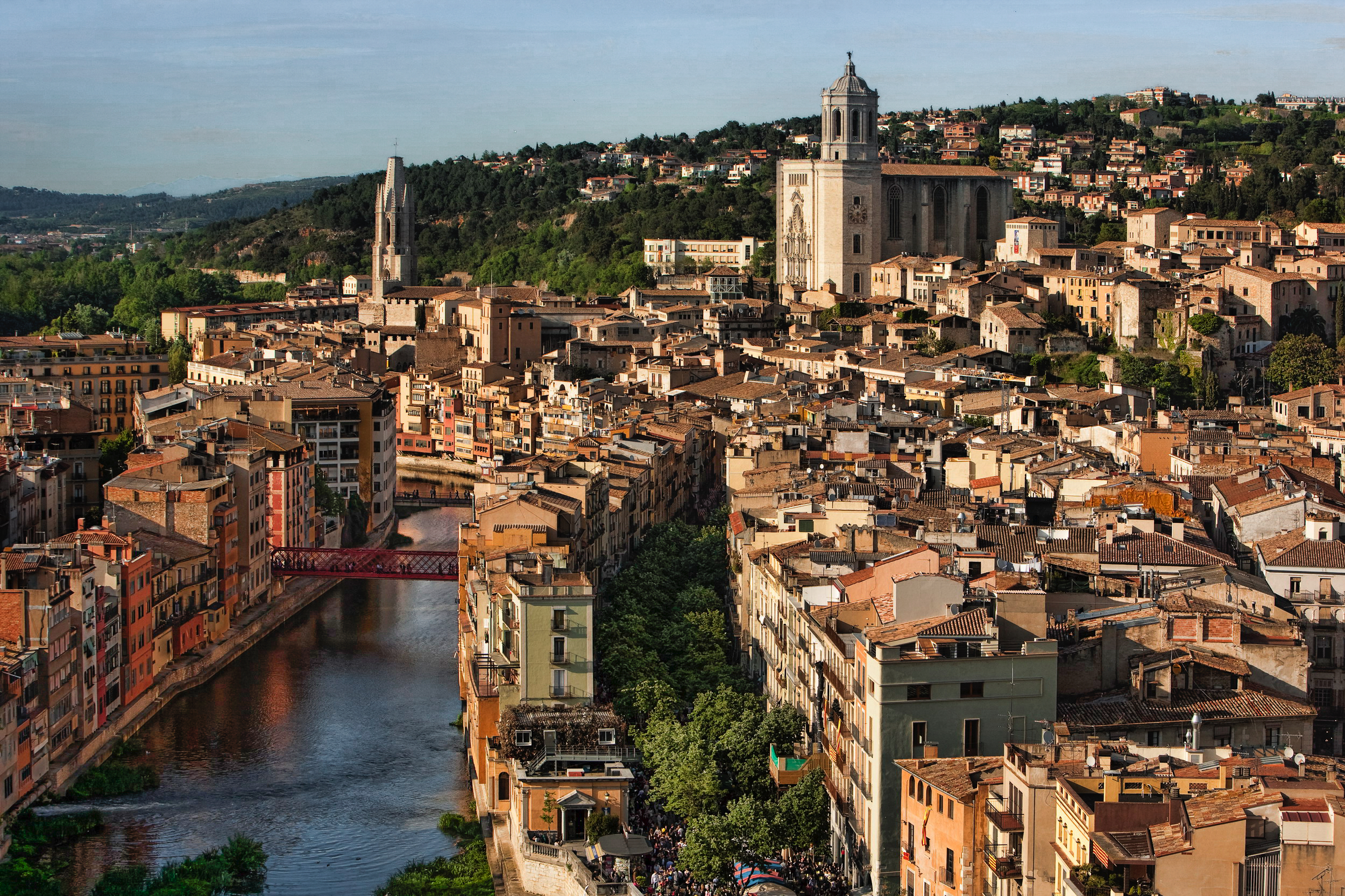
Girona (ou Gérone en français) de nos jours, ville de Catalogne, en Espagne

Jacques de Rougé du Plessis-Bellière prit le commandement en chef de l'armée de Catalogne en 1653, à la place du maréchal de La Mothe. La marquise du Plessis-Bellière devait être glorieuse de cet honneur fait à son époux. Elle resta évidemment à Paris durant cette expédition.
Le siège de Gérone eut lieu du 12 juillet au 23 septembre 1653, durant la guerre des faucheurs. Il fait partie des événements de résistance après la chute de Barcelone, qui ont marqué la fin de la guerre. Après quatre mois, la ville tomba aux mains des troupes espagnoles. Les troupes franco-catalanes défaites, se retirèrent dans le Roussillon. L'armée française se composait de 4.000 fantassins et 2.500 cavaliers français qui entrent en Catalogne par le col du Perthus.
Mais en raison de la défaite du siège de Gérone, l'armée française se retira en Roussillon. Malgré tout, il ne manqua pas de renforcer la place de Roses avec suffisamment de troupes pour garantir sa résistance à l'armée espagnole. L'année suivante, les troupes françaises mèneront une nouvelle tentative de reconquête de la Catalogne.

### Novembre 1653: la mort du perroquet de la marquise du Plessis-Bellière et les "bouts-rimés"

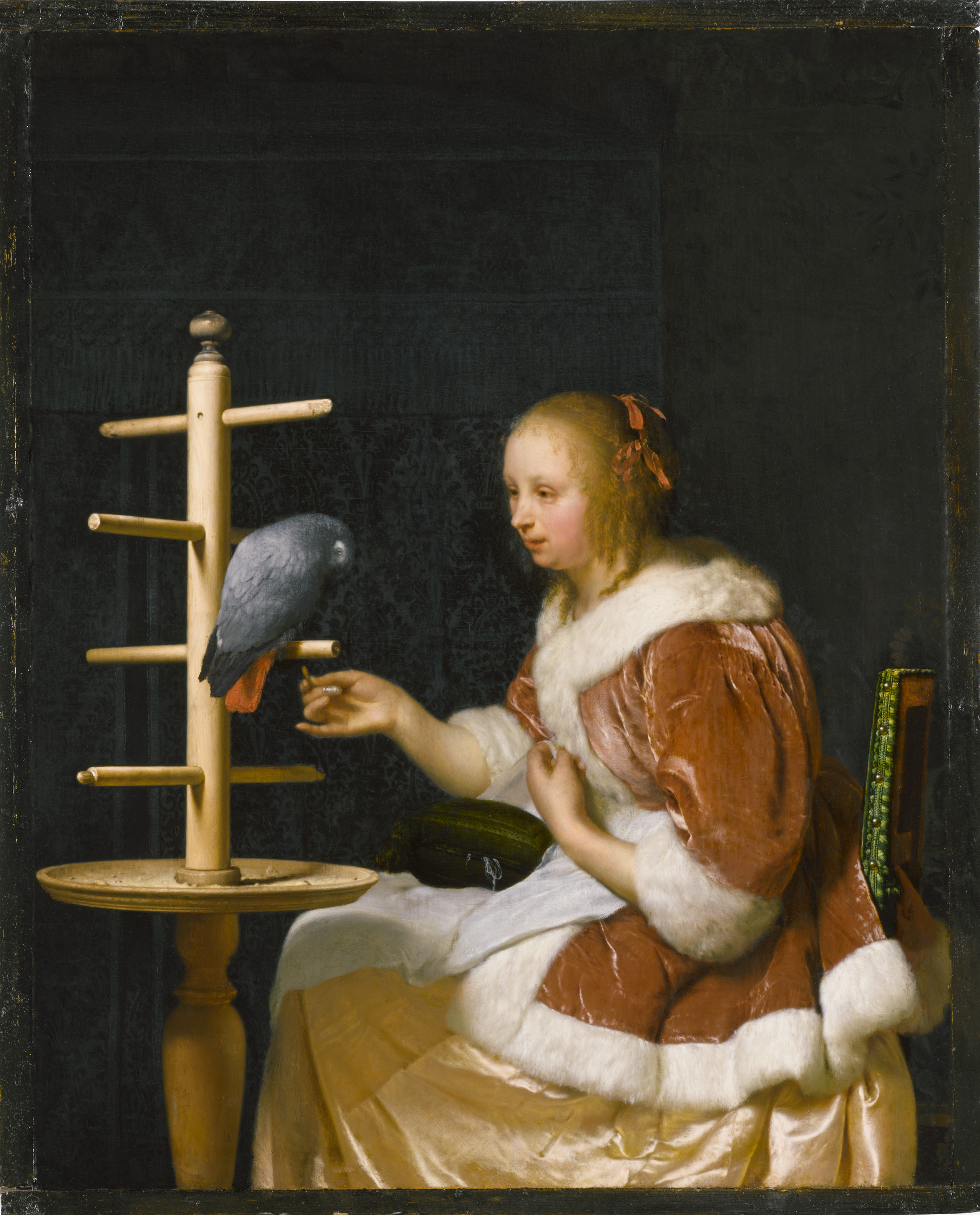
Jeune femme au perroquet, Frans van Mieris, 1663, The Leiden Collection

Après la vogue de bout-rimés de l'année 1647, il y en eut une autre à la fin de 1653. Dans les derniers jours de novembre 1653, le perroquet de Mme du Plessis-Bellière mourut. Fouquet et toute sa société écrivirent des bouts-rimés sur le deuil qui les frappait. Cet évènement est souvent associé à la futilité du cercle précieux de la marquise du Plessis-Bellière. Certes, il peut paraître anecdotique, mais il rappelle que Fouquet avait déjà des liens assez importants avec Mme du Plessis-Bellière à cette date, donc avant l'acquisition par la marquise de sa maison de Charenton en 1655.

### 1654: L'aventureuse expédition de Naples et la mort du marquis du Plessis-Bellière en Italie

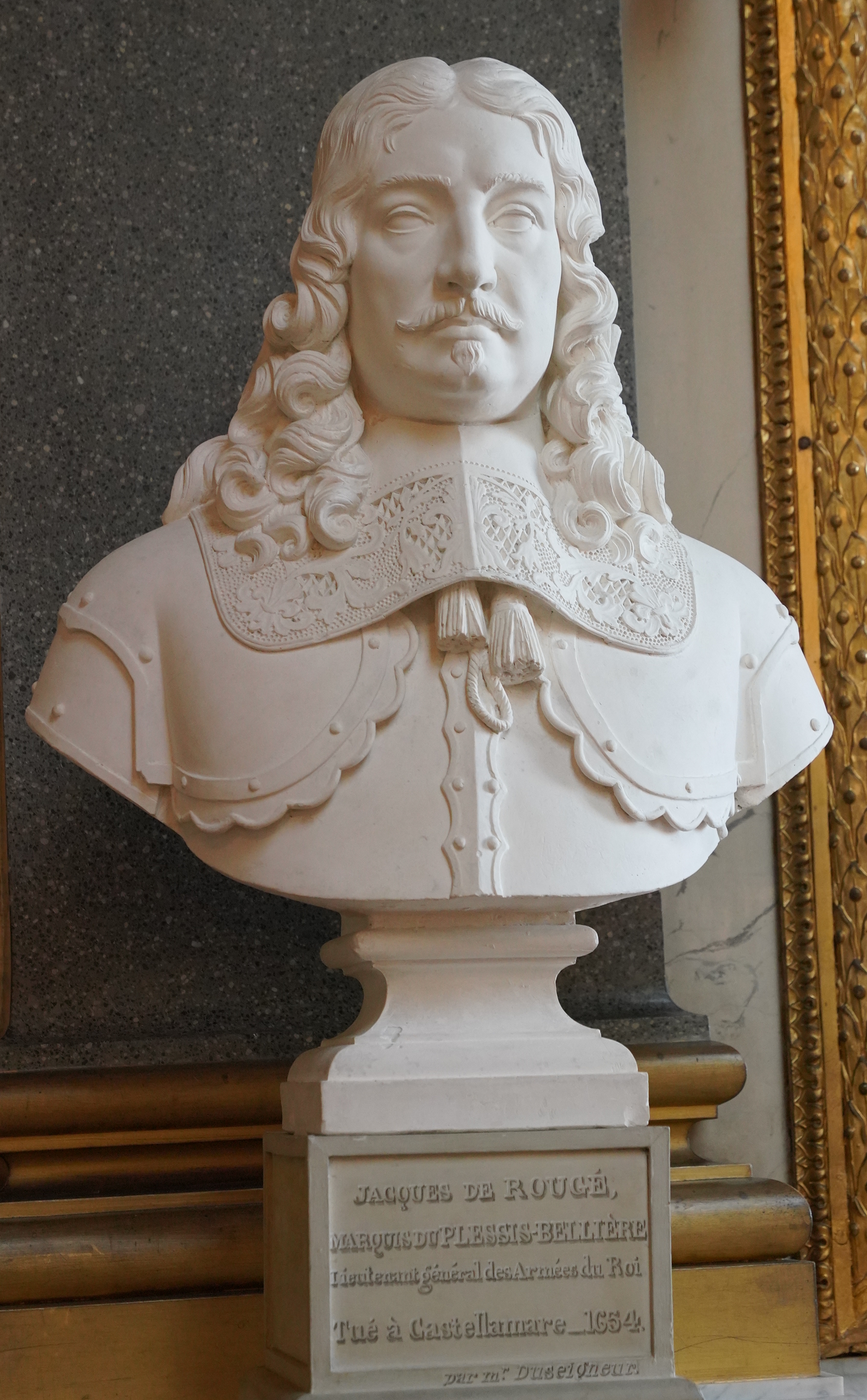
Buste de Jacques de Rougé, dit le marquis du Plessis-Bellière par Jean Bernard Duseigneur Galerie des batailles du château de Versailles.XIXe siècle

Henri II de Guise, dont Tallemant a dit "Il a de l'esprit, de la générosité, du cœur; c'est dommage qu'il soit fou", rêve pour la seconde fois de monter sur le trône de Naples. Mazarin lui donne une flotte. Il part de Toulon, aborde à Castellamare, au pied du Vésuve, et s'empare de cette ville. Succès illusoire et de brève durée; chassé du territoire napolitain, Guise reviendra à la Cour occuper la charge de grand chambellan.
C'est dans ce contexte que le marquis du Plessis-Bellière mourut à Castellamare en Italie, le 24 novembre 1654, des suites d'une blessure reçue le 17 novembre dans une charge de cavalerie à Torre d'Anunziata près de Naples.
Loret indique dans sa Muze historique du 19 décembre 1654 : 

« On fit prisonnier tout le reste / Et par un malheur bien funeste / Plessis-Bellière y fut blessé / Pour s'être un peu trop avancé. / Que si de sa playe il trépasse / Ce nous sera grande disgrace / Car c'étoit un très-hardy cœur / Jusques-icy toujours vainqueur / Et zelé pour le Roy son maître / Autant qu'un François le doit être. »

Mazarin écrit à Hugues de Lionne le 25 décembre 1654 : "Je suis au désespoir de la mort du marquis de Plessis-Bellière. J'ai obtenu du roi pour ses enfants une abbaye de huit à neuf mille livres de rente et la disposition du régiment qu'il avait". Le roi qui souhaitait le nommer maréchal de France juste avant sa mort brutale, fit offrir à la marquise de Plessis-Bellière les Honneurs du Louvre, dont elle ne voulut pas profiter.
Le 10 décembre 1654, le frère de la marquise, Montplaisir, alors âgé de 44 ans, succède au marquis de Plessis-Bellière à la tête de son régiment, qui prend alors le nom de Régiment de Montplaisir cavalerie. Il s'en démit lui-même au profit de l'autre frère de la marquise, François de Bruc de la Rablière, en novembre 1657.
La marquise du Plessis-Bellière devient veuve à l'âge de seulement 37 ans, elle a quatre enfants à charge, c'est un drame considérable pour elle et l'une des plus grandes blessures de sa vie.
Montplaisir, frère de la marquise, écrira pour elle ces vers célèbres, à la mort de son époux, qui sont gravées dans l'église de Faÿ-les-Nemours :

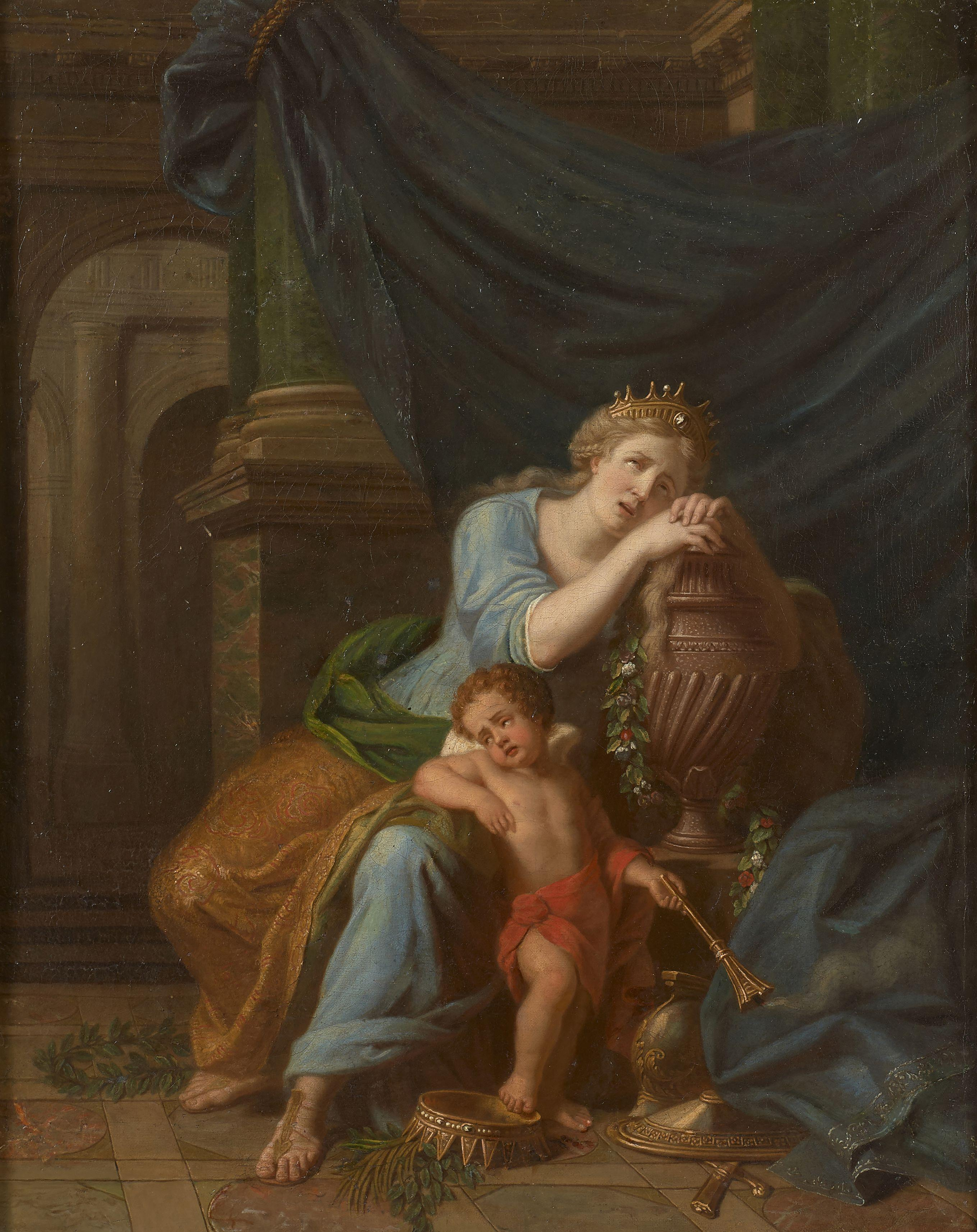
La Reine Artémise pleurant son époux Mausole, école française, copie du XVIIIe siècle. Coll part.

« Le cœur de mon époux dans cette urne repose,
Cependant que le mien agité de douleurs
Soupire incessamment et comblé de malheurs,
A le suivre au tombeau chaque jour se dispose.
La plus sensible part de mon âme est enclose
Dans ce vase ou la mort imprime ses couleurs
Quiconque voit ici cet objet de mes pleurs
Ne les condamne point s'il en cognut la cause.
Passant, si tu ne sais quel était mon époux,
Dispense l'amitié qui vivait entre nous
De ce tendre récit qui trouble ma mémoire.
L'Espagne avec la Flandre épargnant ma douleur
T'apprendront mieux que moi quelle fut sa valeur.
Naples dira sa mort, et la France sa gloire. »

### 1655-1661: la «meilleure et la plus fidèle amie» de Nicolas Fouquet

#### Une "parente" bretonne de Nicolas Fouquet?

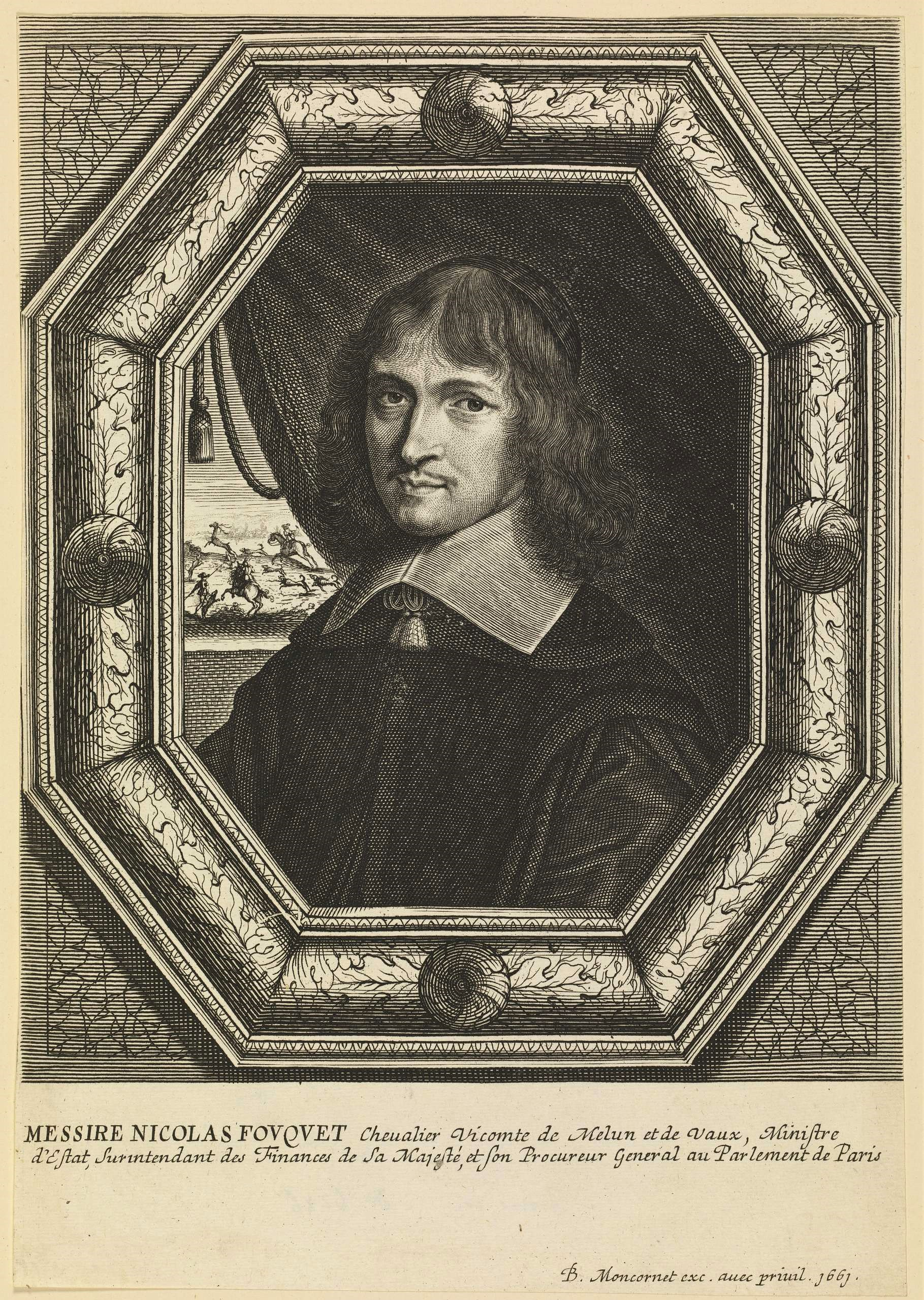
Nicolas Fouquet, par Balthasar Moncornet, 1661

Certains historiens ont voulu croire en une liaison d'amour entre Fouquet et Mme du Plessis-Bellière. Mais les plus informés ont catégoriquement refusé cela, en considérant que Mme du Plessis-Bellière n'était, "non pas l'amour mais l'amitié". Ce qui est certain, c'est que des liens peuvent être établis entre eux. Par exemple, Françoise Fouquet (1602-1665) cousine germaine de Nicolas Fouquet, est la fille de Christophe Fouquet (1562-1628), président à mortier du Parlement de Bretagne. Elle a épousé Paul Hay, seigneur de Couëllan, baron de Nétumières, conseiller au parlement de Bretagne. Or la famille de Bruc est celle qui est intrinsèquement liée au Parlement de Bretagne, notamment avec le rôle de Jean de Bruc de la Grée, le père de Mme du Plessis-Bellière.
En 1650, Fouquet, alors intendant de la généralité de Paris, écrit au cardinal Mazarin au sujet du gouvernement de Dieppe, alors sous les ordres du marquis du Plessis-Bellière.Il connaît déjà fort bien le marquis et Mme du Plessis-Bellière, notamment depuis leurs échanges de 1647 au sujet du siège d'Armentières :

« On vient de donner advis à madame du Plessis Bellière que dans le Conseil qui se tient à Paris il a esté résolu sous prétexte du mauvais estat auquel est la garnison de Dieppe d'envoyer quelqu'un pour y comander, autre que celuy que M. du Plessis [Bellière] y a establi, je suis obligé Monseigneur dans la cognoissance que j'ay de M. du Plessis de dire à V. E. que si on luy fait cette injure il n'y a rien au monde qui puisse le retenir un moment où il est, et qu'il recevra le plus grand déplaisir qui puisse jamais arriver à un home à qui l'honneur est sensible au dernier point. »

En 1650, Mme du Plessis-Bellière se retourne donc directement vers Fouquet pour qu'il vienne en aide à son mari le marquis du Plessis-Bellière, dans cette affaire de Dieppe.

#### Une description de la marquise du Plessis-Bellière dansClélie

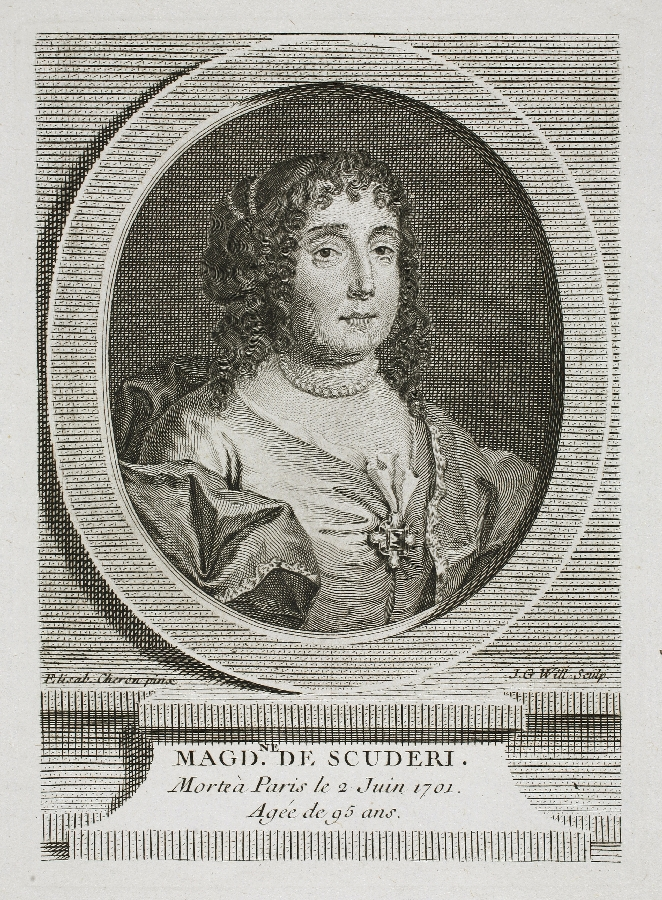
Madeleine de Scudéry, par Chéron

Mlle de Scudéry dresse le portrait flatteur de son amie la marquise du Plessis-Bellière dans Clélie (XVIII, 1300) : 

« C'est une femme d'un si grand mérite qu'il y en a peu qui l'égale, d'une si rare vertu qu'elle mérite d'être proposée à toutes les autres. Il y a dans son cœur je ne sais quoi de si noble, de si bon, de si tendre et héroïque qu'on peut dire que les dieux ont fait un chef-d'œuvre en la faisant. Elle réunit toutes les vertus qui font un homme d'honneur et toutes celles qui font une honnête femme. Pour sa personne, quoi qu'elle soit infiniment aimable, qu'elle ait la taille bien faite et déliée, les cheveux fort beaux, les yeux pleins d'esprit et de douceur, la physionomie spirituelle, modeste et agréable, qu'elle eût une certaine langueur pleine de charmes, qu'elle ait même dans le son de la voix je ne sais quoi de doux et de tendre qui touche le coeur de ceux à qui elle parle et qu'elle chante de la manière du monde la plus passionnée, on dirait qu'on ne doit pas parler de tout cela et que la vertu de Mélinthe, son esprit et sa conduite doivent s'opposer à tous les autres éloges qu'elle mérite. »

Il faut ajouter à cet éloge que Mme du Plessis Bellière écrivait « avec une pureté et une élégance rares à cette époque, même parmi les femmes de la Cour. » Les hommes de lettres trouvaient chez elle « toute la civilité du monde », d'après Pellisson.
Dans Clélie, Mlle de Scudéry rajoute que Mélinthe (cf Mme du Plessis-Bellière) "aime les belles choses, et les connaît, comme la musique, la poésie, la peinture".

#### 1655: l'acquisition de l'hôtel du Plessis-Bellière à Charenton

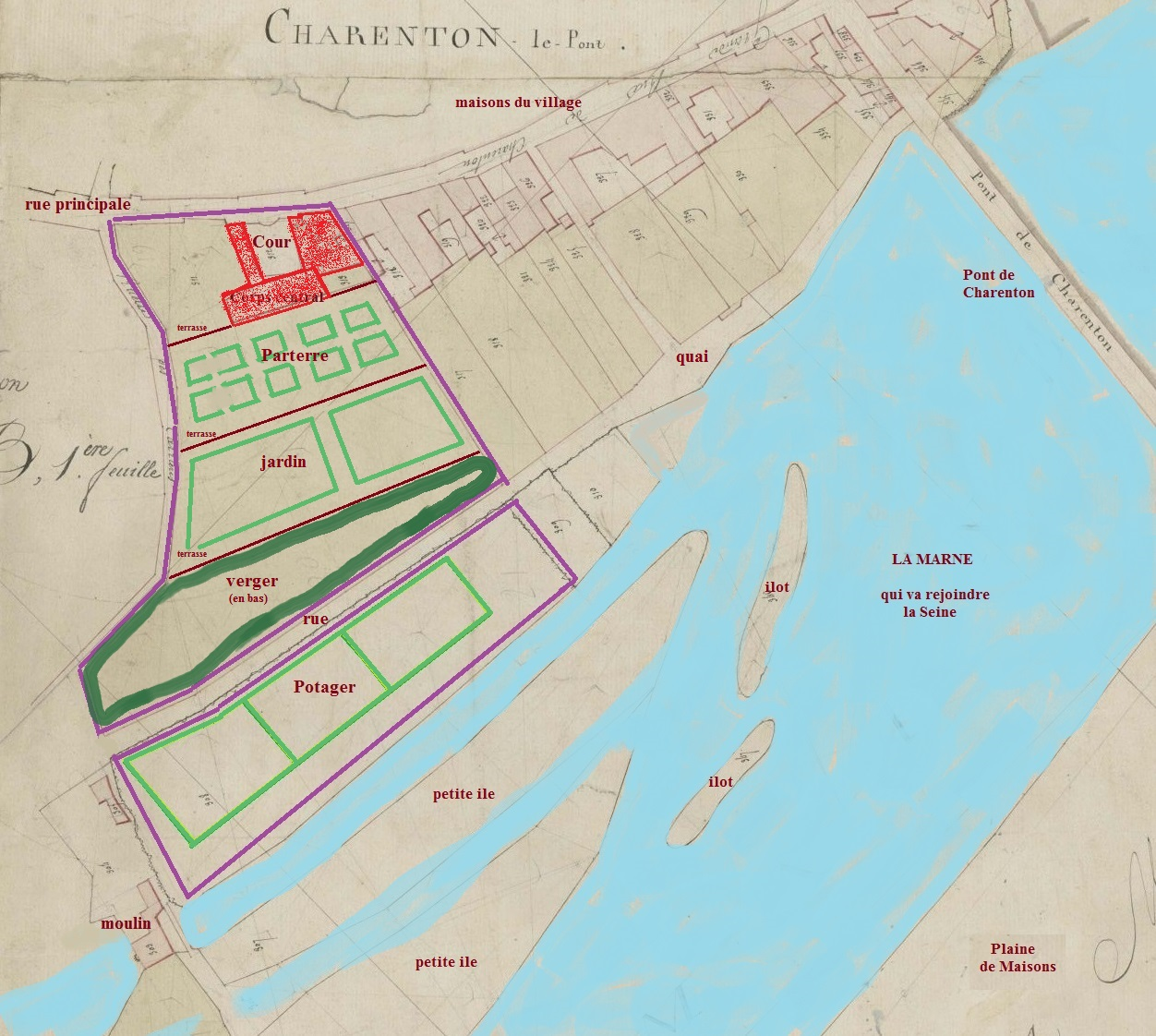
Schéma de l'hôtel du Plessis-Bellière à Charenton, et son environnement immédiat

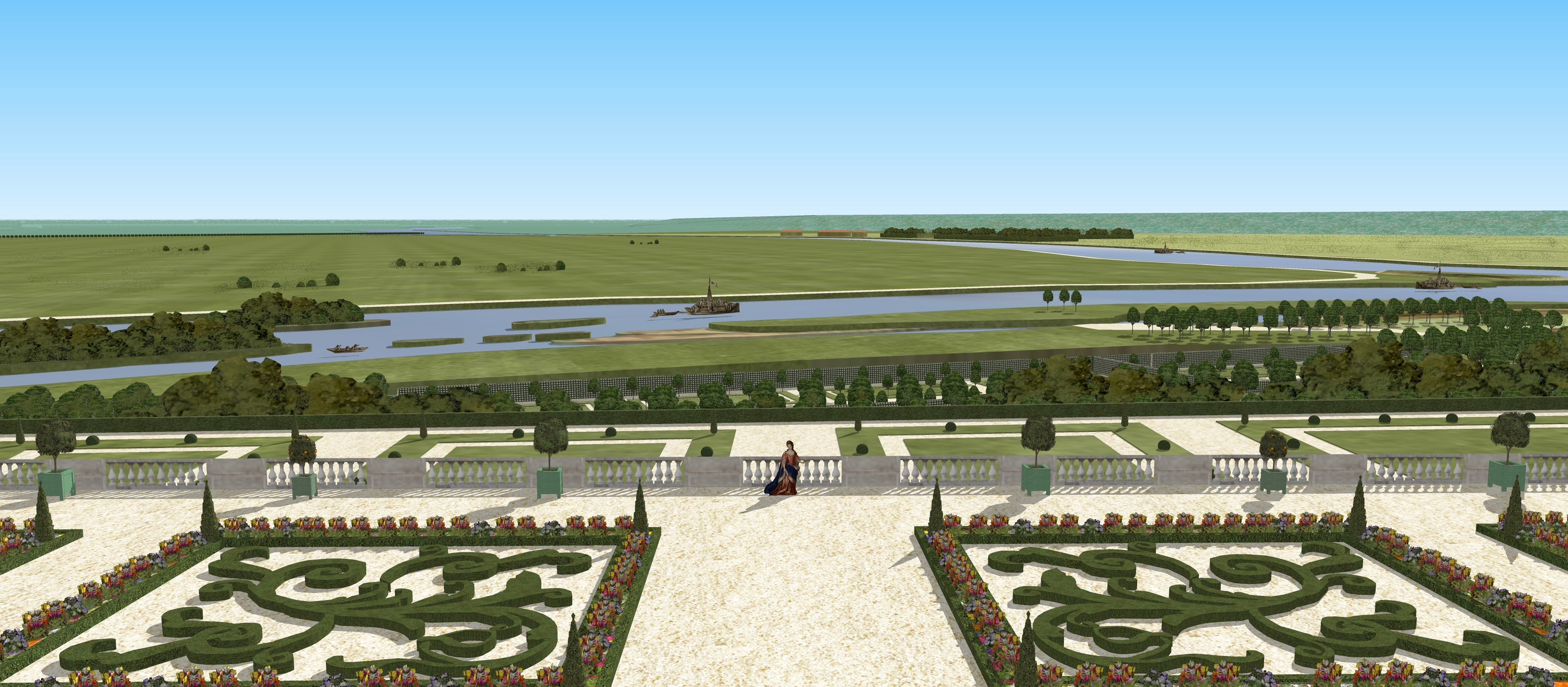
Restitution de la vue sur la Seine et la Marne depuis l'hôtel du Plessis-Bellière, à Charenton, au XVIIe siècle.

En novembre 1655, la marquise du Plessis-Bellière acquiert pour 11,000 livres sa résidence à Charenton, l'hôtel du Plessis-Bellière, qu'elle va ensuite embellir. Elle avait alors 38 ans. Cette propriété était voisine de celle de Saint-Mandé appartenant à Nicolas Fouquet, Surintendant des Finances de Louis XIV, qu'il a acquise en 1654. Dans ces années 1655-1661, la marquise résidera la plupart du temps à Charenton, ainsi qu'à Saint-Mandé chez Fouquet. Elle demande à Charles Le Brun de peindre les décors de son hôtel de Charenton, ce qu'il réalise les mêmes années que les décors du château de Vaux-le-Vicomte.

##### Le jardin en terrasse et la vue spectaculaire

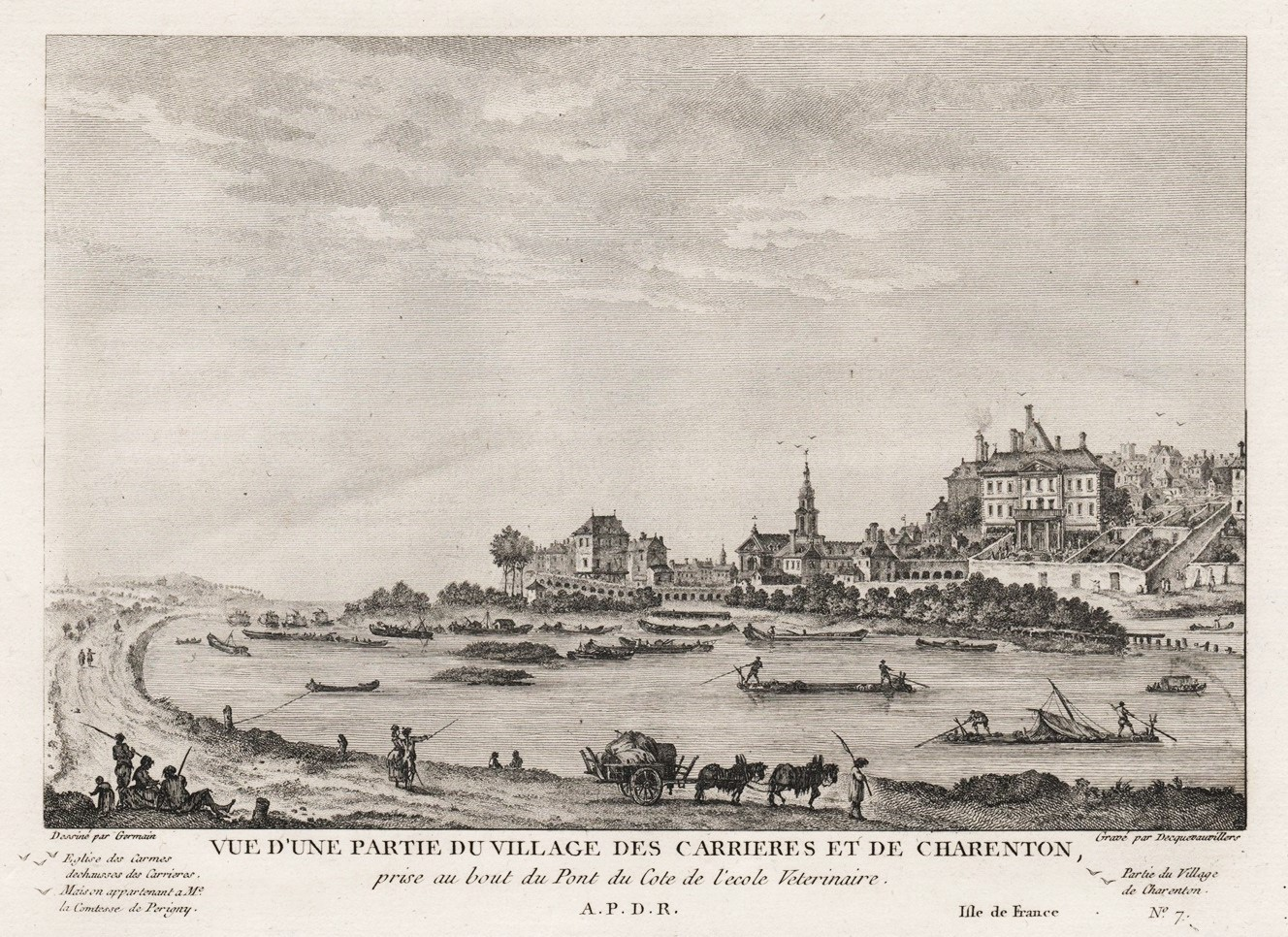
Vue de l'hôtel du Plessis-Bellière à Charenton, avec la Marne en contrebas. XVIIIe siècle

L'attrait principal de l'hôtel était sa vue spectaculaire du côté du jardin sur toute la plaine de Maisons (Alfortville et Maisons-Alfort), et la découverte à cet endroit là de la jonction de la Seine et la Marne. L'animation du fleuve avec tous les bateaux de commerce devait rendre attrayant la vision des deux fleuves. Il y avait plusieurs terrasses, aménagées sur le coteau. Le niveau haut était celui de l'entrée de l'hôtel du côté de la cour. De l'autre côté, au jardin, on arrivait à un niveau inférieur sur une belle terrasse où étaient aménagés des petits parterres de broderies. Un niveau plus bas encore étaient aménagées des pelouses, qui permettaient de dégager la vue sur les fleuves depuis l'hôtel. Enfin en contrebas, un verger permettait de fournir les fruits à la marquise, tandis que de l'autre côté de la rue, près de la Marne était aménagé le potager, situé plein sud pour capter la lumière et la chaleur au maximum. Un moulin, celui dit des Carrières, voisinait avec le potager. La marquise possédait donc tout ce qu'il fallait pour alimenter la table de son hôtel, sur place même, malgré la relative étroitesse de sa propriété, aménagée sur le coteau.
Sur la gauche, en étant placé dans le corps central de l'hôtel, côté jardin, se découvrait le pont de Charenton, sur lequel existaient des constructions, ce qui égayait encore un peu plus la vue dont bénéficiaire la marquise.

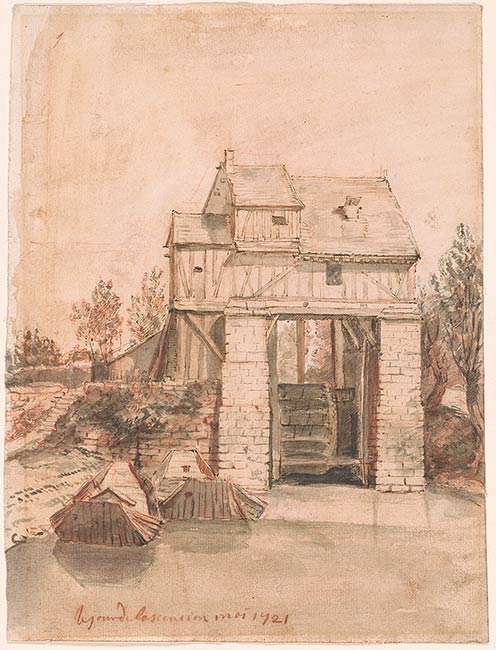
Le moulin des carrières à Charenton, situé au bas de la propriété de l'hôtel du Plessis-Bellière, N. Veughels, 1721.

Mlle de Scudéry, la grande amie de la marquise, décrit ainsi les jardins de la propriété, description parfaitement conforme aux plans conservés et à l'environnement connu de l'époque :

« Un jardin d'où l'on voit un perron double (...), un parterre en terrasse (...), un petit bois dont l'ombrage est d'autant plus agréable que de là on entend le murmure d'une très belle rivière qui passe tout contre (...); plusieurs petits îles de gazon l'embellissent en cet endroit, entre lesquelles on voit aller et venir plusieurs petits bateaux (...) A cent pas de là, cette agréable rivière [La Marne] va se jeter à la droite dans une plus grande  [La Seine] qu'on voit venir de fort loin (...) Au-delà, à perte de vue, plusieurs beaux villages. »

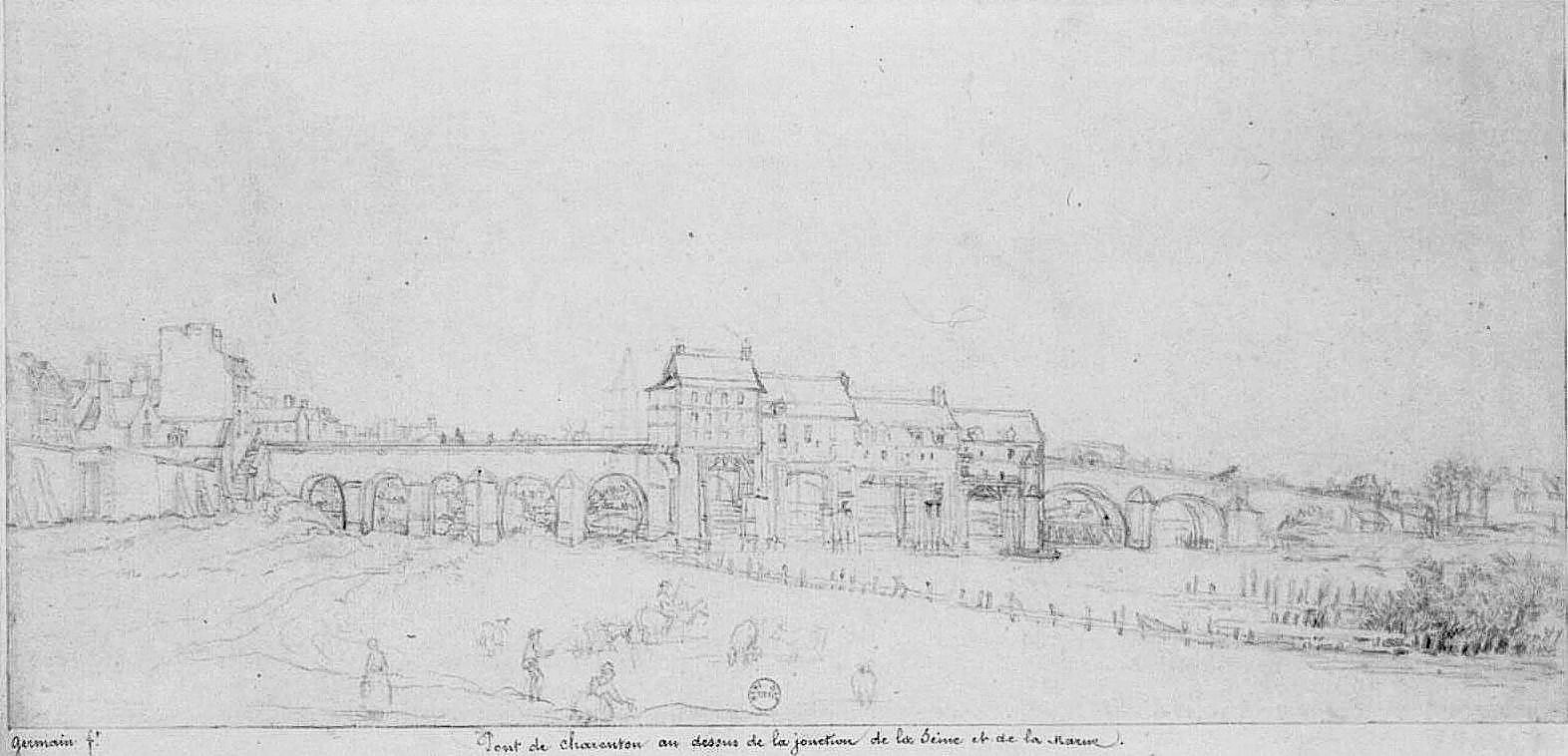
Dessin du pont de Charenton depuis le potager de l'hôtel du Plessis-Bellière, XVIIIe siècle

##### Les intérieurs de l'hôtel et l'oratoire disparu peint par Charles Le Brun

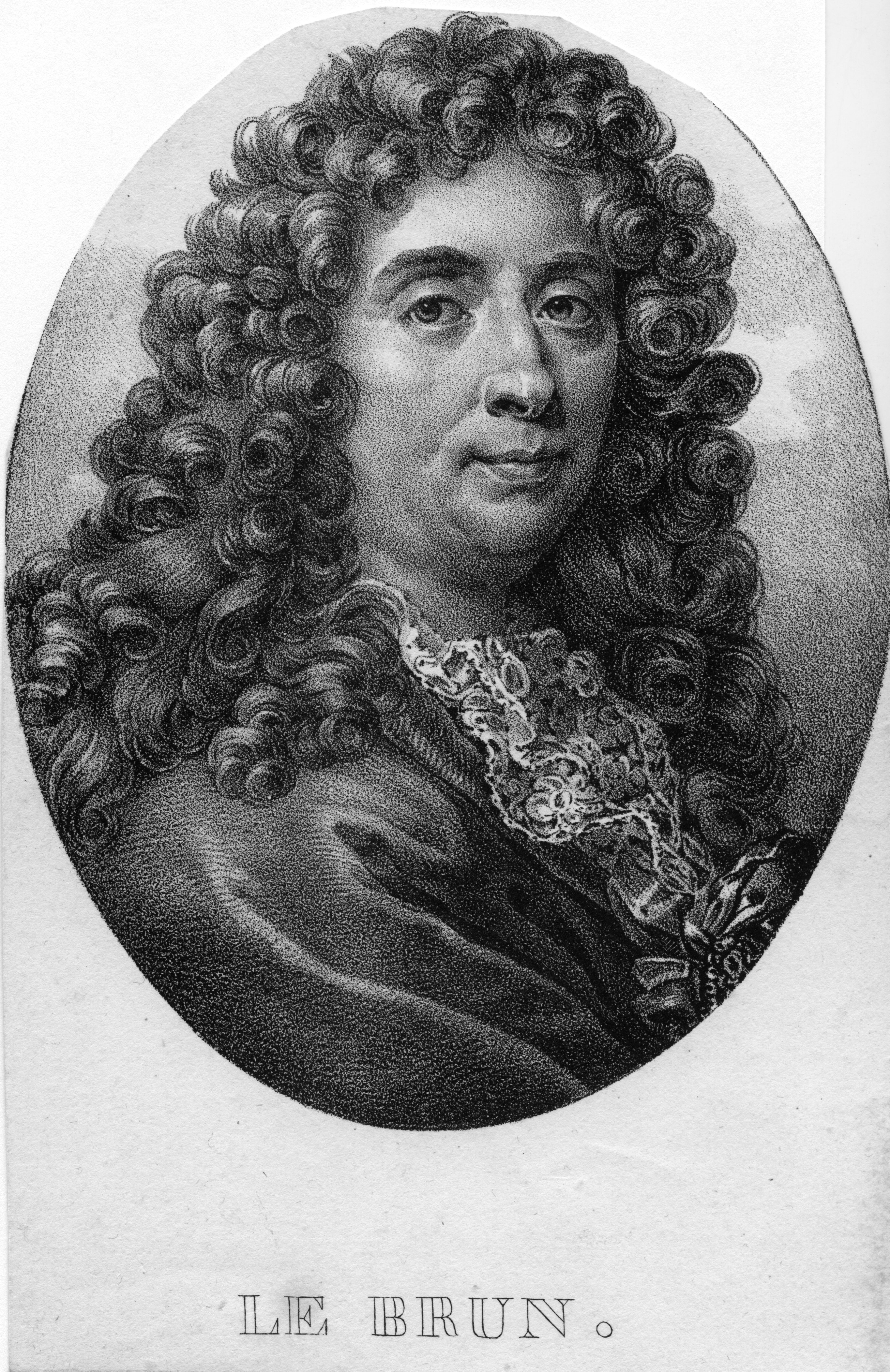
Portrait gravé de Charles Le Brun, XIXe siècle.

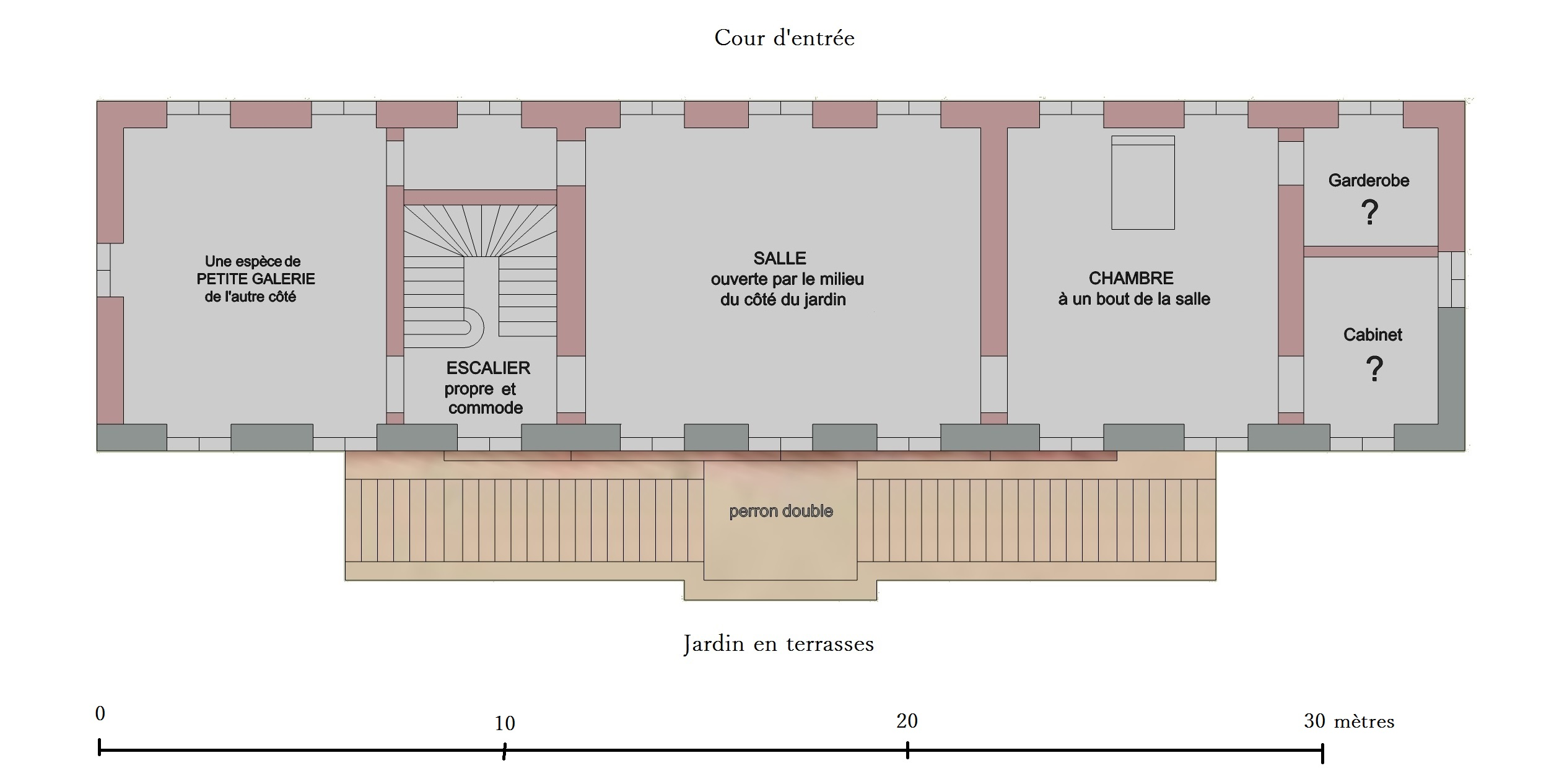
Proposition de restitution du plan du rez-de-chaussée de l'hôtel du Plessis-Bellière à Charenton, vers 1660. D'après la description de Mlle de Scudéry dans Clélie.

Mlle de Scudéry décrit également l'intérieur de l'hôtel dans Clélie (Tome X), mais en l'absence de plans précis, la distribution intérieure est difficile à définir. Ce qui peut être désormais établi est le fait qu'en rentrant depuis la cour de l'hôtel, on se trouvait dans une grande salle, qui occupait le centre du bâtiment. D'un côté se trouvait une chambre avec cabinet et garderobe, et de l'autre côté de la salle centrale, une espèce de galerie et aussi de ce côté probablement l'escalier d'accès à l'étage.
C'est à l'étage que l'appartement de la marquise du Plessis-Bellière prenait place, ainsi que son célèbre oratoire, peint par Charles le Brun et François Bellin, peintre de paysages. La vue étant alors encore plus belle, l'appartement de la marquise se composait d'une "grande chambre bleue et argent", d'une "petite chambre gris, isabelle, blanc", d'un "petit cabinet doré", et de l'autre côté, en revenant vers la chambre bleue, le fameux oratoire disparu, de plan carré.
Vers 1657 et 1658, la marquise fait peindre sa maison de Charenton par Charles Le Brun, qui travaille en même temps aux décors du château de Vaux-le-Vicomte. Le cabinet de la marquise renfermait un tableau de Charles Le Brun Le Christ au jardin des oliviers ou dit La Prière au jardin. L'oratoire de l'hôtel du Plessis-Bellière de Charenton est entièrement décoré par Charles Le Brun, dont les sujets traités sur les parois remplissent trois zones horizontales. La partie supérieure comprend un Christ à genoux dans le désert, St Joseph en méditation, Sainte Anne en prières, le repentir de Saint Pierre, Sainte Marie-Madeleine dans le désert. Dans la zone intermédiaire, l'artiste achève de peindre Saint-Paul, Saint Antoine, Saint Jérôme, Sainte Marie l'Égyptienne. Le rôle de la marquise paraît décisif dans l'ascension de Charles Le Brun auprès de Nicolas Fouquet.
En 1670, au moment du fameux projet de mariage entre Lauzun et la Grande Mademoiselle, Créquy, gendre de la marquise du Plessis-Bellière, avait été des premiers à féliciter Lauzun et lui avait même offert, pour le jour de la cérémonie, la maison de sa femme Catherine à Charenton, l'hôtel du Plessis-Bellière, qui avait été acceptée. A moins qu'il ne s'agisse plutôt d'une confusion avec un hôtel particulier parisien de Charles III de Créquy, l'aîné plus riche de la famille ? Ce qui paraîtrait plus vraisemblable.
La marquise vendra son hôtel en 1680 à sa fille et son gendre.

#### La plus active des conseillères, qui soutient l'ascension et les affaires du Surintendant

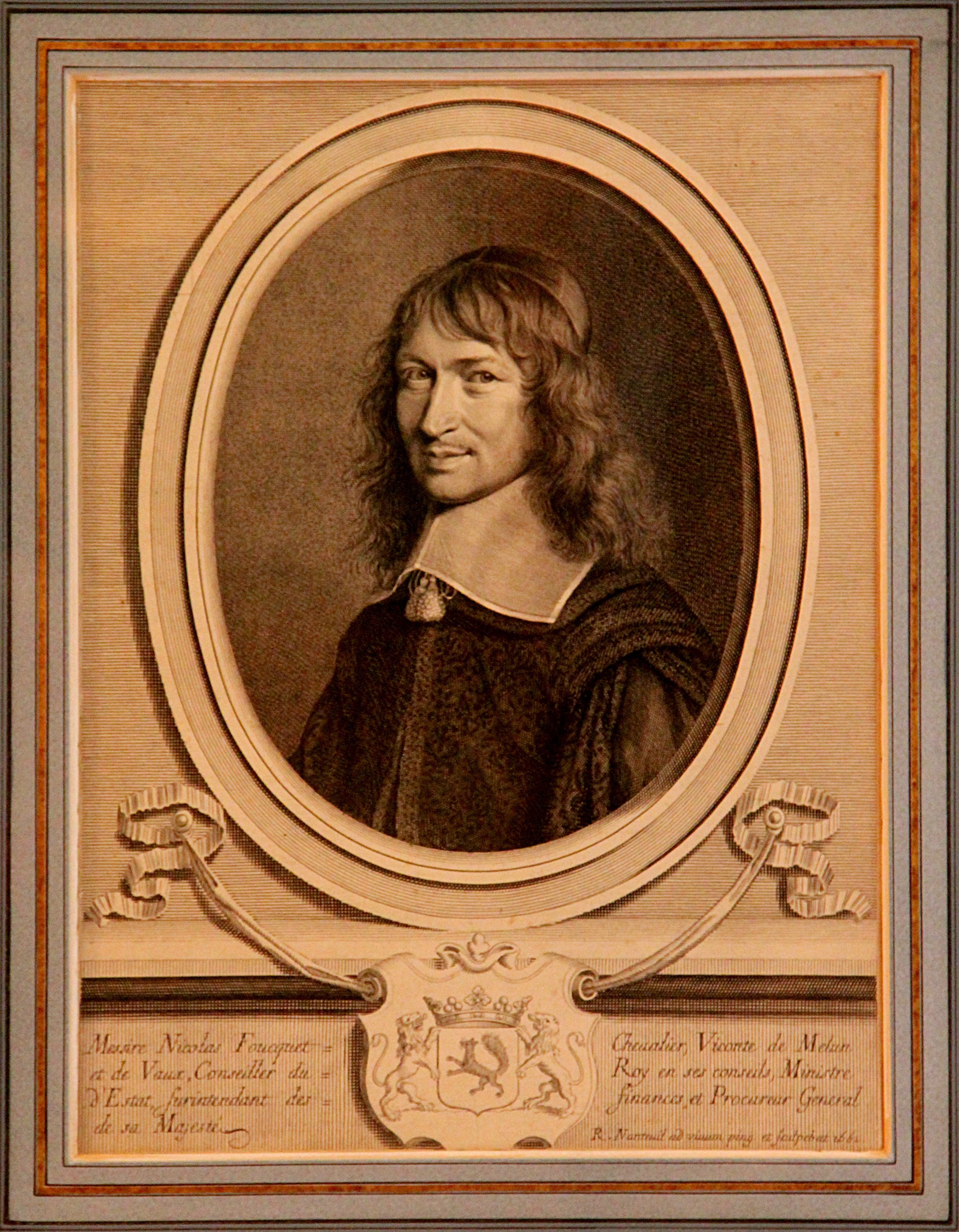
Portrait gravé de Fouquet avant sa disgrâce.

La marquise, qui vient de perdre fin 1654 son époux, trouve auprès de Fouquet un soutien précieux. Le marquis du Plessis-Bellière avait tissé des liens avec Fouquet, jeune intendant, lors du siège d'Armentières de mai 1647, au sujet du règlement des dépenses engagées pour protéger la place.
Dans les années 1655-1661, elle soutient l'ascension de son meilleur ami, et en dirige de fait tous les aspects, dans l'ombre.
Elle n'était pas qu'une amie comme les autres, mais il semble qu'elle joua bien un rôle considérable dans la gestion des affaires du Surintendant.
Les papiers de la cassette de Fouquet prouvent que la marquise était occupée des affaires de son ami au point d'y descendre aux moindres détails. Elle payait les dettes, faisait les aumônes, soldait les travaux, remboursait les capitaux.
Dès 1656, elle était si complètement entrée dans la vie des Fouquet qu'elle tint leur fille Marie sur les fonds du baptême. La même année, elle fit recevoir son fils Henri dans l'ordre de Malte, d'une dépense de 3 000 livres.
La marquise était l'une des personnes les plus proches de Nicolas Fouquet. Elle était plus jeune que lui de deux ans. On dit qu'elle était une parente du Surintendant. On peut même la considérer comme l'une des gestionnaires de la fortune du Surintendant, et celle en qui le ministre avait le plus de confiance. Elle était l'Amitié, non pas l'Amour, et non pas sa maîtresse, mais sa confidente et conseillère. Saint-Simon va jusqu'à parler de la marquise comme du "coeur et l'âme de Fouquet". On lit anciennement qu'elle avait dix ans de plus que lui, parce qu'on considère qu'elle est née en 1605, mais en réalité, elle est née en 1617, d'après l'information donnée par le marquis de Sourches, donc la marquise était plus jeune que Fouquet de deux années. Aussi la perception traditionnelle que l'on a de la marquise du Plessis-Bellière, comme une personne plus âgée que Fouquet, est totalement erronée, puisqu'elle était de la même génération que le Surintendant.

L'historien E. de Lanouvelle, dans sa biographie du maréchal de Créquy, gendre de la marquise, indique : 

« Dans cette œuvre colossale [d'ascension de Fouquet et de sa clientèle], sa principale collaboratrice était la marquise du Plessis-Bellière. Elle lui recrutait des clients, traitait avec eux, tenait sa correspondance spéciale, se chargeait des affaires les plus délicates et les plus secrètes ; elle réglait l'emploi des fonds et tenait en même temps tous les fils de la véritable organisation militaire qu'il [Fouquet] avait créée à son usage personnel. »

Daniel Dessert, historien de Fouquet, met Mme du Plessis-Bellière au nombre des femmes ayant eu une place éminente au XVIIe siècle dans les activités financières, et en particulier auprès de Fouquet. 

« En diverses occasions elle le sert, en particulier comme prête-nom, et en contre-partie, Fouquet l'introduit dans de nombreuses affaires. Elle s'intéresse au traité du marc d'or, à l'aliénation du parisis des entrées, à celui des commissaires des tailles, et elle joue les croupiers dans divers partis financés par Jacquier. Elle n'oublie pas, non plus de prendre des pensions sur le convoi de Bordeaux, en compagnie d'un ami du Surintendant, le comte de Brancas, et de la fille de Fouquet, la marquise de Charost." Elle tenait le registre des pensions de Fouquet et faisait en son nom des versements privés et même publics. »

#### 1657: le mariage de sa fille Catherine avec le marquis de Créquy, et les relations familiales de la marquise au service du surintendant

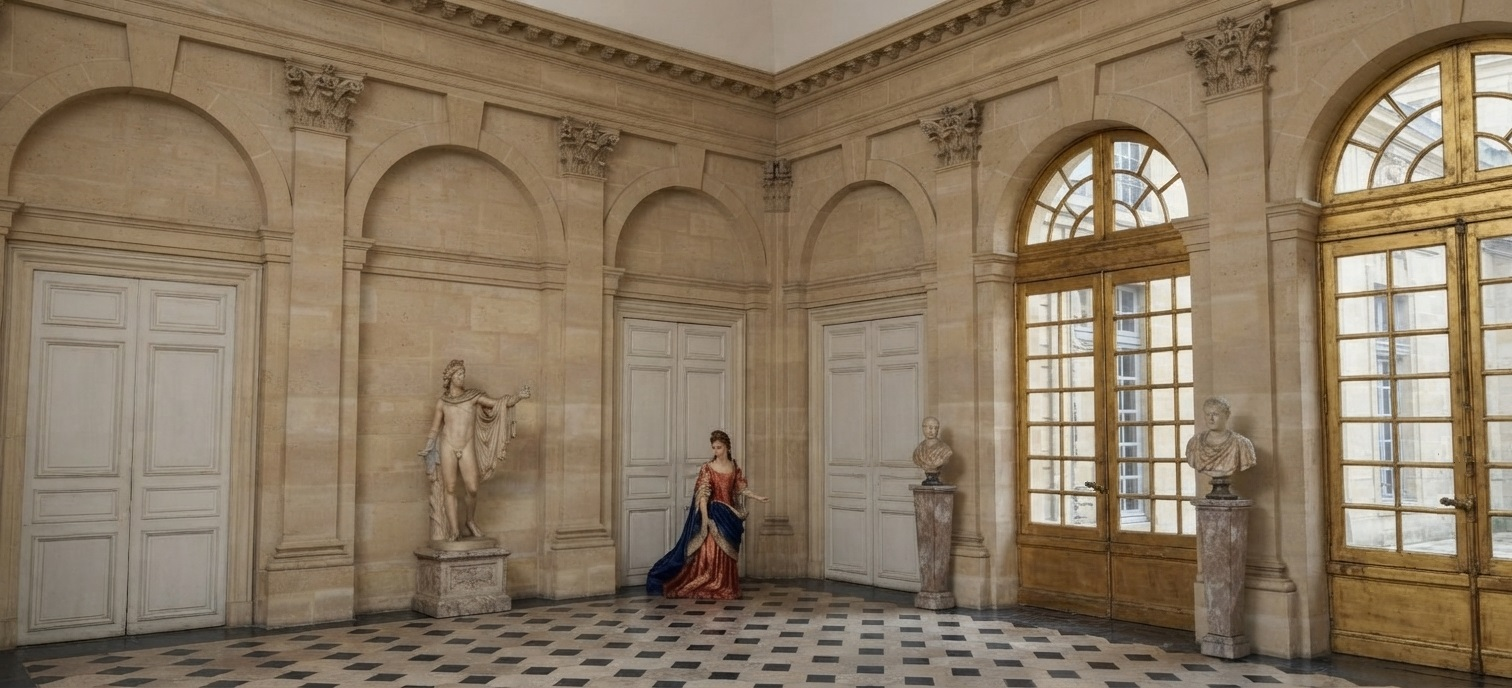
Restitution du Vestibule de Saint-Mandé, vers 1660. La marquise régnait sur le cercle du clan politique comme des intellectuels réunis autour de Fouquet à Saint-Mandé.

Le 21 janvier 1657 la marquise, âgée de 39 ans, marie brillamment sa fille, Catherine de Rougé (1641-1713), alors âgée de seulement 16 ans avec François de Blanchefort de Créquy de Bonne (1629-1687), dit le maréchal de Créqui, âgé lui d'environ 28 ans, auquel elle apporte 60 000 livres de dot. Avec les 149 000 livres mentionnés au contrat comme lui revenant en propre, on arrive au total de 200 000 livres qui auraient été, dit-on, réglés par le surintendant Fouquet. Il est évident que les Rougé n’avaient pas de tels moyens. L'époux était d'une illustre famille mais il n'avait pas le train de vie de ses frères aînés. Il était membre du clan Fouquet.
Mlle de Trécesson - née Jeanne-Marie de Carné-Trécesson (1634 - 1677) et nièce de la marquise (fille de sa sœur Jeanne) - est envoyée à Lyon avec la Cour en déplacement, pour gagner le coeur de Marguerite de Savoie. De là, elle adresse à sa tante des dépêches chiffrées depuis la Cour de Savoie. Elle devient finalement la maîtresse de Charles-Emmanuel II, duc de Savoie, avec qui elle aura plusieurs enfants, dont Giuseppe de Trecesson (1664-1735), abbé de Sixt et de Lucedio.
Tout fut convenu entre Fouquet, madame du Plessis-Bellière et sa nièce, pour que leur correspondance restât secrète, le surintendant serait M. le Baron ; Mlle de Trécesson, Mlle du Bel-Air ; la marquise, Madame du Ryer ; le roi, M. le Président ; la duchesse de Savoie, madame Aubert ; le cardinal, M. le conseiller ; le duc de Savoie, M. Duclos ; sa soeur Marguerite, Mlle le Roy.
Les origines bretonnes de la marquise et ses liens familiaux avec tous les cercles de pouvoirs bretons permettent à Fouquet de consolider le soutien de cette province à son profit. On sait que le ministre fait fortifier Belle-Isle, pour sécuriser le commerce qu'il souhaite développer, notamment vers l'Amérique. Peu avant son arrestation, le surintendant y tient une garnison de 200 hommes, y possède 400 pièces de canon, des bombes, des mortiers, des armes pour 6 000 hommes, et des navires. Mais tout cet arsenal est destiné avant tout à sécuriser le commerce que Fouquet veut développer, et non pas à des velléités militaires comme il a ensuite été accusé de la faute de Colbert, qui voulait cacher les malversations financières de Mazarin (près de 40 millions de livres détournées en 8 ans).

#### Une période de fastes et d'apogée pour la marquise

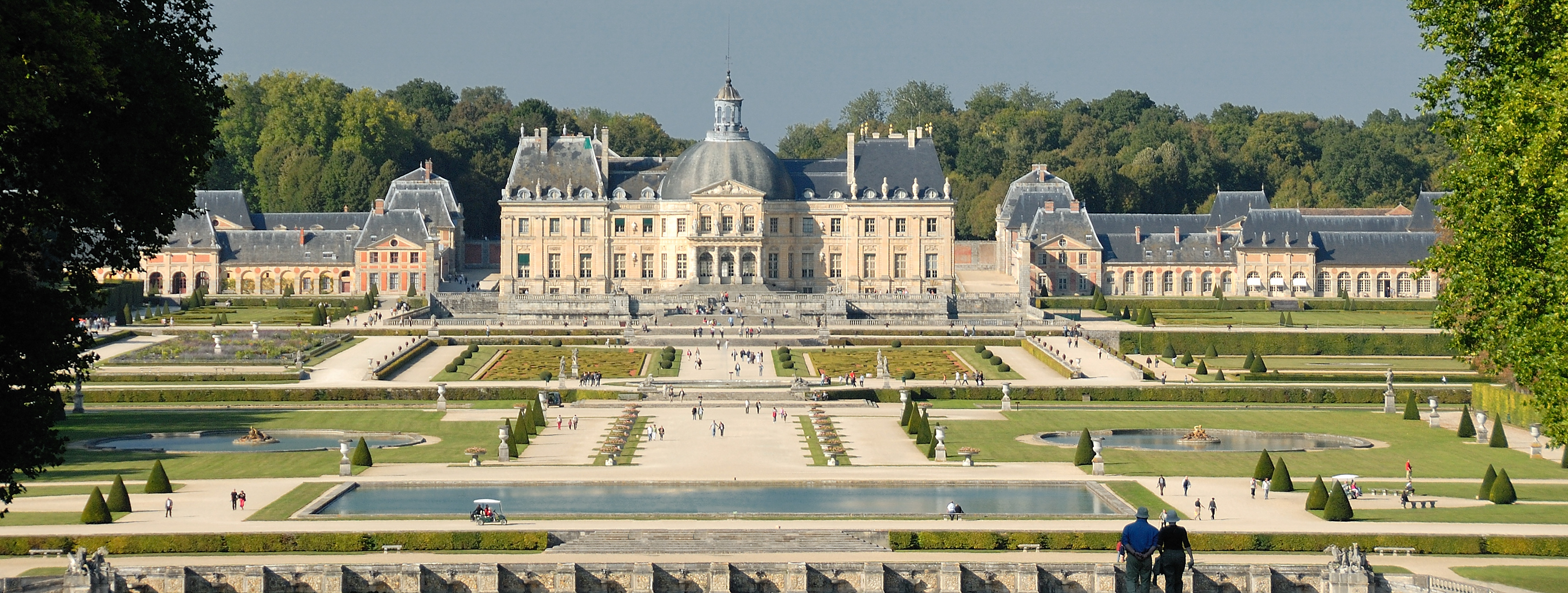
Façade sud du château de Vaux-le-Vicomte. La marquise a connu l'édification de Vaux et les plus belles heures du château entre 1655-1661.

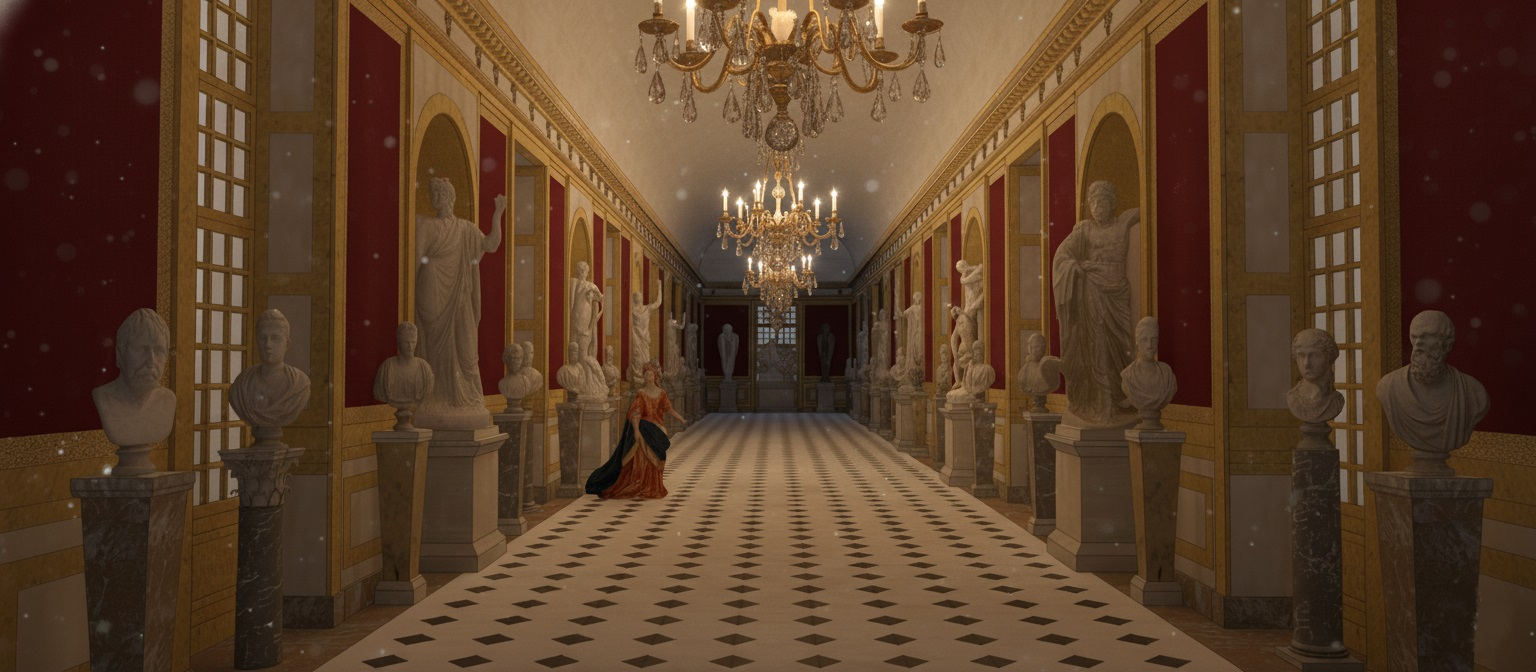
Restitution de la galerie des sculptures de Fouquet à Saint Mandé, vers 1660.

Durant ces années, ce ne sont que fêtes et déplacements entre Paris, Saint-Mandé, et Vaux. C'est effectivement la période la plus brillante du cercle intellectuel de Fouquet en sa maison de Saint-Mandé, et la création du château de Vaux-le-Vicomte, qui sera quasi achevé à l'arrestation du Surintendant. La marquise, bien que devenue veuve, est au sommet du pouvoir en soutenant l'ascension de Fouquet. De par son implication totale dans toutes les affaires du Surintendant, il faudrait considérer - en lui rendant justice -   la marquise du Plessis-Bellière comme l'une des personnes qui débloquait des difficultés et devait permettre ainsi l'avancée du colossal chantier du château de Vaux-le-Vicomte.
Antoine Adam, le spécialiste de la littérature française du XVIIe siècle, précise fort justement que : 

« Mme du Plessis-Bellière était très liée à Fouquet, et c'était elle, plutôt que Mme Fouquet, qui animait la vie mondaine, artistique et galante, autour du Surintendant. (...) A Charenton (...), elle y vivait avec ses deux frères et sa nièce [Mlle de Trécesson] »

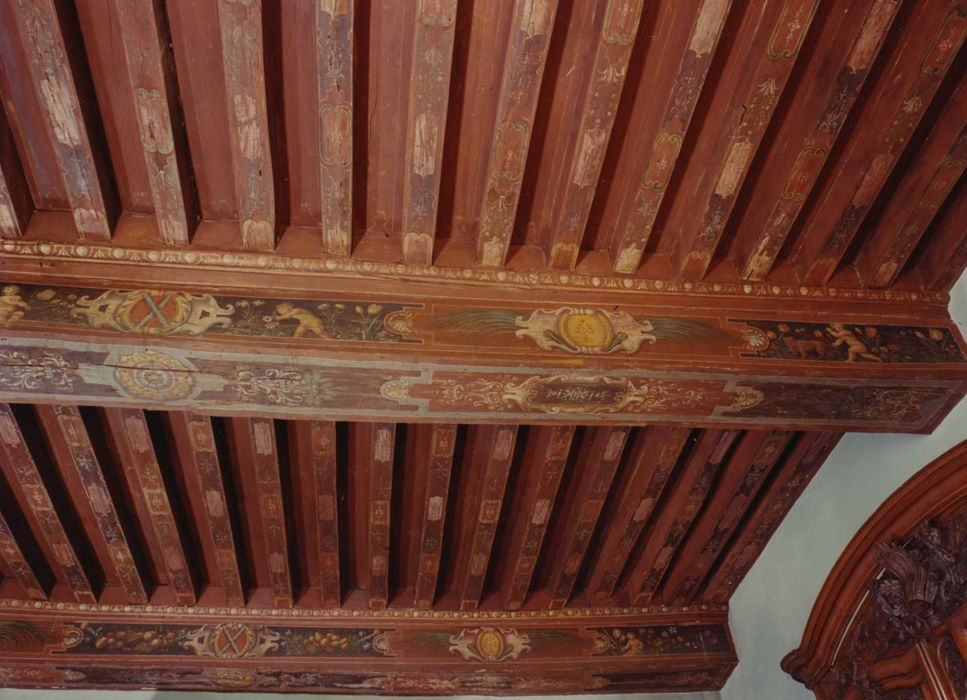
Plafond peint du château de Marines, Val d'Oise. La marquise du Plessis-Bellière a connu ces décors peints en séjournant chez sa fille la marquise de Créquy à Marines.

Le 24 janvier 1659, en l'hôtel de Liancourt, rue de Seine à Paris, Louis Brûlart de Sillery, vicomte de Puisieux, baron de Precigny, seigneur de Marines et autres lieux, et Marie-Catherine de La Rochefoucauld, son épouse, cédaient la seigneurie de Marines "et tous villages et fiefs acquis par MM. de Sillery" pour la somme de 665.000 livres tournois au marquis de Créquy. C'est la marquise qui se chargea de s'arranger avec la vicomtesse de Puisieux et de signer l'acquisition, ayant eu procuration de son gendre, retenu par son service.
En 1659 naît à Canaples son petit-fils François Joseph de Créquy, fils de sa fille Catherine de Rougé et du maréchal de Créquy. La marquise de Plessis-Bellière vit alors un moment d'apogée : elle est la personne la plus proche du ministre le plus en vue de France, sa fille consolide la lignée prestigieuse de la famille de Créquy, elle vit dans les résidences les plus spectaculaires de France (Saint-Mandé, Vaux, son château de Fay), et elle règne sur les cercles d'intellectuels, lettrés et mondains. Mazarin est vieillissant, tout annonce pour Fouquet une faveur toujours plus éclatante : il ambitionne logiquement de devenir Premier ministre.

### Le salon littéraire "Galant" plutôt que "Précieux" de la marquise du Plessis-Bellière

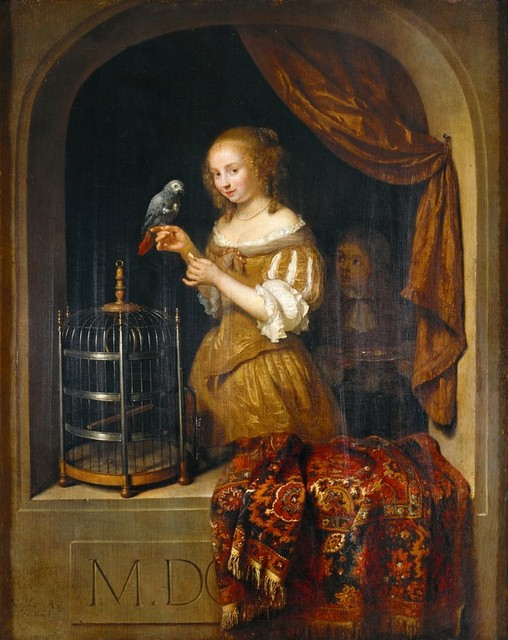
Femme au perroquet, Caspar Netscher, vers 1666. NGA, Whashington

#### Une "galante" proche des Précieuses
Elle se lia d'amitié avec le surintendant Nicolas Fouquet, ministre des finances de Louis XIV, et fut très proche des plus grands artistes de son temps, parmi lesquels la Marquise de Sévigné et le peintre Charles Le Brun, qui peignit pour elle un décor pour son hôtel de Charenton. Elle possédait une collection d'œuvres d'art inestimable. À Charenton, elle recevait, avec les gens du monde, des hommes de lettres comme Benserade, Boisrobert, Loret, et le jésuite Le Moyne.
Elle fut, avec Madame de Lafayette et Mademoiselle de Scudéry, à l'origine des premiers salons littéraires. Il faut voir Mme du Plessis-Bellière plutôt comme une galante que comme une Précieuse, bien qu'elle soit amie avec toutes les Précieuses du temps au milieu du XVIIe siècle.
Les trois amies régnèrent sur les lettres françaises au cours du milieu du XVIIe siècle.
Ces salons étaient fort nombreux à Paris, mais beaucoup nous sont totalement inconnus. A l'évidence, le modèle du salon de Mme du Plessis-Bellière était celui de Mme de Rambouillet, l'"incomparable Arthénice", qui lui était antérieur d'une génération. Mme du Plessis-Bellière est plutôt de la génération de la fille de Mme de Rambouillet, Julie d'Angennes, qui était une grande amie des Plessis-Bellière, puisque son mari, le marquis de Montausier avait combattu aux côtés du marquis du Plessis-Bellière.
Fin 1659, Molière créée sa pièce Les Précieuses ridicules, œuvre qui n'attaque pas directement les écrivaines ci-dessus, mais plutôt l'excès d'affectation dans la littérature et la conversation.
À la mort du perroquet de la marquise, il s'est écrit autant de vers et bouts-rimés à Paris, dit-on, que pour la mort du cardinal de Richelieu. Fouquet lui-même ne dédaigne pas de participer à ce concours de vers sur un sujet des plus futiles.
Parmi les habitués de l'hôtel du Plessis-Bellière à Charenton et du château de Saint-Mandé, on peut citer notamment :
- Nicolas Fouquet
- Marie-Madeleine de Castille, épouse de Fouquet, qui avait 20 ans de moins que lui, et dont le salon littéraire de Saint-Mandé et Vaux est en réalité fusionné avec celui de Mme du Plessis-Bellière, qui en est la principale organisatrice[35].
- François de Créquy
- René de Bruc de Montplaisir
- Madame de Sévigné
- Madame de La Fayette
- Madeleine de Scudéry
- Benserade
- Boisrobert
- Paul Scarron et sa jeune épouse, Françoise d'Aubigné, future Madame de Maintenon
- Paul Pellisson
- Jean Loret
- Gilles Ménage (grammairien)
- Simon Le Moyne
- Jacques-Bénigne Bossuet, cousin de François Bossuet, financier proche de Fouquet.
- Jean de La Fontaine
- Michel Anguier
- Charles Le Brun
- Pierre Corneille
- Philippe Quinault
- Jean Ogier de Gombauld
- Charles Perrault
- Le duc de Montausier, et son épouse, Julie d'Angennes. Montausier avait combattu aux côtés du marquis du Plessis-Bellière.

#### L'État incarnadin, confrérie galante

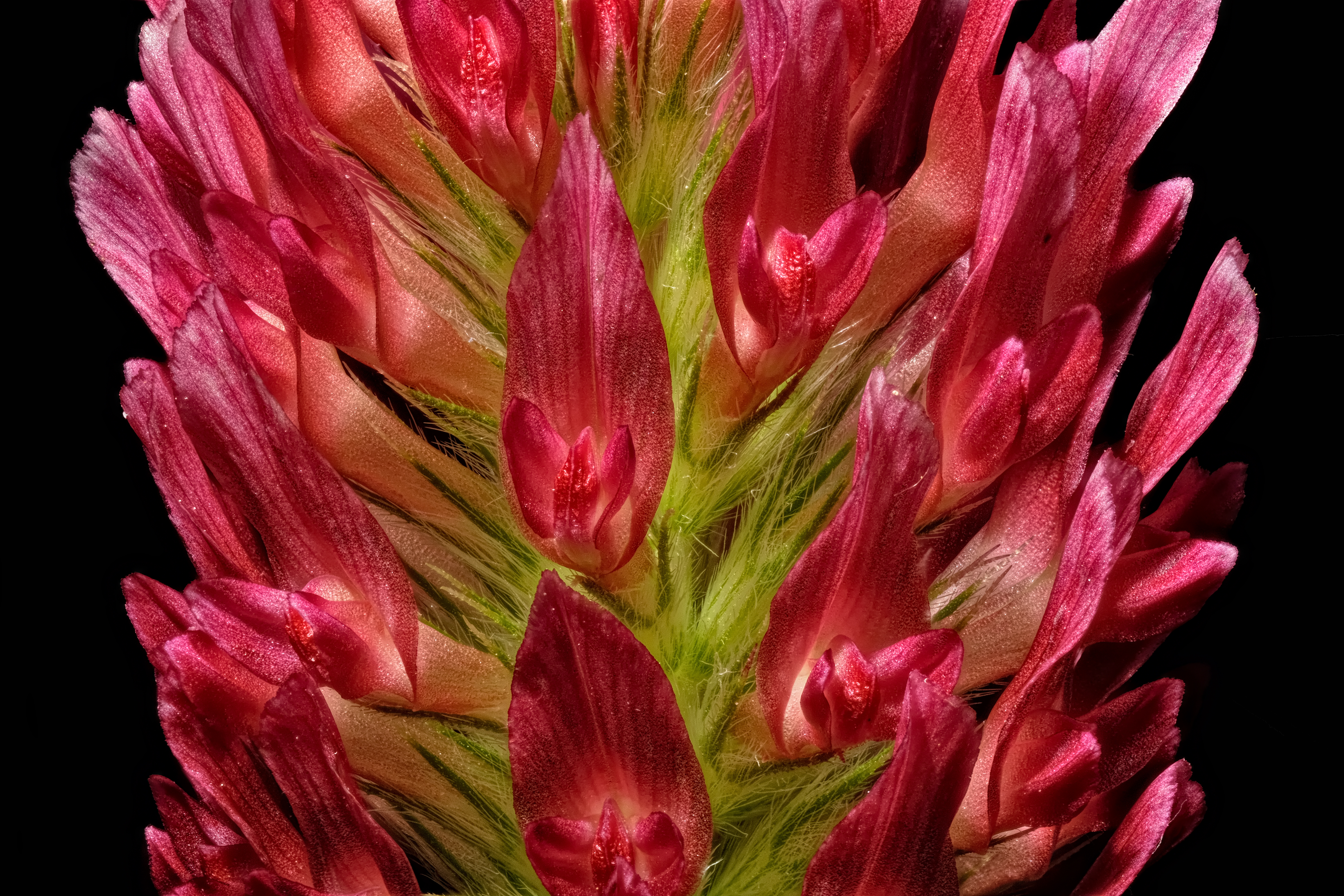
Fleur de couleur incarnat

La marquise de Plessis-Bellière avait formé, avec ses amis, l'État incarnadin. Ils se livrèrent à des jeux qui ressemblent à ceux du Samedi. Les Incarnadins "aiment les entretiens agréables et sont grands débiteurs de fleurettes, et l'on ne les trouve jamais dépourvus de billets doux, de billets galans, d'Elégies, de bouts rimés, de portraits, de chansonnettes et de telles autres denrées d'esprit". Ils semblent pourtant moins occupés des raffinements de la tendre amitié, car "leur inclination dominante est l'amour de la beauté". Ils se vantent d'être "civils, courtois, polis, affables, généreux et galands autant que Peuples du monde". Mais en revanche "ils sont ardens en leurs désirs, constans en leurs desseins, adroits en leur conduite et discrets en leurs actions. Ils préfèrent le plaisir aux richesses, et aiment également le plaisir et l'honneur". Comme chez Mlle de Scudéry, on prenait à Vaux des pseudonymes galants. Le marquis de Plessis-Bellière devenait Belisanthe, la marquise Mélinthe, Henri frère de la marquise Théomène, et Montplaisir son autre frère adoptait le nom de Lucilius. Fouquet était également membre de cette confrérie galante.

### 1661: la chute de la marquise et du clan Fouquet

#### L'année 1661 et le coup de théâtre de l'arrestation du Surintendant

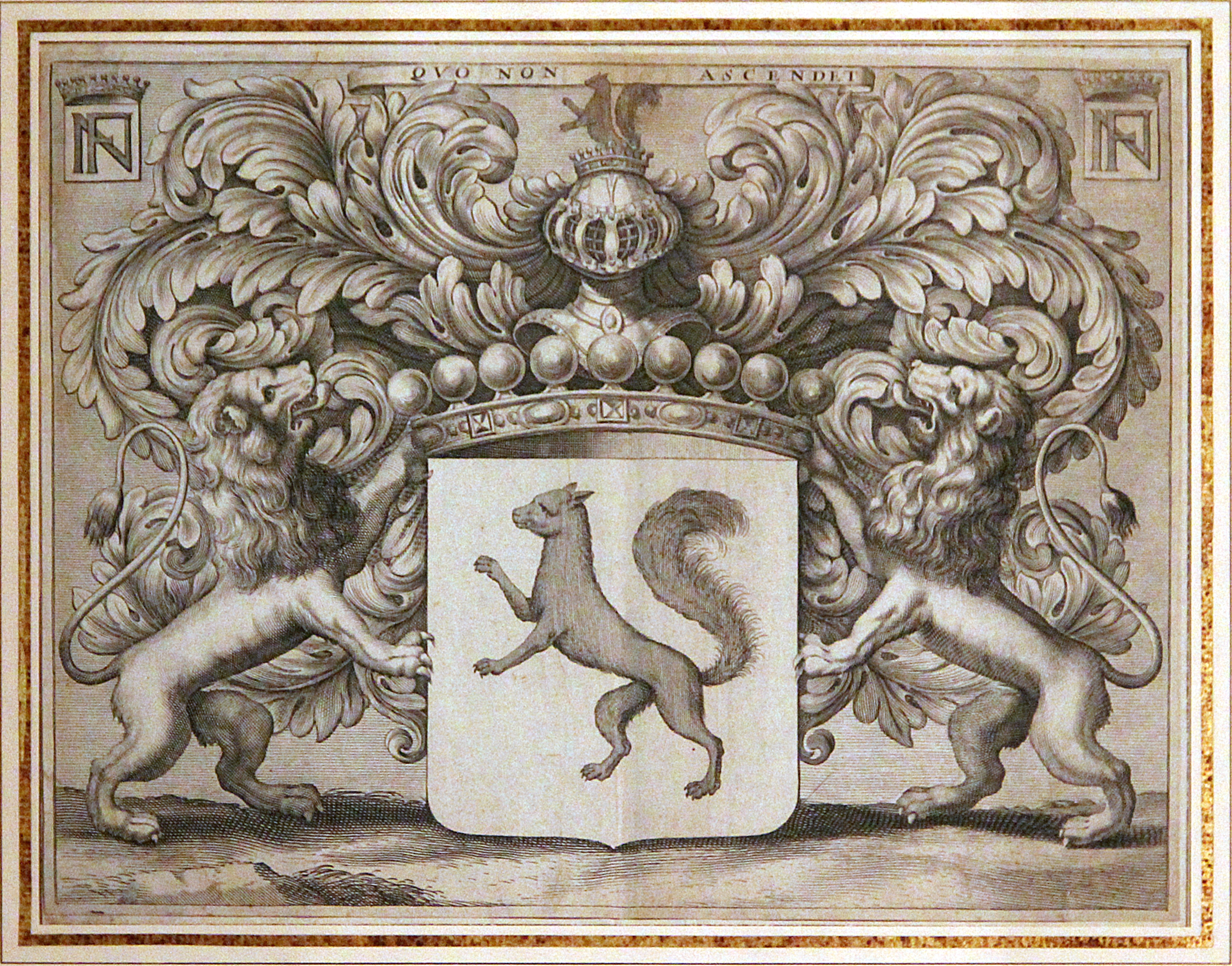
Armes de Nicolas Fouquet, avec le célèbre écureuil.

À la mort de Mazarin, Louis XIV déclara qu'il gouvernerait sans premier ministre.
Fouquet pensait néanmoins qu'il avait encore toutes ses chances d'être nommé premier ministre, et que le roi allait se lasser de gouverner les affaires de l'État au long terme. À l'été, les soupçons de chute du Surintendant étaient persistants. La marquise du Plessis-Bellière alertait Fouquet de ses rumeurs, mais le ministre ne percevait pas le danger à venir. C'est Colbert qui organisait dans l'ombre, depuis plusieurs années, la chute du Surintendant, afin de prendre sa place, et pour cacher également toutes les malversations financières de Mazarin dont il était la créature.
Le 20 avril 1661 a lieu la mort de César, marquis d’Aumont et gouverneur de Touraine, neveu du maréchal de France Jean d’Aumont, dit le Franc Gaulois (1552-1595). Signe annonciateur de la disgrâce du clan Fouquet : Louis XIV refuse alors à Gilles Fouquet, dernier frère de Nicolas Fouquet, la survivance du gouvernement de Touraine qu’il confie à François Honorat de Beauvilliers, comte de Saint-Aignan.
Le 4 mai 1661, Louis XIV prend la décision de la disgrâce  de Fouquet, mais la garde secrète.

##### Les fêtes de Vaux, été 1661

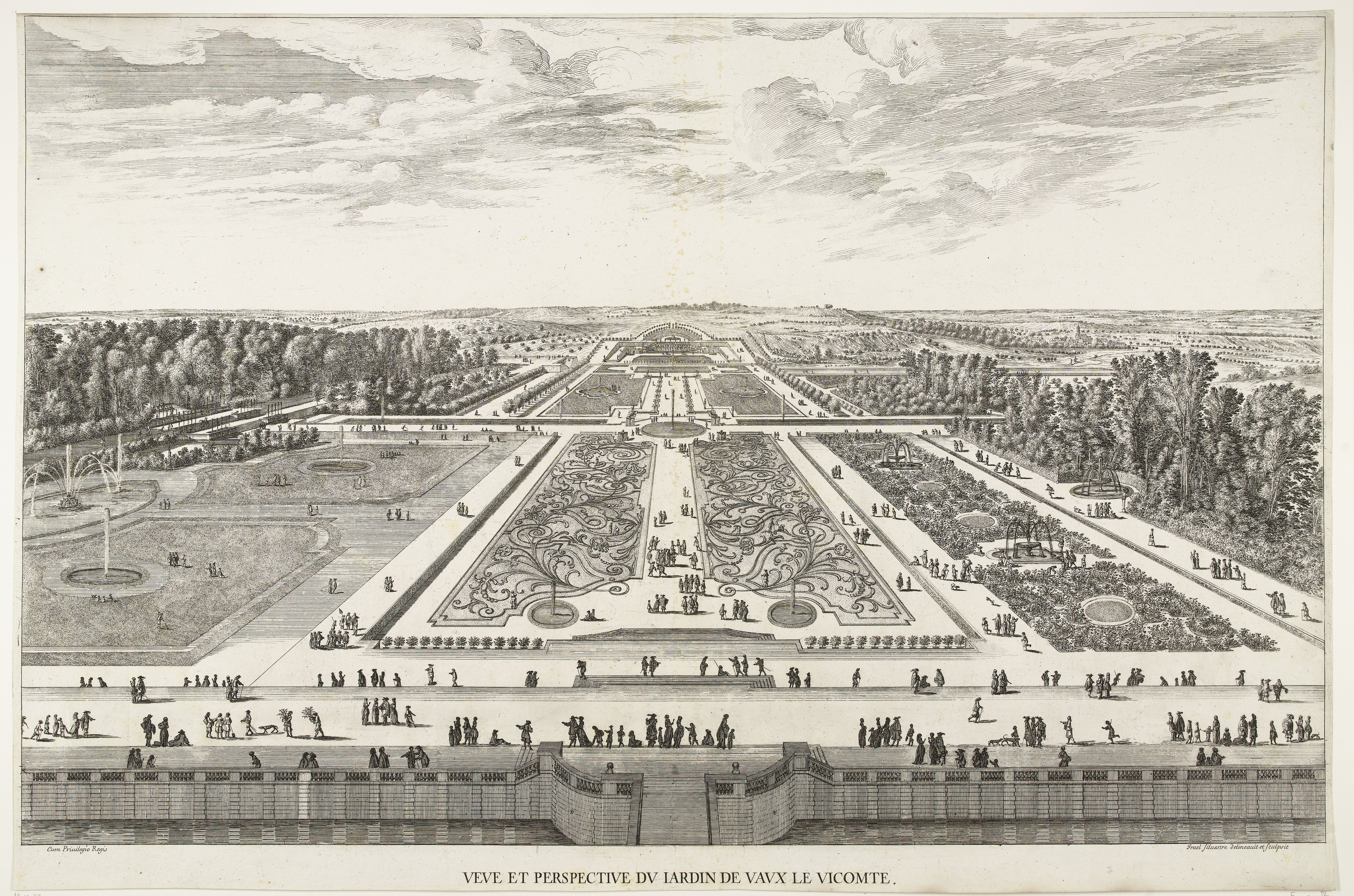
La vue sur les jardins de Vaux, par Israël Silvestre, milieu du XVIIe siècle

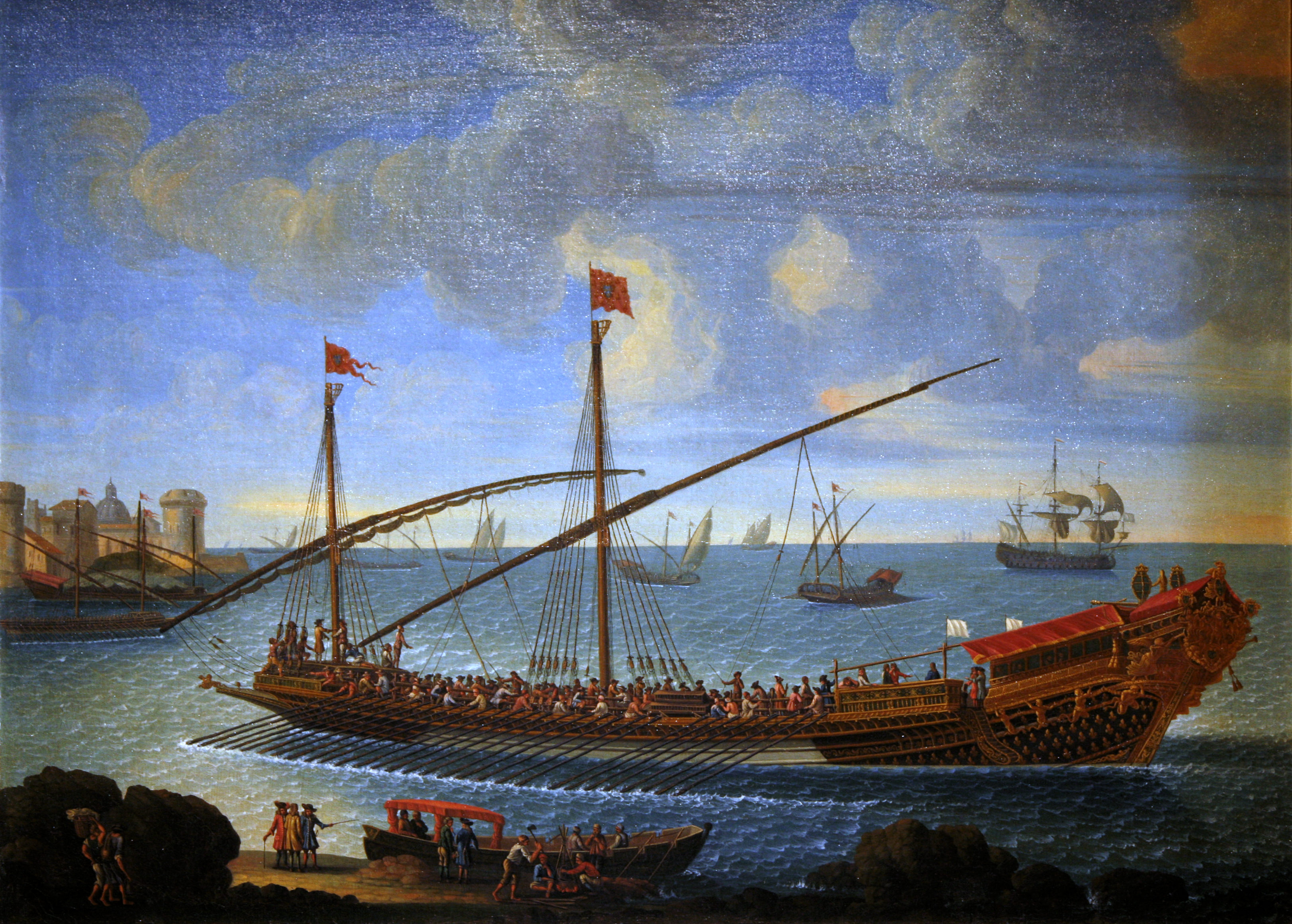
La Réale, galère du temps de Louis XIV.

Louis XIV était déjà venu visiter le château de Vaux les 17 juillet 1659 et 19 juillet 1660. La marquise était évidemment présente lors de ces réceptions glorieuses pour elle et Fouquet.
Le 11 juillet 1661 a lieu une grande fête au château de Vaux-le-Vicomte, où Fouquet régale Monsieur, Madame ainsi que la Cour, en séjour à Fontainebleau. Louis XIV n'assiste pas à cette fête. La marquise de Plessis-Bellière est certainement présente et a probablement supervisé avec Fouquet l'organisation des préparatifs. On y joue l'École des maris de Molière.
Le 22 juillet, le marquis de Créquy, protégé de Fouquet, prête serment pour la charge de Capitaine général des galères, charge prestigieuse rachetée à Armand-Jean de Vignerot du Plessis, petit-neveu et légataire universel du cardinal de Richelieu, moyennant la somme de 700.000 livres. Cette nomination permet à Fouquet de prendre le contrôle la flotte de Toulon et de Marseille. La marquise de Plessis-Bellière devait voir là un succès de première importance pour son gendre, succès auquel elle a dû contribuer au premier chef. Elle est alors à l'apogée de sa puissance.
Le 12 août 1661, Fouquet commet l'erreur de vendre sa charge de Procureur général du Parlement de Paris à Monsieur de Harlay.
La marquise est-elle présente à Vaux lorsque Fouquet reçut une nouvelle fois toute la Cour, cette fois en présence de Louis XIV, le 17 août 1661, lors de la fameuse fête ? Cette fête était évidemment une obligation de Fouquet pour recevoir son roi comme il convient, elle se devait d'ailleurs d'être plus luxueuse que la première fête du 11 juillet précédant, pour la réception de Monsieur et Madame. La Fontaine écrit le 22 août 1661 : "Jamais Vaux ne sera plus beau qu’il le fut cette soirée-là".
L'abbé de Choisy indique qu' : « au milieu de la fête, M. le Surintendant reçut un billet de madame du Plessis-Bellière, qui lui donnoit avis qu’on devoit l’arrêter à Vaux : mais la Reine Mère avoit fait changer l’ordre. »

##### Le départ pour Nantes de Fouquet et l'arrestation du ministre ainsi que de la marquise

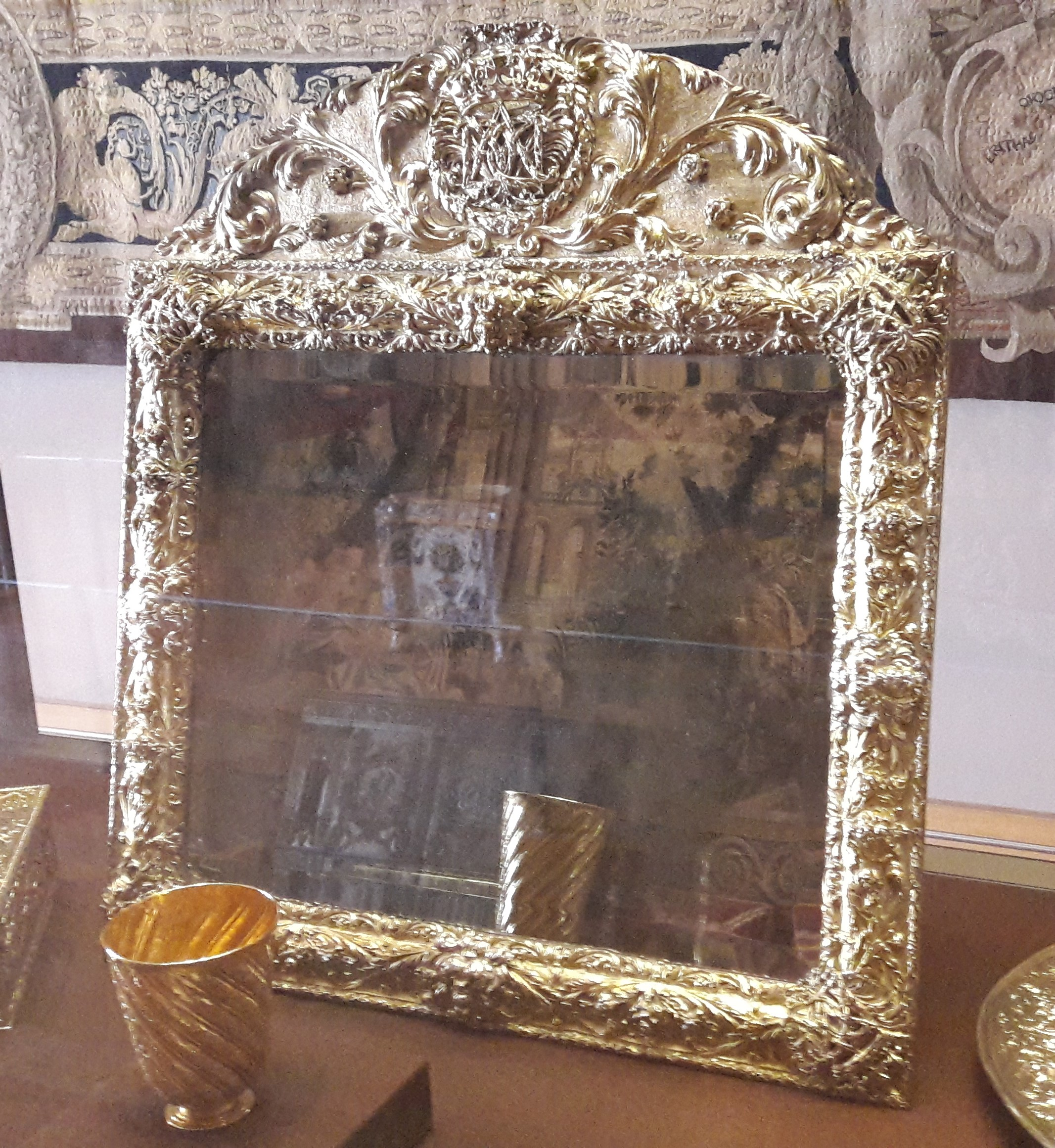
Miroir de toilette, musée du Louvre. Le Projet de Saint-Mandé fut découvert derrière un miroir chez Fouquet, à Saint-Mandé. Il compromettait le ministre mais également la marquise du Plessis-Bellière au premier chef.

Le 28 août 1661, Fouquet part pour Nantes, accompagné de sa femme, et de son ami Lionne. Il s'installe à l'hôtel de Rougé, aux Dervallières, chez la marquise de Plessis-Bellière, sur les bords de la Chézine. La marquise du Plessis-Bellière est restée à Saint-Mandé durant tout le voyage de Nantes.

Fouquet est arrêté le 5 septembre 1661 à Nantes, dans la cour du château. La marquise est trop proche du Surintendant pour ne pas être inquiétée. Mais elle sera aussi mentionnée en première ligne dans le Projet de Saint-Mandé, texte découvert caché derrière un miroir. Fouquet y avait écrit ceci : 

« Mme du Plessis-Bellière, à qui je me fie de tout et pour qui je n'ai jamais eu aucun secret ni aucune réserve, serait celle qu'il faudrait consulter sur toutes choses et suivre ses ordres, si elle était en liberté, et même la prier de se mettre en lieu sûr... Elle connaît mes véritables amis et peut-être qu'il y en a qui auraient honte de manquer aux choses qui seraient proposées pour moi de sa part. »

 Elle chute avec lui, et elle est considérée comme l'un de ses plus proches soutiens. Les papiers du Surintendant sont saisis et les scellés apposés sur ses maisons.
La colère de Louis XIV est implacable : Mme Fouquet est exilée à Limoges, les frères du Surintendant Louis Fouquet et François Fouquet confinés dans leurs diocèses. Gilles Fouquet est déchu de sa charge de premier écuyer, et même Basile Fouquet, le traître, doit s’exiler en Guyenne. Même la mère de Nicolas Fouquet est reléguée à Joinville. Pellisson est emprisonné (à la Bastille ?) pendant 5 ans, tout comme la marquise du Plessis-Bellière à Montbrison. Gourville est condamné à mort par contumace, il fuit à l'étranger. François Bossuet dit le Riche, financier proche de Fouquet et cousin du jeune Bossuet, est également entraîné dans la disgrâce du Surintendant, son château de Noisy étant saisi.
La découverte, chez Madame du Plessis-Bellière, d'une lettre adressée à François de Créqui, son gendre et ami de Saint-Évremond, lequel avait prié ce dernier de l’informer de ce qui se passerait aux conférences de Saint-Jean-de-Luz, où Saint-Évremond avoit accompagné le cardinal Mazarin, fut la cause de la disgrâce de Saint-Évremond, qui y critiquait le cardinal Mazarin.

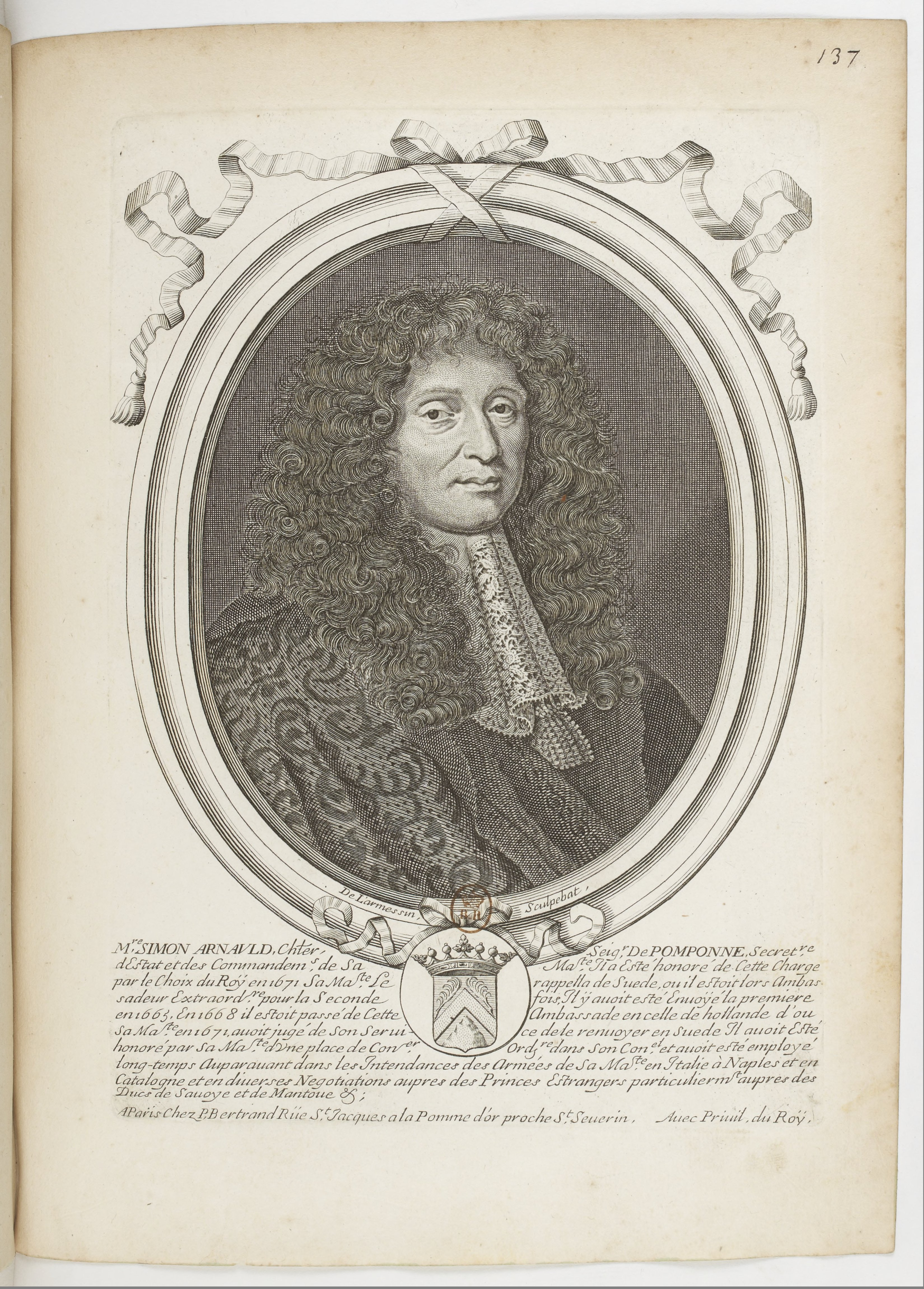
Simon Arnauld, marquis de Pomponne, estampe par Nicolas de Larmessin

Une émouvante lettre de Mme du Plessis-Bellière adressée le 19 septembre 1661 au marquis de  Pomponne décrit son effroyable état après la chute du Surintendant. L’original de cette lettre ne porte ni suscription ni signature ; mais Pomponne a écrit au dos : "Madame Du Plessis-Bellière", et le texte de cette pièce ne peut pas laisser de doute sur la personne qui l’a écrite. 

« De Châlons, ce 19 septembre 1661.
Vous pouvez croire que je n’ai pas doute de vos bontés pour tout ce qui nous regarde. Je vous connois trop pour n’estre pas persuadée de vostre générosité, et vous me connoissez assez aussi pour vous imaginer ce que je souffre d’un si grand coup. Ce n’est pas que je n’aye assez prévu qu’il pouvoit arriver du mal à M. le S. [Surintendant] ; mais je ne l’avois pas prévu de cette sorte, et je me consolois qu’on l’ostast de la place où il estoit, voyant qu’il le désiroit luy-mesme pour songer à son salut. Mais, mon pauvre monsieur, le savoir en l’estat où il est, et ne pouvoir lui donner aucune consolation ! Je vous avoue que je suis dans une affliction incroyable ; de sorte que je suis tombée malade d’une fièvre qui n’est pourtant pas violente. Si elle me continue, je me ferai saigner demain. Vous avez seu que j’avois eu ordre d’aller à Montbrison ; mais comme ma fille n’a jamais voulu me quitter, l’on a changé mon ordre, et je suis arrivée ici d’hyer au soir, après avoir fait soixante lieues de marche. Je vous supplie de me faire sçavoir des nouvelles de la santé de M. le S. [Surintendant], si vous en avez. Je crois qu’il n’y aura pas de mal à cela, et qu’ils ne le trouveront pas mauvais à la cour, quand les lettres seroient vues. Faites-moi sçavoir quand vous serez à Paris, et me croyez vostre, etc. »

 Une lettre de Conrart, de Fontainebleau et datée du 29 septembre 1661, précise : 

« On fit partir hier trois brigades de mousquetaires, qui vont sans doute arrêter trois personnes ; je n’en sais qu’une, qui est madame du Plessis-Bellière, à qui le Roi avoit donné permission de demeurer à Châlons au lieu de Montbrisson, à cause de ses maladies ou feintes ou véritables. Mais c’est une personne qu’on veut perdre avec M. le surintendant. »

#### Automne 1661 - mars 1665: une prisonnière d'Etat à Montbrison (3 ans et demi de prison)

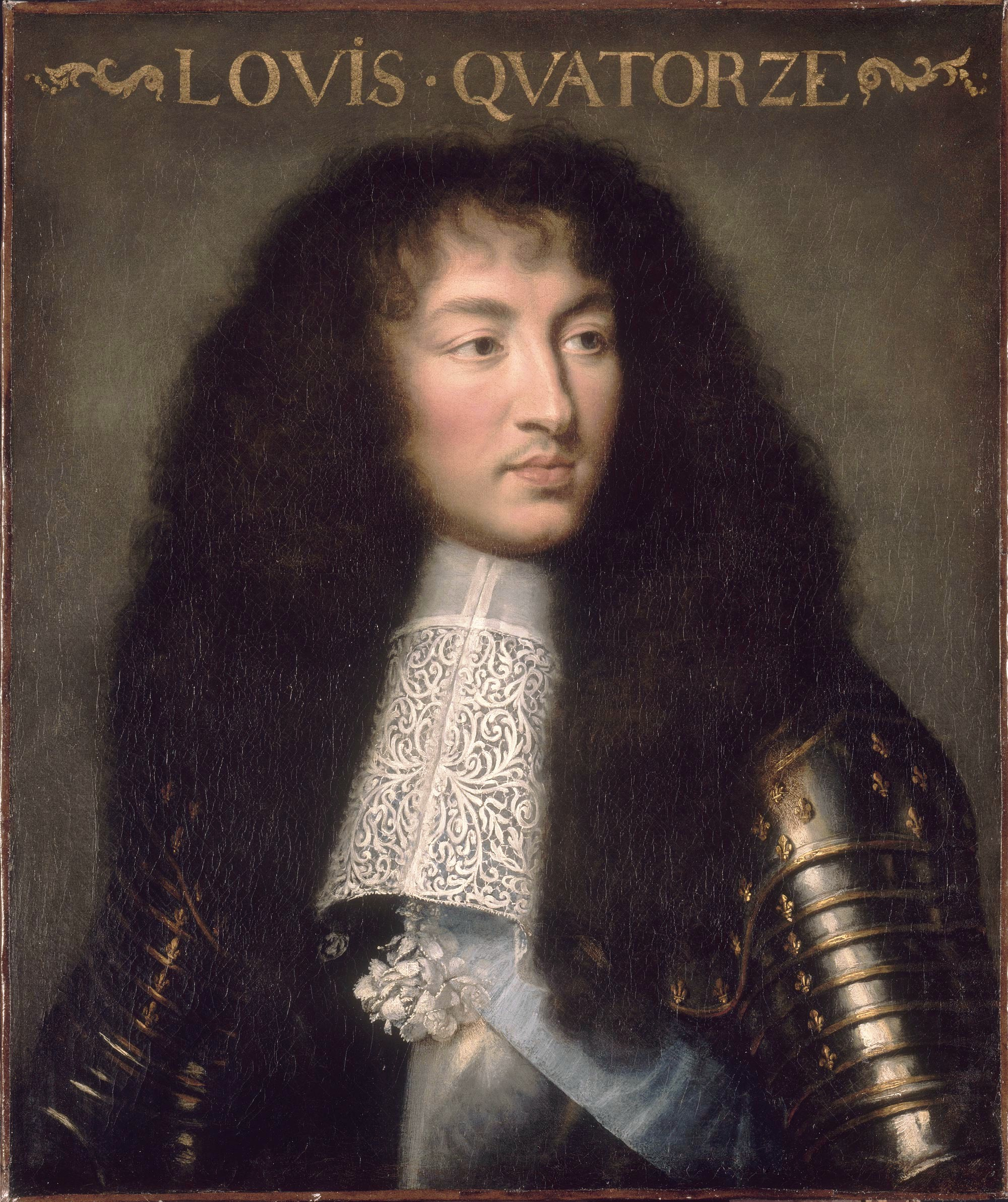
Portrait de Louis XIV, attribué à Charles Le Brun

Louis XIV fit emprisonner Suzanne du Plessis-Bellière, peu après l'arrestation du Surintendant. La marquise est alors âgée de 44 ans. Cette condamnation prouve si de besoin l'importance des responsabilités de la marquise dans les affaires du Surintendant et dans le soutien qu'elle a apporté à son ascension sociale. La marquise rejoignit Montbrison, prison d'état, où elle fut enfermée dans la prison voisine des ruines du château comtal, déjà détruit, dont les restes encerclent l'actuelle butte du calvaire. Elle resta environ quatre années pleines en prison. De la prison on jouissait d'une belle vue sur la campagne. Cette prison de Montbrison était installée dans l'une des parties de l'ancien couvent de la Visitation, construit au milieu du XVIIe siècle à partir des pierres de l'ancien château comtal.
Le monarque précise à ses mousquetaires les conditions de sa détention : ils peuvent  « laisser promener madame du Plessis-Bellière dans le château de Montbrison pourvu que vous l'accompagniez et qu'elle ne parle à personne. » De ce que l'on connaît de son séjour forcé à Montbrison, elle va entendre la messe à l'église du couvent Sainte-Claire, situé à la place de l'actuel square Honoré-d'Urfé.
Sa fille Catherine, ainsi que son frère l'abbé Henri de Bruc de Montplaisir, la suivent à Montbrison, pour atténuer la rigueur de sa captivité.

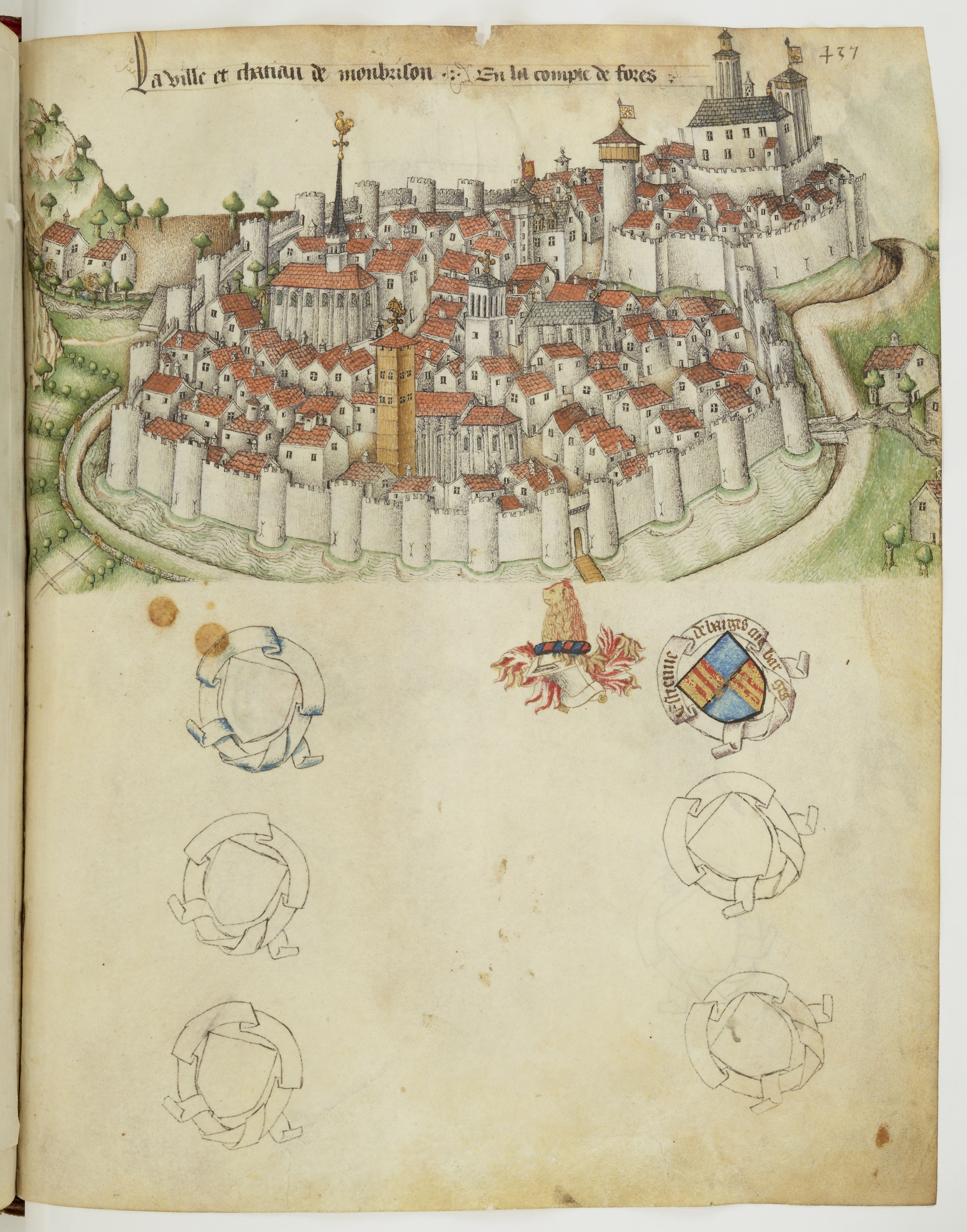
La ville et le château de Montbrison, vers 1450.
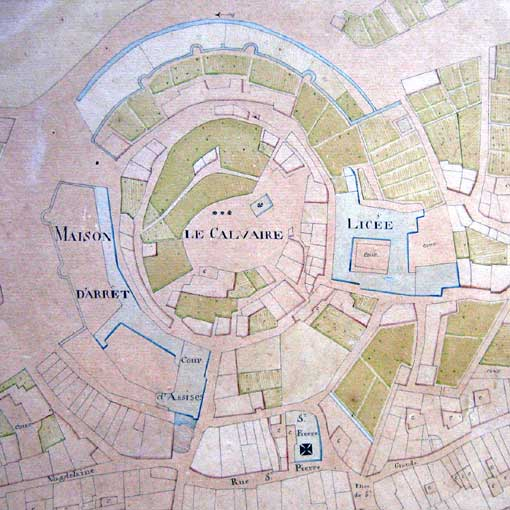
Plan de la prison (ou maison d'arrêt) de Montbrison, 1815.
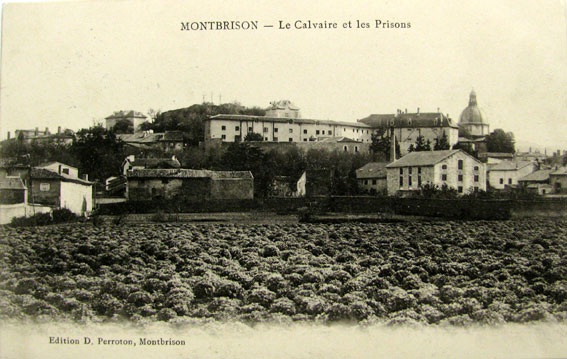
Photographie de la prison de Montbrison (Loire)

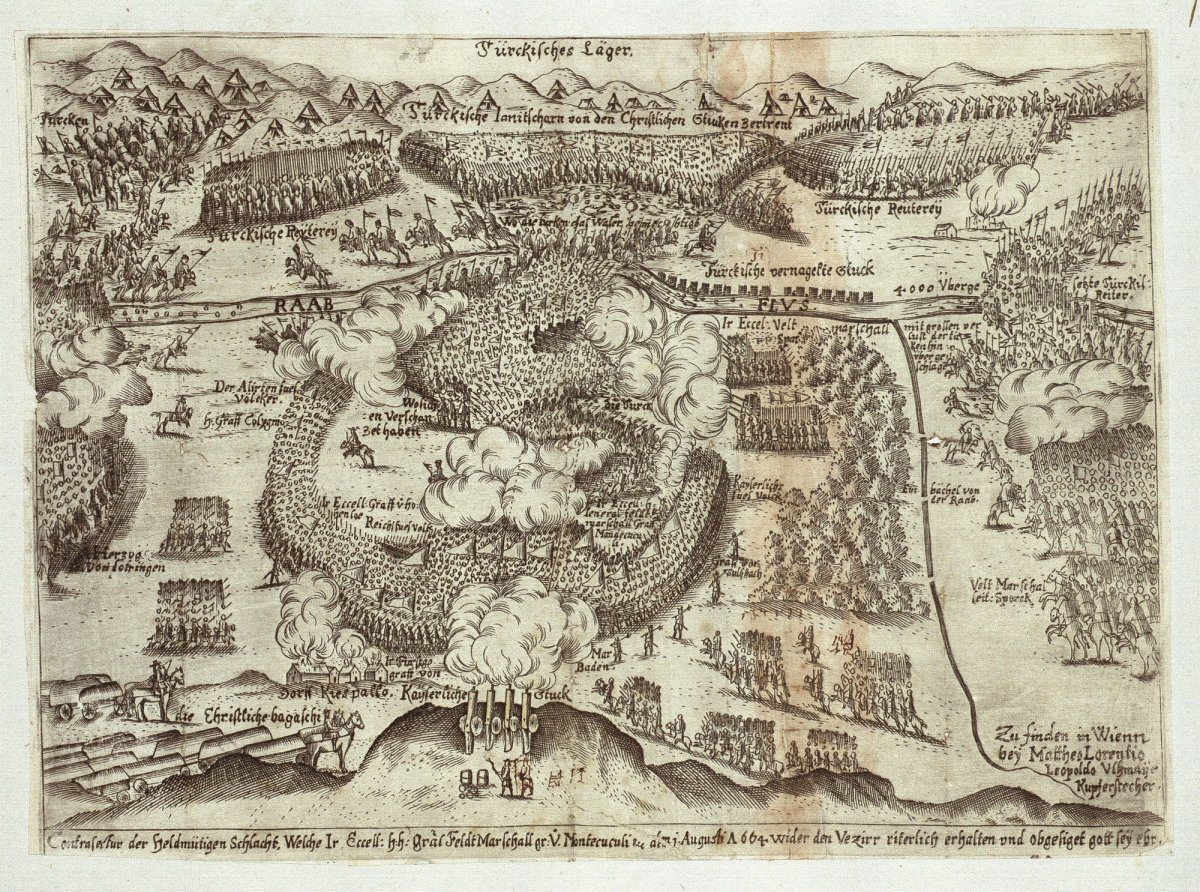
La bataille de Saint-Gothard, où va mourir Pierre, le fils de la marquise, en luttant contre les Turcs.

La marquise, affectée par cette dure incarcération, se dit souffrante.
Fin août ou courant septembre 1664, elle apprit sans doute en prison la mort de son fils Pierre (1644-1664), engagé volontaire contre les Turcs, tué à 20 ans lors de la bataille de Saint-Gothard, en Hongrie, le 1er août 1664. Il était enseigne au régiment de La Ferté : « Il fut tué à l’âge de 19 ans à la bataille de Saint-Godard, en Hongrie, en défendant son drapeau. Le Turc qui avait percé les rangs pour le lui enlever tomba lui-même percé de coups sur la place. » La bataille permit la victoire des armées de Coligny.
Alors que le roi réclame discrètement mais fermement la mort, Fouquet est condamné le 21 décembre 1664 par la Chambre de justice au seul bannissement hors du royaume et à la confiscation de ses biens, bien qu’il soit reconnu coupable de péculat et de lèse-majesté. N’hésitant pas à recourir au déni de justice, Louis XIV commue la sentence en détention perpétuelle à Pignerol, place forte royale située dans les Alpes, et disgracie les juges, dont Lefèvre d’Ormesson, qui n’ont pas appliqué ses volontés dans cette affaire.

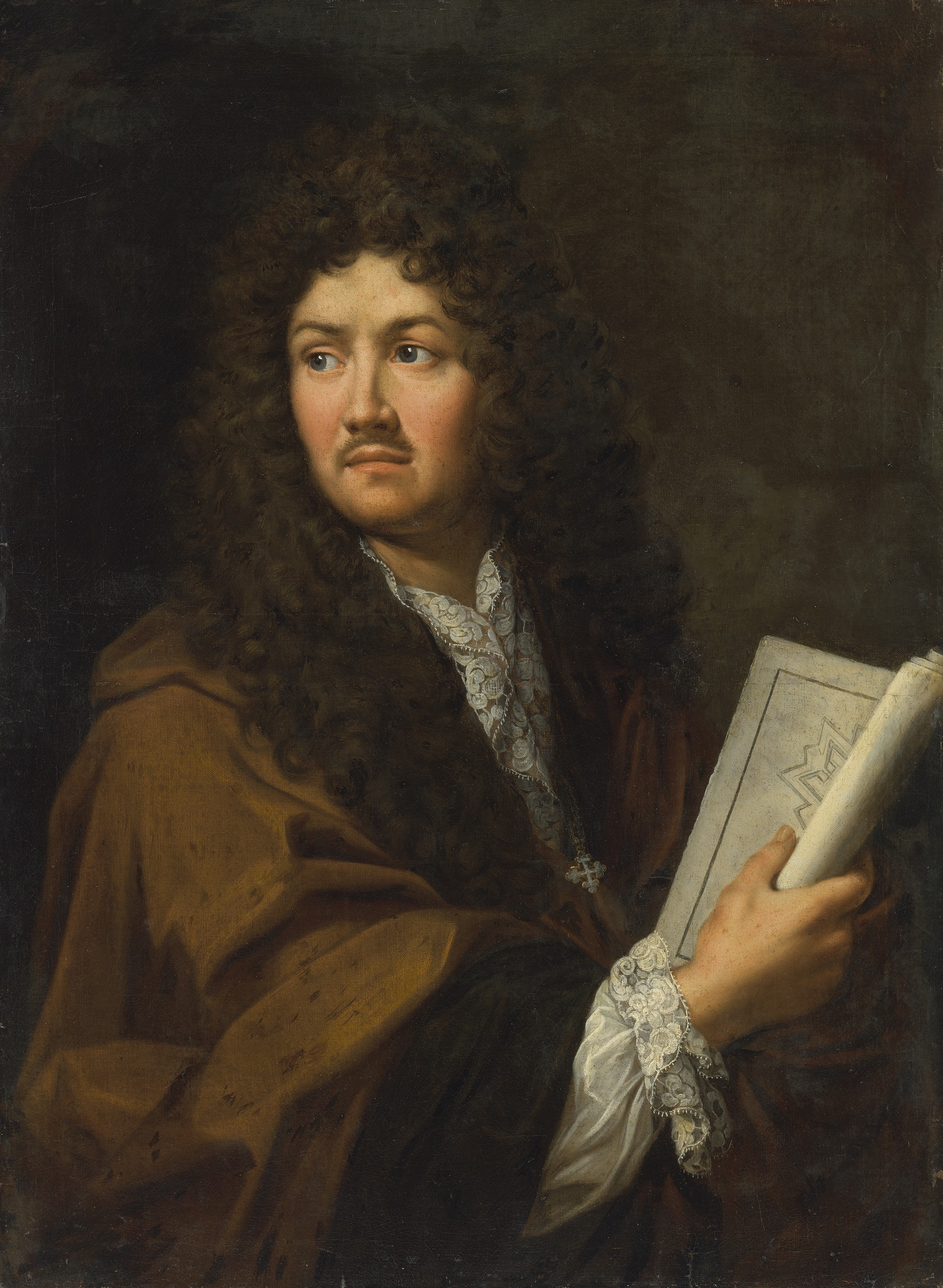
Portrait de Louvois jeune, coll. part.

Finalement autorisée par Louis XIV à quitter sa prison et regagner sa maison de Charenton, la marquise quitte Montbrison fin mars 1665. Elle était alors âgée d'environ 47 ans et demi. Louvois écrivit à la marquise le 28 février 1665 : 

« Madame, je ne puis mieux vous faire connaître la bonté que le roi a pour vous qu'en vous faisant l'adresse que S. M. vous écrit. Le lieu où elle vous permet d'aller faire votre séjour vous sera plus agréable que celui que vous allez quitter. Vous pourrez de là plus facilement vous rendre à Paris quand S. M. l'aura agréable ou, au moins, en tirer les secours nécessaires au rétablissement de votre santé. »

Avant son départ, elle fait un don important à l'église des Sœurs Sainte-Claire. Cette fin d'emprisonnement de la marquise intervient juste après la condamnation de Fouquet le 24 décembre précédant. Elle sortit donc de prison au moment même où Fouquet devait rester emprisonné à vie à Pignerol.

### 1665-1705: "cette illustre dame", une seconde partie de vie discrète: soutien et gloire de son gendre le marquis de Créquy et deuils familiaux

#### 1665- vers 1680: retour à Charenton et carrière militaire glorieuse de son gendre, le maréchal de Créquy

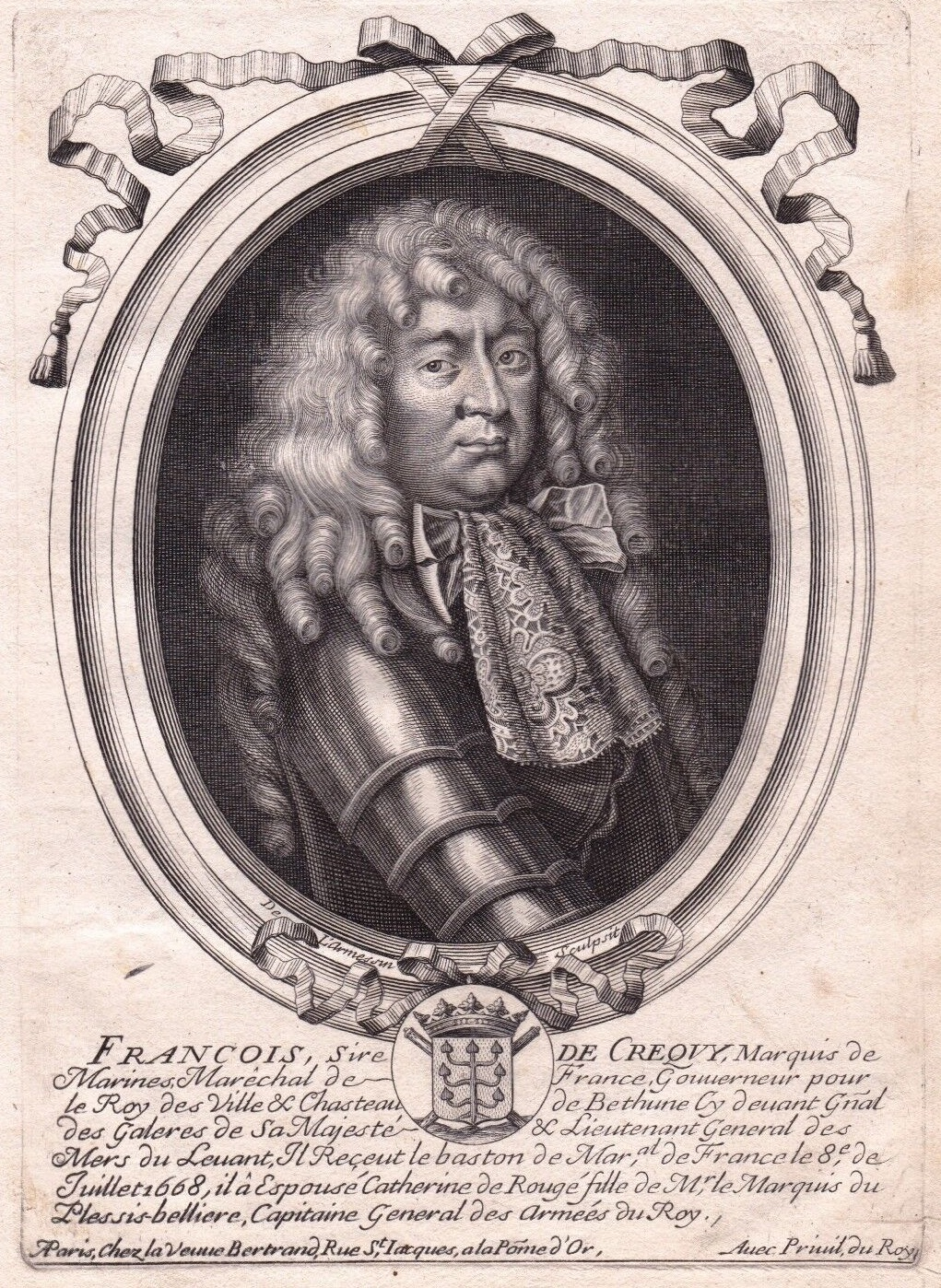
Gravure représentant le maréchal de Créquy, seconde moitié du XVIIe siècle.

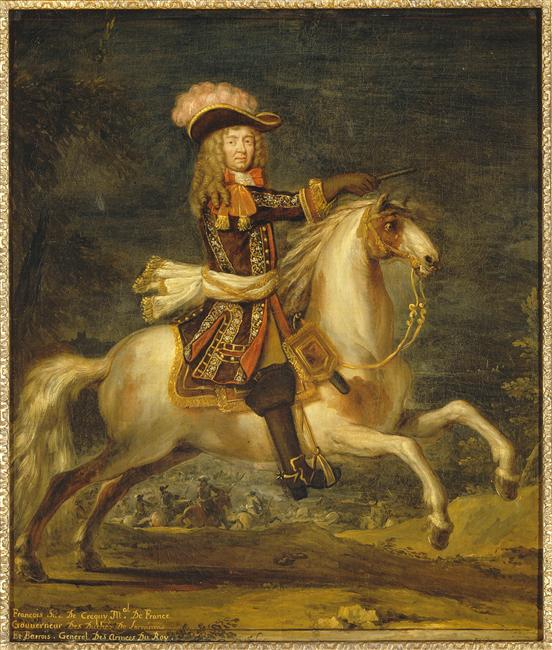
Portrait équestre du maréchal de Créquy, XVIIe siècle. Il était le gendre de la marquise du Plessis-Bellière.

À son retour de prison, la marquise s'installa de nouveau dans sa maison de Charenton, où elle mena une existence discrète. Elle était toujours entourée de grands artistes et poètes.
Elle suivit évidemment avec passion la carrière militaire de son gendre, le maréchal de Créquy, l'un des plus grands militaires français des années 1670-1687. Cela devait lui rappeler les exploits passés de son époux, le marquis du Plessis-Bellière.

##### 1668: Créquy, maréchal de France (après sa disgrâce de 1661-1666)
Le 8 juillet 1668, son gendre, le marquis de Créquy est élevé à la dignité de maréchal de France.
L’implication de la marquise de Plessis-Bellière, sa belle-mère, dans les affaires de Fouquet avait entraîné une disgrâce passagère de son gendre : le maréchal de Créquy fut relevé de ses fonctions dès le 24 septembre 1661, il reçut l'ordre se rendre à Langres, puis s'exila dans son château de Marines (Val d'Oise), et il ne retrouva un poste militaire qu’en 1667. Cette même année 1667, il remporte des batailles contre le comte de Marsin et le prince de Ligne.
Cette même année 1668, la marquise a dû être particulièrement heureuse que sa chère ville d'Armentières - où elle montra un courage exemplaire en mai 1647, plus de 20 ans auparavant - soit rattachée définitivement à la France par Louis XIV, à la suite de sa campagne de Flandres, qui aboutit au traité d’Aix-la-Chapelle.
Le 11 mars 1669, le maréchal de Créquy accepte de s'arranger avec le duc de Vivonne, frère aîné de Mme de Montespan alors en pleine faveur, pour céder à ce dernier, contre 500.000 livres, la prestigieuse charge de capitaine général des galères de France. La marquise du Plessis-Bellière avait fait acquérir cette charge à son gendre en juillet 1661, juste avant l'arrestation de Fouquet. La somme ainsi obtenue par le gendre de la marquise est fort importante.
La même année 1669, la marquise est heureuse de voir consolider la lignée des Créquy par la naissance d'un deuxième fils de sa fille Catherine et du maréchal, prénommé Nicolas Charles de Blanchefort Créquy.

##### automne 1670 - printemps 1672: Créquy, Gouverneur de la Lorraine

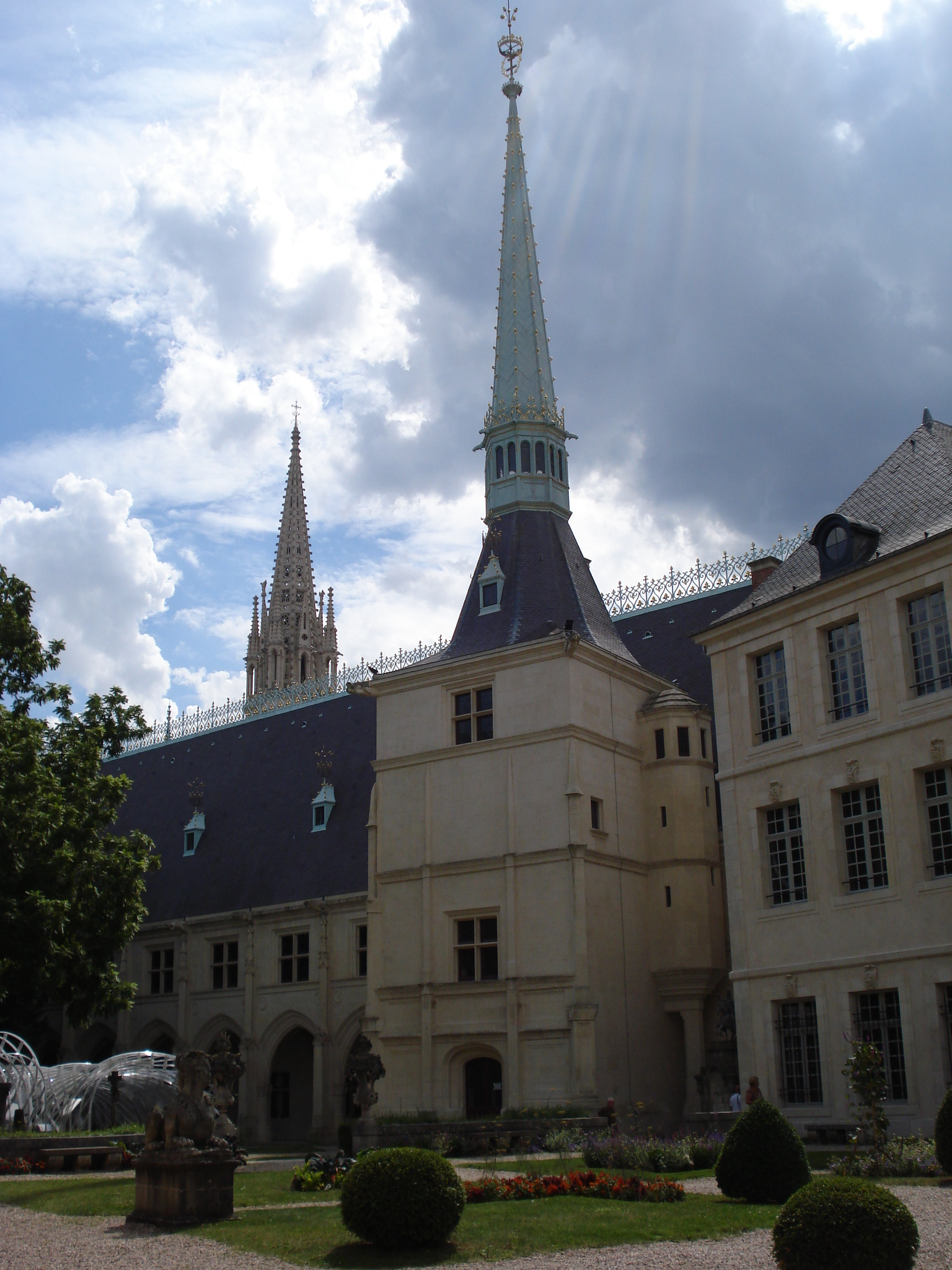
Intérieur de la façade du Palais ducal de Nancy, vu côté jardin.

Le 1er septembre 1670, le maréchal de Créquy entre dans Nancy, s'emparant de la Lorraine de Charles IV, et dirigeant sur place une armée de 26.000 hommes. De l'automne 1670 au printemps 1672, le maréchal de Créquy déploya la plus grande activité, comme gouverneur de la Lorraine. Il exécuta les ordres rigoureux de Louis XIV et Louvois, et essaya d'en atténuer la dureté sur place, depuis Nancy où il résidait. Après la mort du maréchal de Rochefort, à Nancy, le 23 mai 1676, Créquy repris le gouvernement de la Lorraine qu'il devait garder jusqu'à sa mort.

Le 26 février 1671, Créquy, gendre de la marquise, écrit à Colbert pour lui recommander Mme du Plessis-Bellière, dont le ministre avait pourtant provoqué la chute dix ans plus tôt : 

« Quoique mes sollicitations se fassent un peu de loin en loin, j'ose espérer... que vous aurez la bonté de vous ressouvenir que je vous ai parlé pour les intérêts de Mme du Plessis-Bellière, qui recherche d'avoir une entrevue de vous pour vous informer de ses raisons, qui sont telles qu'elles méritent quelque considération... »

 On ne sait pas ce que la marquise souhaitait demander à Colbert directement. Est-ce pour atténuer la dureté de la captivité de Nicolas Fouquet à Pignerol ?

##### 1672: nouvelle disgrâce de Créquy, qui ne veut pas être inféodé à Turenne

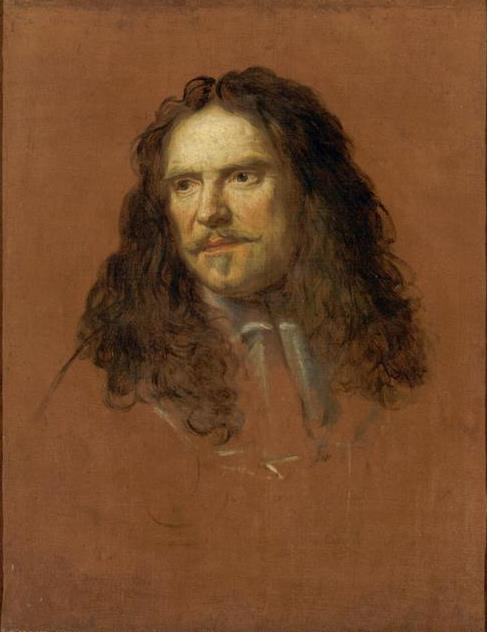
Le maréchal de Turenne, par Charles Le Brun, musée de Versailles

Comme Créquy ne veut pas servir sous les ordres de Turenne - qui venait d'être nommé par Louis XIV capitaine général - à l'instar des maréchaux de Bellefonds et d'Humières, il est disgracié de nouveau. Mme de Sévigné écrit à sa fille, Mme de Grignan, une lettre le 29 avril 1672, ainsi qu'il suit : 

« Mme du Plessis-Bellière m'a conté la conversation du roi et du maréchal de Créquy : elle est longue, forte, raisonnable et touchante. [...] Le maréchal de Créquy parut désespéré et dit au roi : Sire, ôtez-moi le bâton: n'êtes-vous pas le maître ? [...] Le roi fut touché de l'état où il le voyait, et comme il sortit du cabinet tout transporté, ne connaissant personne, le roi dit au maréchal de Villeroy : Suivez le marquis de Créquy, il est hors de lui ! Le maréchal de Créquy est allé à Marines chez lui, près Pontoise, avec sa femme et ses enfants. [...] Voilà ma bonne, de quoi il a été question depuis quatre jours. »

##### Août 1675: la défaite de Consarbrück: Créquy prisonnier
En 1675, après la mort de Turenne et le retrait de Condé, son gendre revient au service comme commandant de l'armée du Rhin (guerre de Hollande). En août 1675, il est battu par Charles de Lorraine à Consarbrück et à Philippsbourg. Il s'agirait de la première défaite véritablement importante de Louis XIV depuis sa prise de pouvoir en 1661.
En septembre 1675, le gendre de la marquise se laisse enfermer dans Trèves où il est fait prisonnier.
En octobre 1676, il prend la ville de Bouillon.

##### 1677: la magnifique campagne du maréchal de Créquy, digne successeur de Turenne

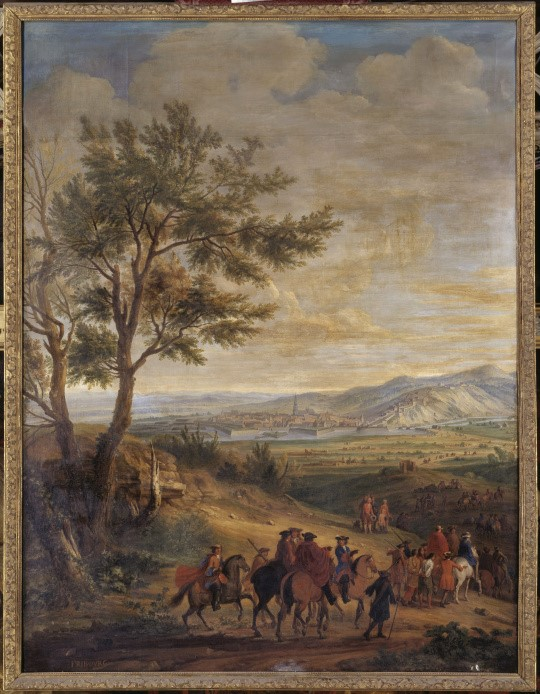
La prise de Fribourg en 1677 par le maréchal de Créquy, Van der Meulen, collection du musée du Louvre

A l'automne 1676, le maréchal de Créquy fit venir à Nancy sa femme Catherine et ses enfants, et s'installa au palais ducal pour y passer l'hiver.
En 1677, le maréchal de Créquy prend sa revanche contre le duc de Lorraine à la bataille de Kokersberg (octobre 1677), avant de s'emparer de Fribourg (novembre 1677). En somme, après avoir tenu la puissante armée impériale en échec sur la Seille, la Moselle et la Meuse, il la refoule sur le Palatinat, puis franchit le Rhin par surprise au mois de novembre et s'empare de Fribourg.
"Il était considéré, dit La Fare, comme le seul qui pût, en quelque façon, remplacer Turenne".
Créquy écrit le 10 octobre 1677 à Louvois : 

« Je n'oserais insister pour aller à Paris si une nécessité pressante et indispensable ne m'obligeait de chercher ma guérison ; d'ailleurs mes affaires domestiques sont en très méchant état et je trouve l'expédient de me ruiner avec le gouvernement de Lorraine. »

 La nièce de la marquise du Plessis-Bellière, Mademoiselle de Trécesson, maîtresse du duc de Savoie, meurt le 1er mars 1677 à Paris, à l'âge de 42 ans seulement.
En 1678, le maréchal de Créquy tente vainement, par une brillante diversion sur les villes forestières, d'isoler Offenbourg. Il s'empare du fort de Kehl, repasse le Rhin et bloque la ville de Strasbourg. N'ayant pu obtenir de Louis XIV l'autorisation d'en faire le siège, il en brule le pont et détruit les forts qui le défendaient.
En juillet 1678, le maréchal de Créquy est envoyé sécuriser l'Alsace et bat l'électeur de Brandebourg, Frédéric-Guillaume Ier le Grand, ce qui met fin à la troisième guerre de Hollande (1672-1678).
En 1679, le maréchal de Créquy pénètre en Allemagne, force à Minden le passage du Weser, occupe l'Oldenbourg et soumet le Branderbourg et le Danemark.

##### 1680: la cession de la maison de Charenton par la marquise à sa fille et son gendre

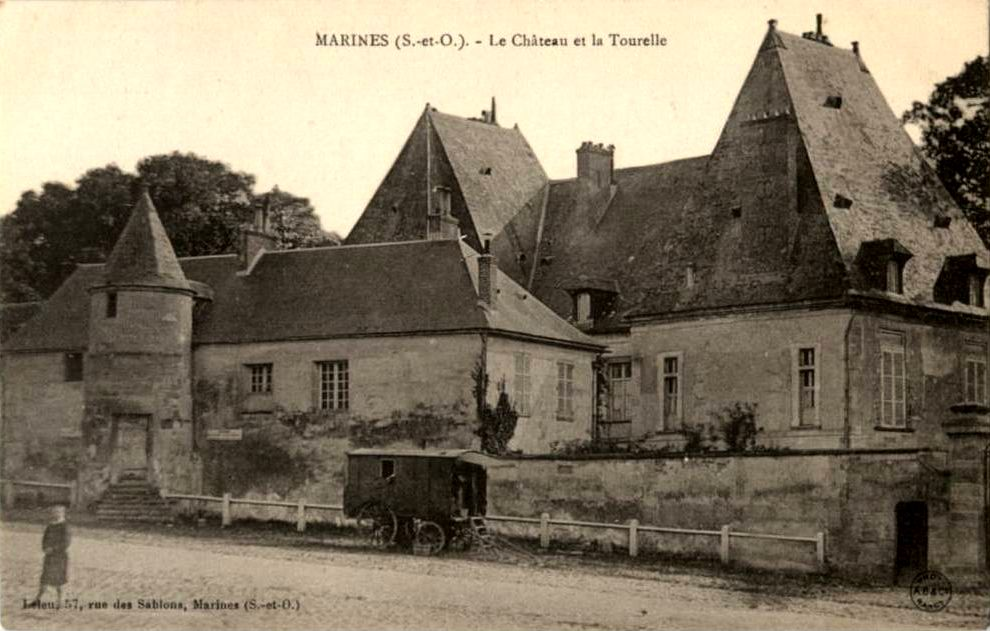
Le château de Marines, propriété du gendre et de la fille de la marquise du Plessis-Bellière, où elle dut souvent séjourner

Le 25 janvier 1680, la marquise de Plessis-Bellière revend sa maison de Charenton à sa fille et son gendre, le marquis de Créquy, moyennant 20 000 livres, dont « six mille livres à laquelle [les] meubles, tableaux & orangers ont esté prisez et estimés ».

La marquise de Sévigné écrit dans une lettre du 7 septembre 1680 : 

« Notre marquise d'Uxelles est à Charenton chez madame du Plessis-Bellière en attendant qu'on lui ajuste sa nouvelle maison [à Paris]. La Garde y a passé deux jours avec elle à tourner toutes les affaires du monde. J'y allai dîner samedi... »

 Le marquis de Créquy possédait également le château de Marines, où sa belle-mère dût souvent se rendre à la belle saison, chez sa fille Catherine.

#### Vers 1680-1705: Une fin de vie à Paris, en l'hôtel de Créquy, place du Carrousel

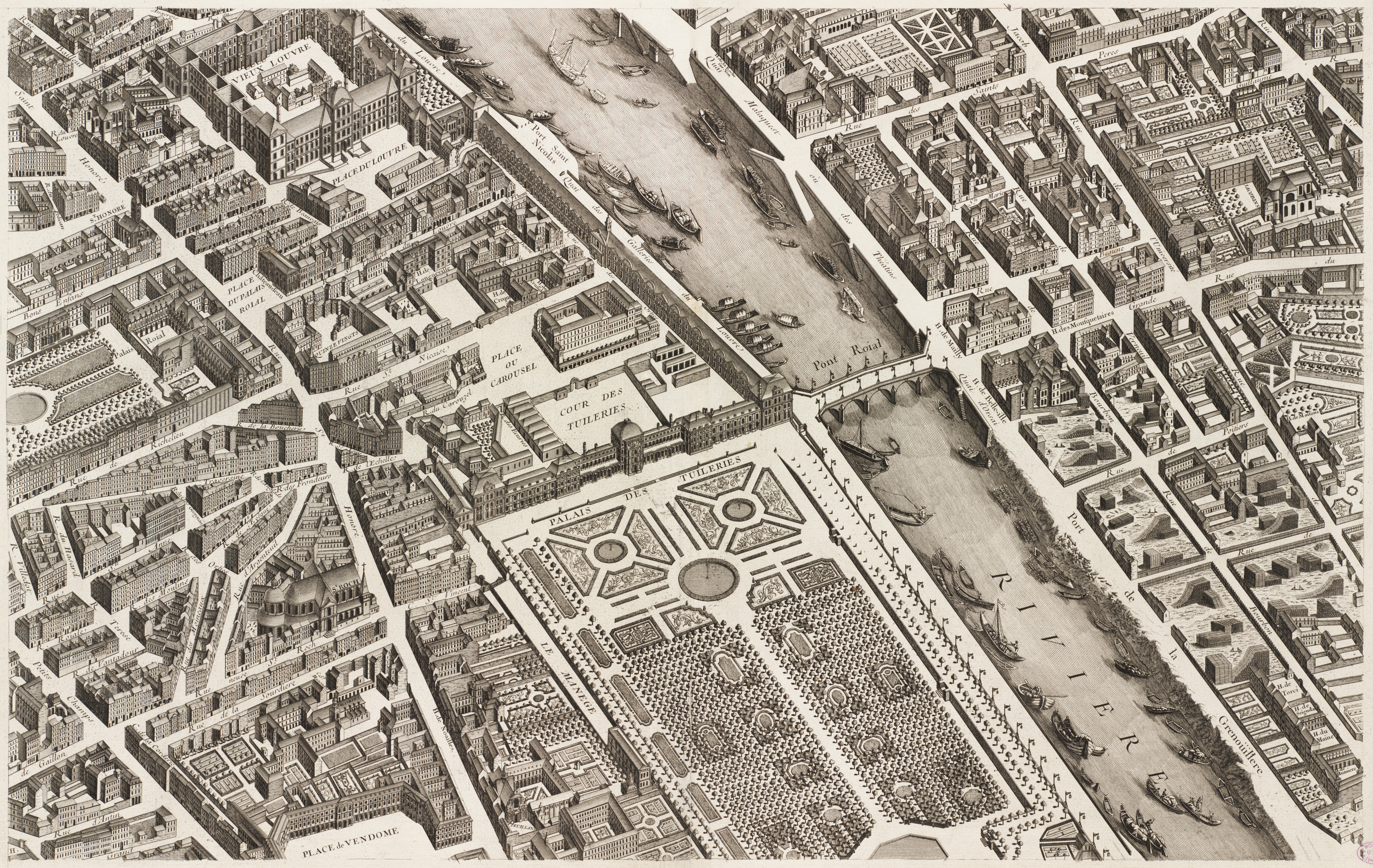
L'hôtel de Créquy sur le plan Turgot (1736) est visible en haut de la place du Carrousel, jouxtant l'hôtel de Longueville. Il est indiqué par la légende.

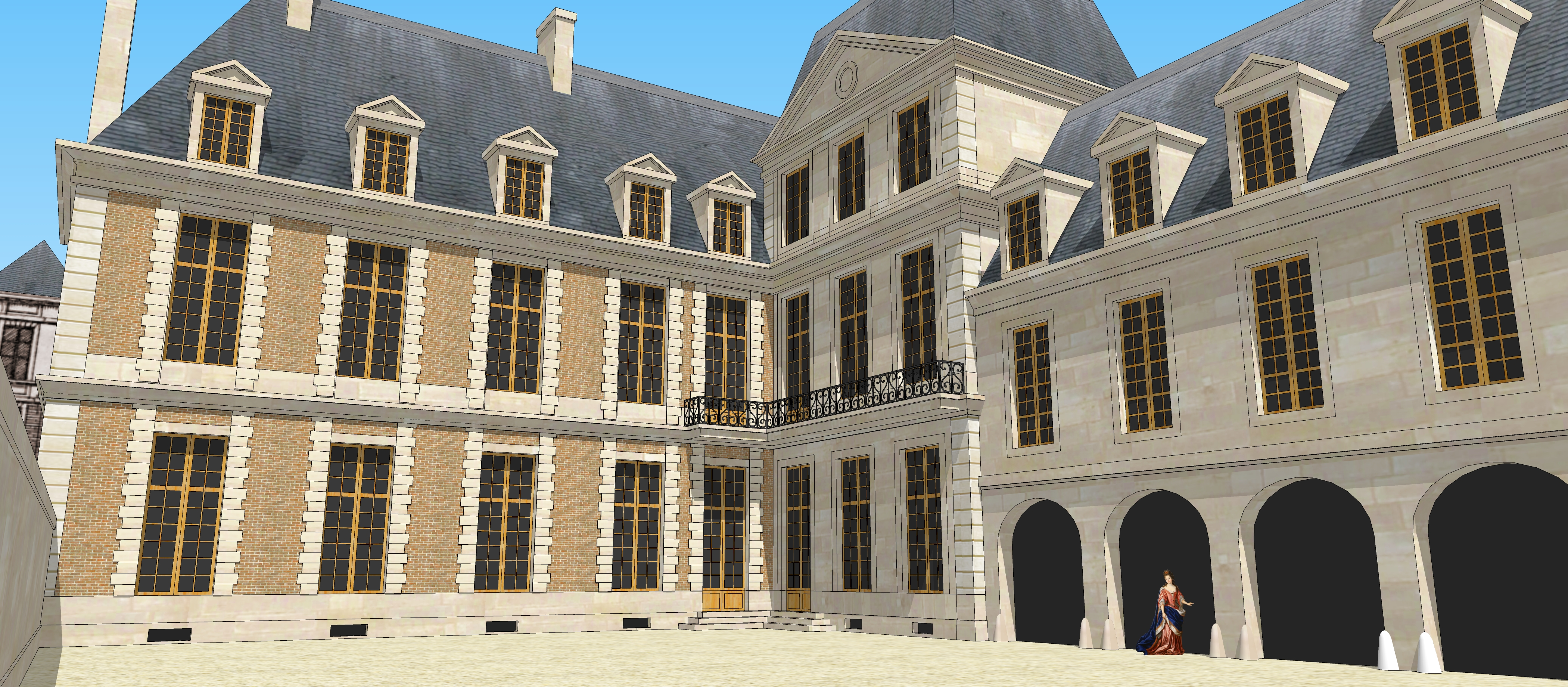
Restitution de la cour d'entrée de l'Hôtel de Créquy, vers 1680, situé à côté de la place du Carrousel.

Le 30 mai 1656, la marquise du Plessis-Bellière avait acquis l'hôtel de Lanquetôt, construit en 1626, rue Saint-Nicaise, entre le Louvre et les Tuileries. L'hôtel prend le nom éphémère d'hôtel de Bruc. Moins d'un an plus tard, la marquise le céda à son gendre, le marquis de Créquy, le 20 mars 1657, pour qu'il puisse s'y installer avec son épouse Catherine, fille de la marquise. L'hôtel prit dès lors le nom d'hôtel de Créquy. Mme du Plessis-Bellière y conserva un appartement, sans doute celui du rez-de-chaussée. Il faut souligner que cet hôtel est voisin de l'hôtel de Longueville, lui-même voisin de l'hôtel de Rambouillet, célèbre pour son cercle littéraire.

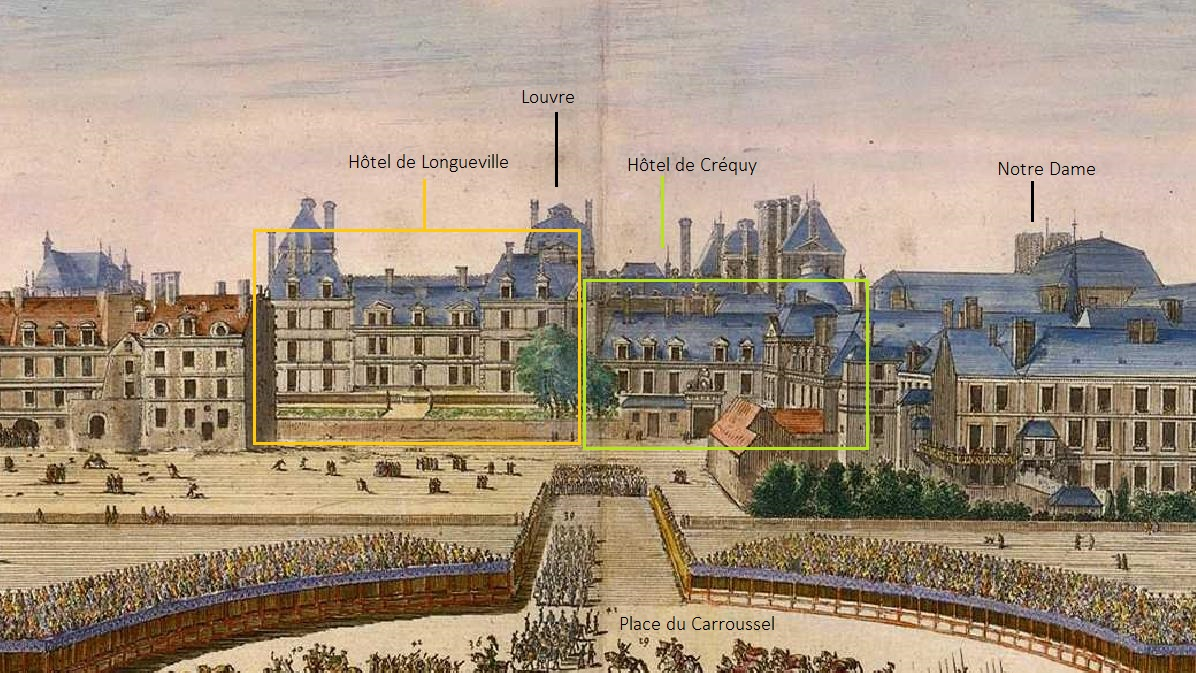
Schéma indiquant l'emplacement de l'Hôtel de Longueville et de l'Hôtel de Créquy, 1662, lors du Carroussel. I. Silvestre

Après la vente de sa maison de Charenton en 1680 à sa fille et son gendre, elle résida sans doute principalement à Paris, en l'hôtel de Créquy, dans l'appartement qu'elle avait toujours conservé toute sa vie, depuis l'acquisition qu'elle avait faite elle-même de l'hôtel en 1656.

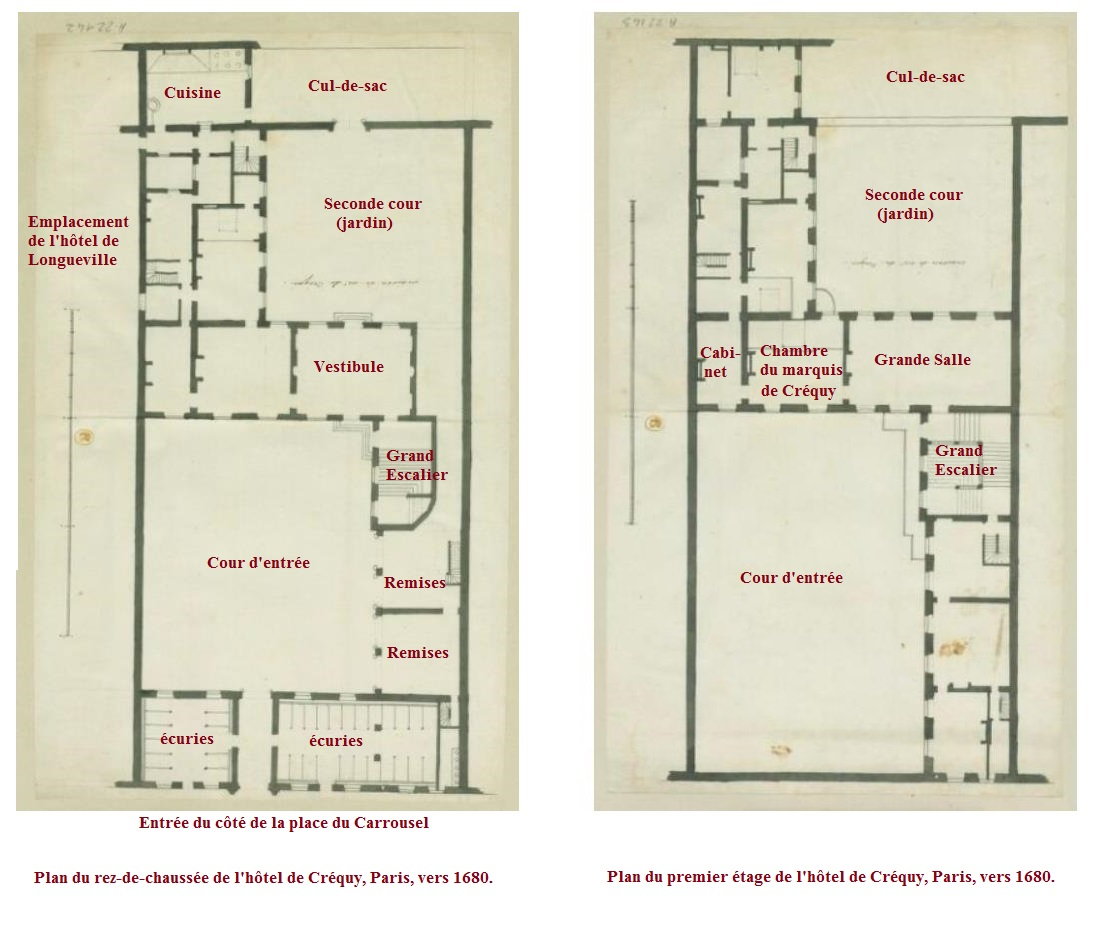
Plan du rez-de-chaussée et du premier étage de l'hôtel de Créquy, rue Saint-Nicaise à Paris, vers 1680.

La disposition de l’hôtel de la rue Saint-Nicaise, construit en 1626, nous est connue par quelques mentions et surtout par deux plans (l’un du rez-de-chaussée, l’autre du premier étage) du fonds Robert de Cotte de la Bibliothèque nationale, qui semblent dater de ces mêmes années 1680. Dans un habitat particulièrement dense, les contraintes de la parcelle avaient entraîné la construction d’un corps de logis en longueur qui ménageait tout de même deux cours assez modestes, tandis que les cuisines avaient été installées dans un pavillon à part au plus près de l'impasse. Source de nuisances, les écuries avaient été rejetées à l'entrée, du côté de la place du Carrousel. L'hôtel était collé à celui de Longueville. L'entrée avait lieu depuis la place du Carrousel au sein d'une première cour, avec écuries sur le devant, et remises pour les carrosses sur la droite en entrant. Ensuite se trouvait le corps d'hôtel et derrière une seconde cour servant de jardin, dont un accès était relié à l'impasse, nommée "cul de sac du Doyenné", où se trouvaient les cuisines.
Le maréchal de Créquy logeait au premier étage de son hôtel, dans l'enfilade principale du corps de logis. À sa mort en 1687, on peut supposer que sa veuve, Catherine, conserva cet appartement pour elle. Un autre appartement confortable existait au rez-de-chaussée, il paraît probable qu'il s'agisse de celui de la marquise du Plessis-Bellière. Il était en effet plus commode pour elle de vivre au rez-de-chaussée, eu égard à son âge avancé.
Les intérieurs étaient décorés de nombreux tableaux de Charles Le Brun, notamment trois grands tableaux de la vie d'Alexandre le Grand, copies des très grands formats conservés aujourd'hui au musée du Louvre, qui évoquaient évidemment dans ce contexte les exploits militaires du maréchal de Créquy. Le Mercure Galant de 1683 précise : "Ils conduisoient à une fort grande Salle, ornée au lieu de Tapisserie, des plus beaux Tableaux que Mr le Brun ait faits des Actions d’Aléxandre." Il semble ainsi que la fidélité et l'estime réciproque de Charles Le Brun, Premier peintre du roi, et de la marquise du Plessis-Bellière se soient conservées tout au long de leur vie, malgré la disgrâce que Louis XIV fit subir à cette dernière.

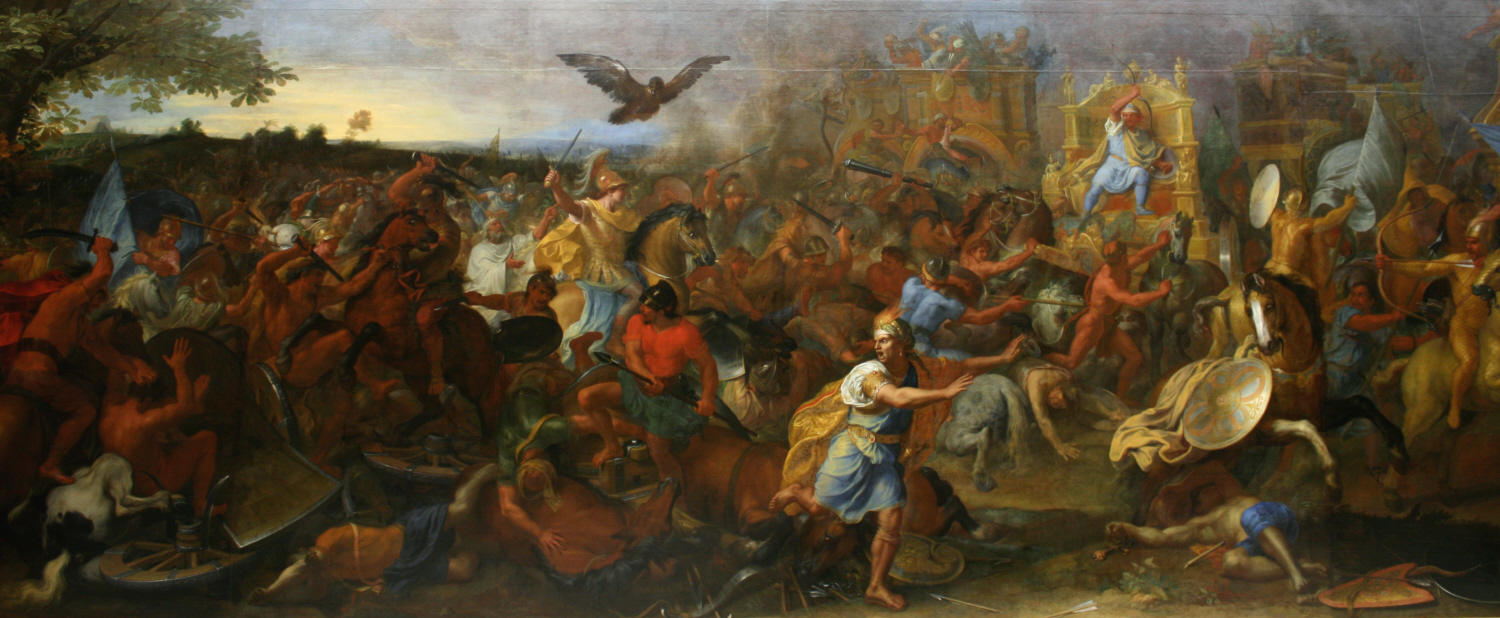
La bataille d'Alexandre contre Darius, par Charles Le Brun, musée du Louvre.
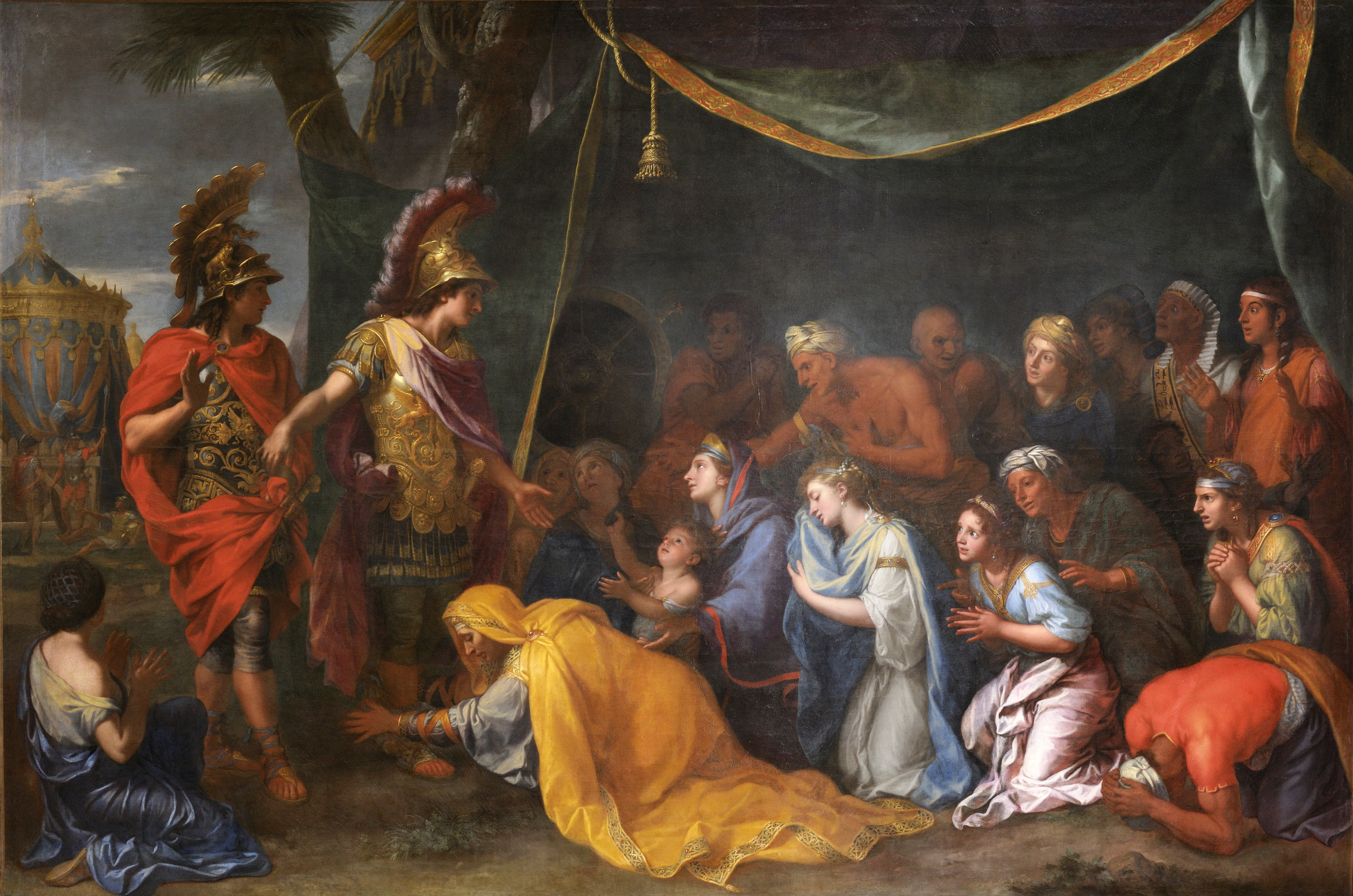
Les reines de Perse aux pieds d'Alexandre, par Charles Le Brun, château de Versailles.
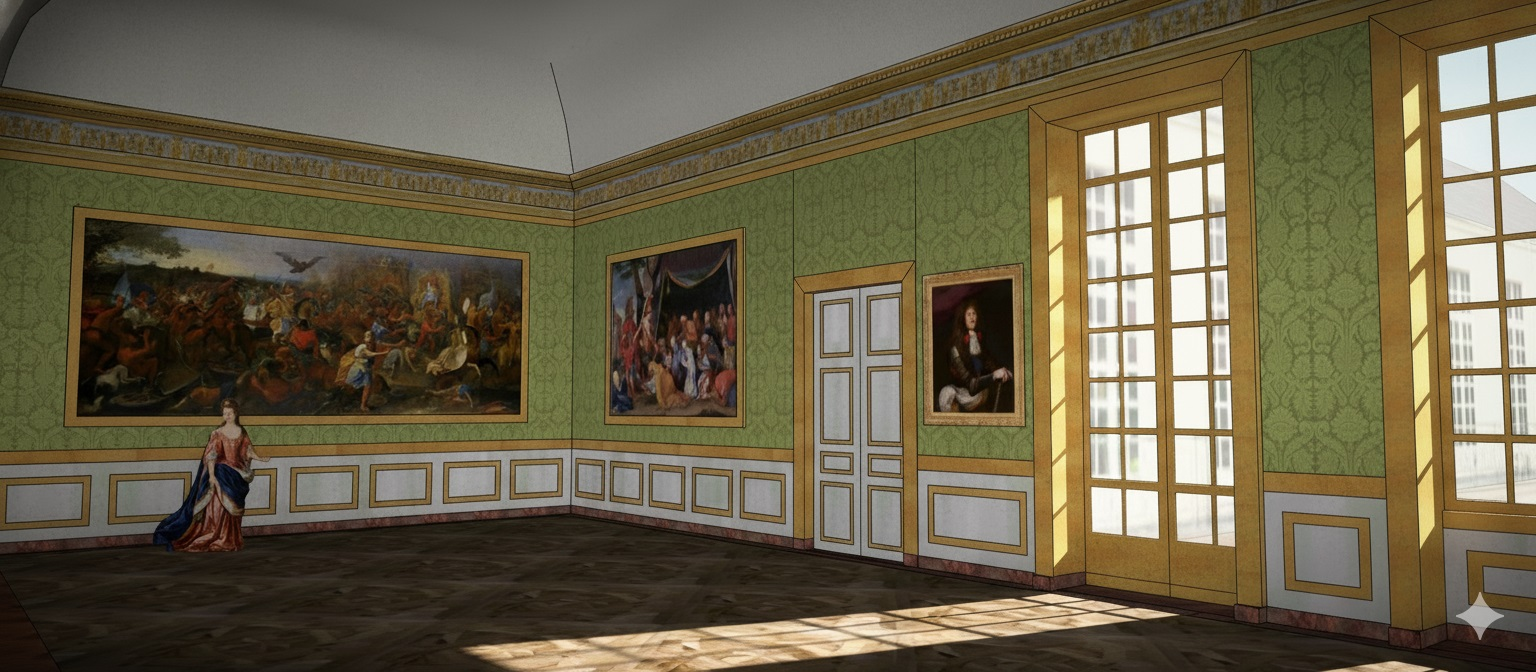
Evocation de la grande salle du premier étage de l'Hôtel de Créquy, vers 1685, avec les grands tableaux de Le Brun (d'après le Mercure Galant, 1683[59])

#### 1680: la mort de Nicolas Fouquet à Pignerol

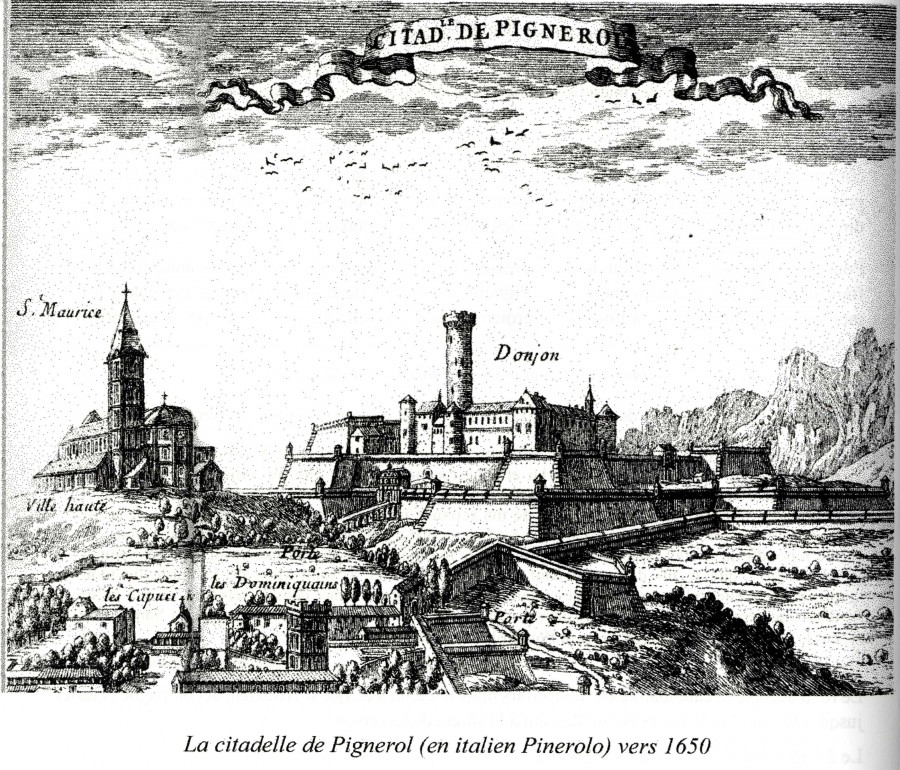
La citadelle de Pignerol en 1650

Le 23 mars 1680 meurt Nicolas Fouquet à Pignerol, qu'elle n'a jamais revu depuis son arrestation le 5 septembre 1661. Évidemment, c'est une douleur immense que ressent la marquise, elle qui était "l'âme" de Fouquet, ainsi que l'indique Saint-Simon. Fouquet mourrait à seulement 65 ans, la marquise avait alors environ 63 ans. Elle a dû apprendre d'autant plus tristement cette mauvaise nouvelle que Fouquet était sur le point de sortir de prison. Nul doute qu'elle l'aurait soutenu sans failles s'il avait quitté Pignerol et était revenu à Vaux. 

« C'est une des femmes de France qui avec de la dignité et de l'agrément avait le plus de tête, le courage le plus mâle, le secret le plus profond, la fidélité la plus complète, et l'amitié la plus persévérante. Elle souffrit la prison la plus rigoureuse, les menaces les plus effrayantes, et enfin l'exil le plus fâcheux à l'occasion de la chute de monsieur Fouquet et acquit une estime, même de leurs communs persécuteurs, qui se tourna en considération, sans avoir cessé d'être jusqu'à la fin de leur vie la plus ardente et la plus persévérante amie de monsieur Fouquet, à travers les rochers de Pignerol, à la connaissance du public et de leurs communs amis. »

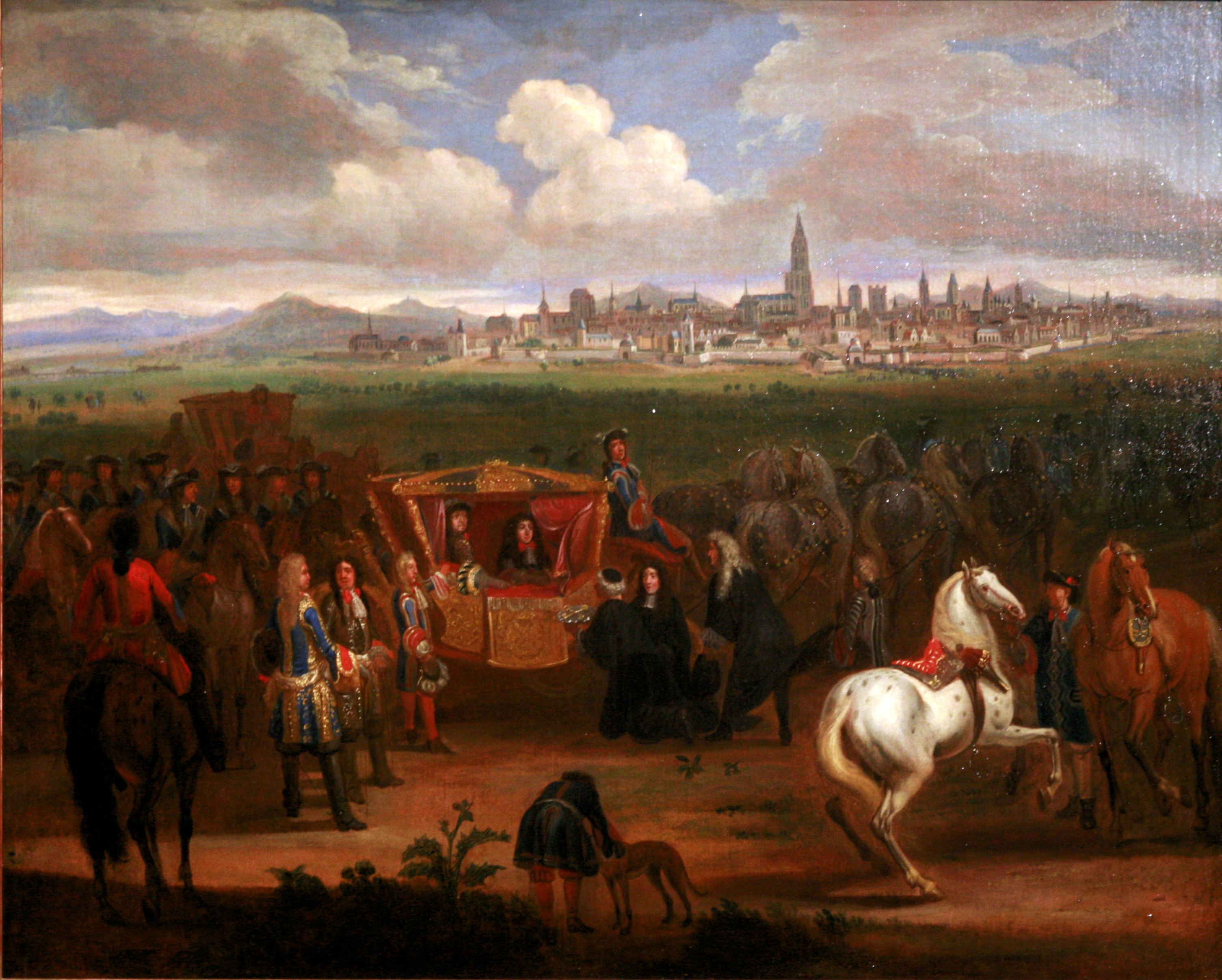
23 octobre 1681 : Louis XIV reçoit les clefs de Strasbourg. Constantyn Francken.

Le 30 septembre 1681 a lieu la capitulation de Strasbourg. Le 23 octobre suivant, Louis XIV entre dans la ville. Le culte catholique y est rétabli, mais le roi reconnaît les libertés politiques et religieuses. Le 30 octobre 1681, Louis XIV, accompagné de la reine et d'une partie de la cour, arriva à Nancy, où le maréchal de Créquy le reçut, assisté du marquis de Bissy, lieutenant général. Le lendemain, le gouverneur de la Lorraine accompagna le roi dans sa visite autour des remparts et lui présenta les troupes de la garnison. Après avoir adressé ses félicitations au maréchal, Louis XIV rejoignit la reine qui l'attendait dans son carrosse, devant la porte Notre Dame.
Cette même année 1681, Suzanne perd sa soeur Catherine (1610-1681), veuve de César Auffray Blanchard, marquis du Bois de la Muse, conseiller du roi, Premier Président en la Chambre des Comptes de Bretagne. De par son alliance, elle lui avait été d'un précieux soutien durant les années Fouquet.

#### 1683: un mariage prestigieux pour le petit-fils de la marquise, avec Mlle d'Aumont, nièce de Louvois

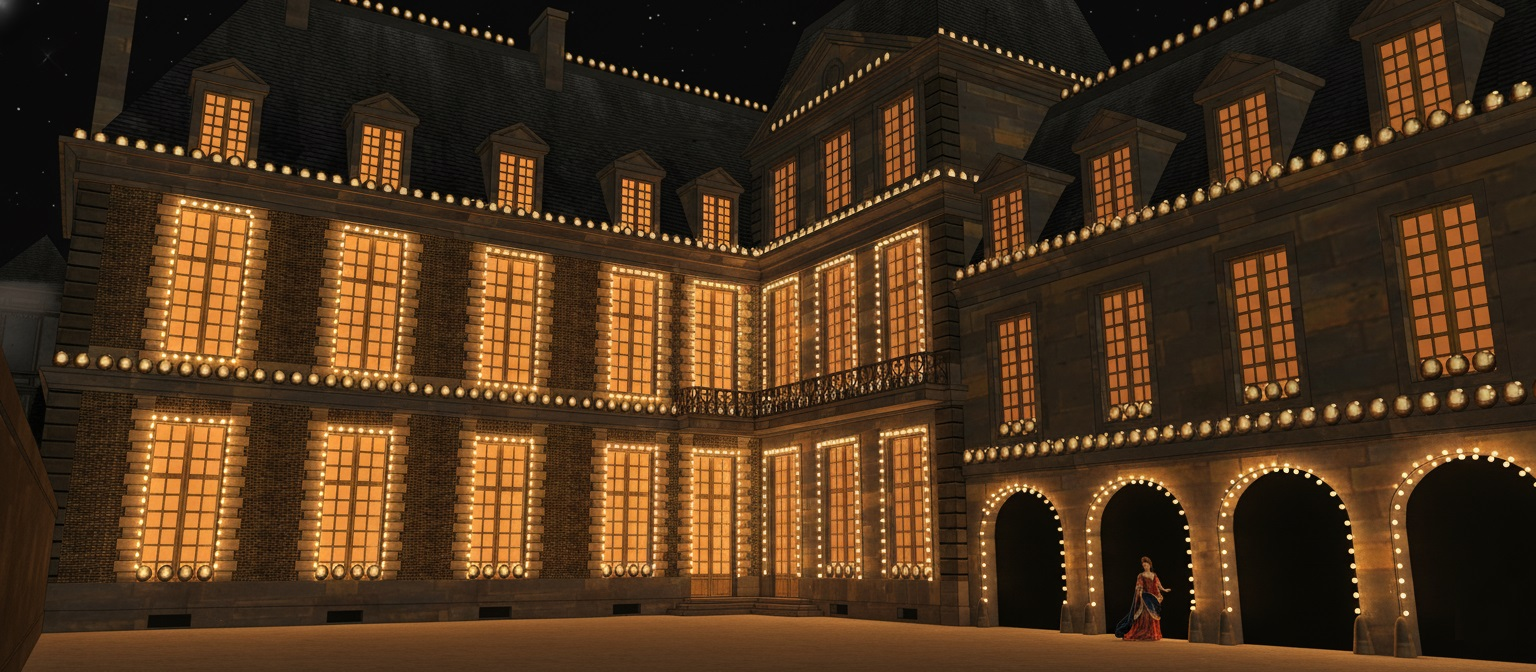
Schéma de l'illumination de l'hôtel du maréchal de Créquy, rue Saint-Nicaise, pour la naissance du duc de Bourgogne, été 1682 (Mercure Galant)

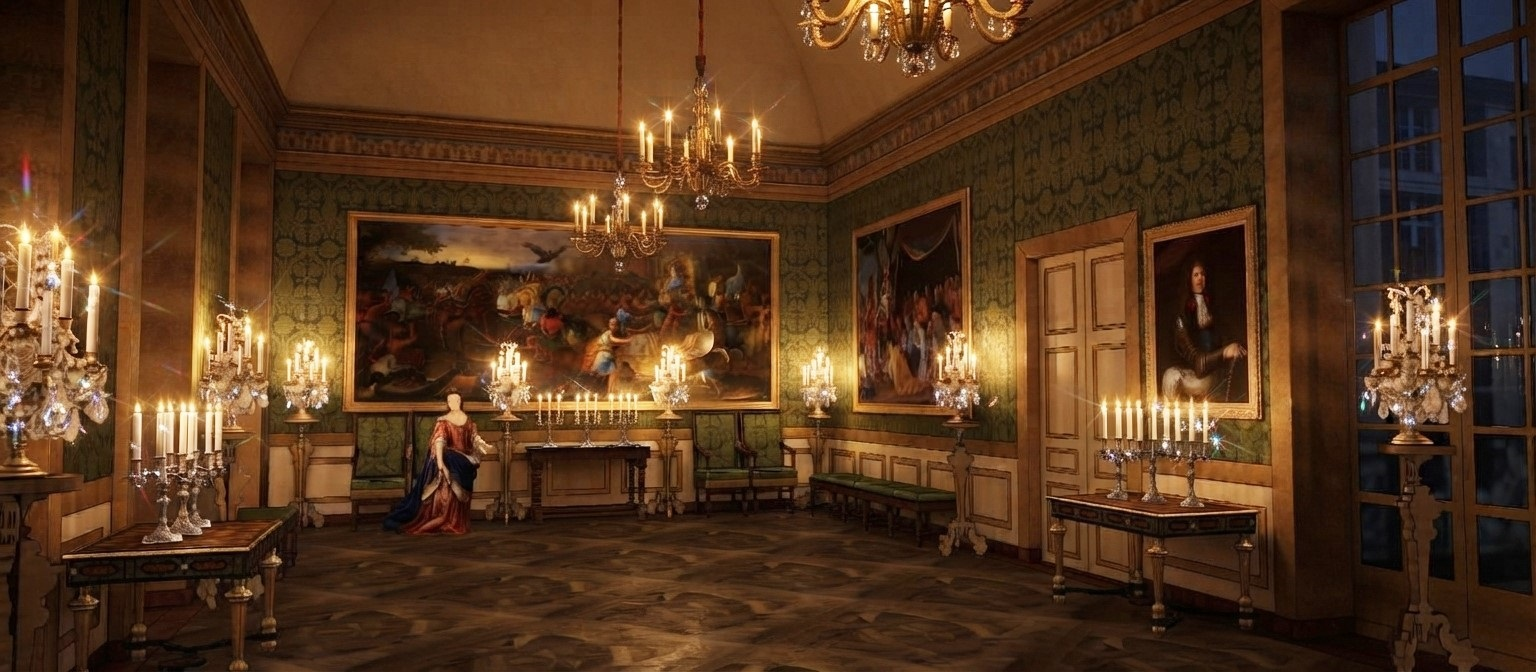
Restitution de l'illumination de la grande salle de l'hôtel de Créquy lors du mariage avec Mlle d'Aumont, hiver 1683.

En 1683, la marquise célèbre le mariage de son petit-fils François Joseph de (Blanchefort) Créquy, marquis de Créquy, colonel du régiment Royal en 1680. Il épousa Anne Charlotte d'Aumont, fille de Louis Marie, duc d'Aumont, pair de France, et de Madeleine Le Tellier de Louvois. La mère de la mariée n'est autre que la fille de Michel Le Tellier, et soeur de Louvois et de son frère l'Archevêque de Rheims. Le mariage arrange les deux familles, comme à l'accoutumée : Les Le Tellier sont nouvellement riches et s'allient avec une lignée aristocratique prestigieuse, tandis que l'inverse s'applique à la famille du maréchal de Créquy.
Qui eu crût en septembre 1661, après l'arrestation de Fouquet et de la marquise du Plessis-Bellière, que 22 ans plus tard le petit-fils de cette dernière épouserait la petite-fille de Le Tellier ?

Le Mercure Galant rapporte l'évènement de ce mariage, et indique ce qui suit : 

« Le Mercredy au matin, l’Affaire fut sçeuë à Paris, comme elle l’estoit déja à Versailles, & l’on peut dire que toute la France en vint faire compliment à Madame la Maréchale de Créquy. Mademoiselle d’Orleans, Madame la Grand’ Duchesse de Toscane, Madame de Guise, & les autres Princesses du Sang, luy firent l’honneur de la visiter. Mr Colbert, & Mr le Marquis de Seignelay, qui avoient déja veu Mr le Maréchal de Créquy à Versailles, luy vinrent aussi marquer la part qu’ils prenoient à sa joye. Mr le Chancelier fit la mesme chose, & rendit une visite particuliere à Madame la Marquise du Plessis Belliere, Mere de Madame la Maréchale de Créquy ; ce que firent aussi la plûpart des Princes & Princesses, aussi-bien que Madame la Chanceliere & Mademoiselle d’Aumont, qui furent bien-aises de voir & d’entretenir cette illustre Dame, retirée du monde depuis un assez long temps à cause de ses indispositions. »

#### 1684: le siège de Luxembourg, apothéose de la carrière du maréchal de Créquy

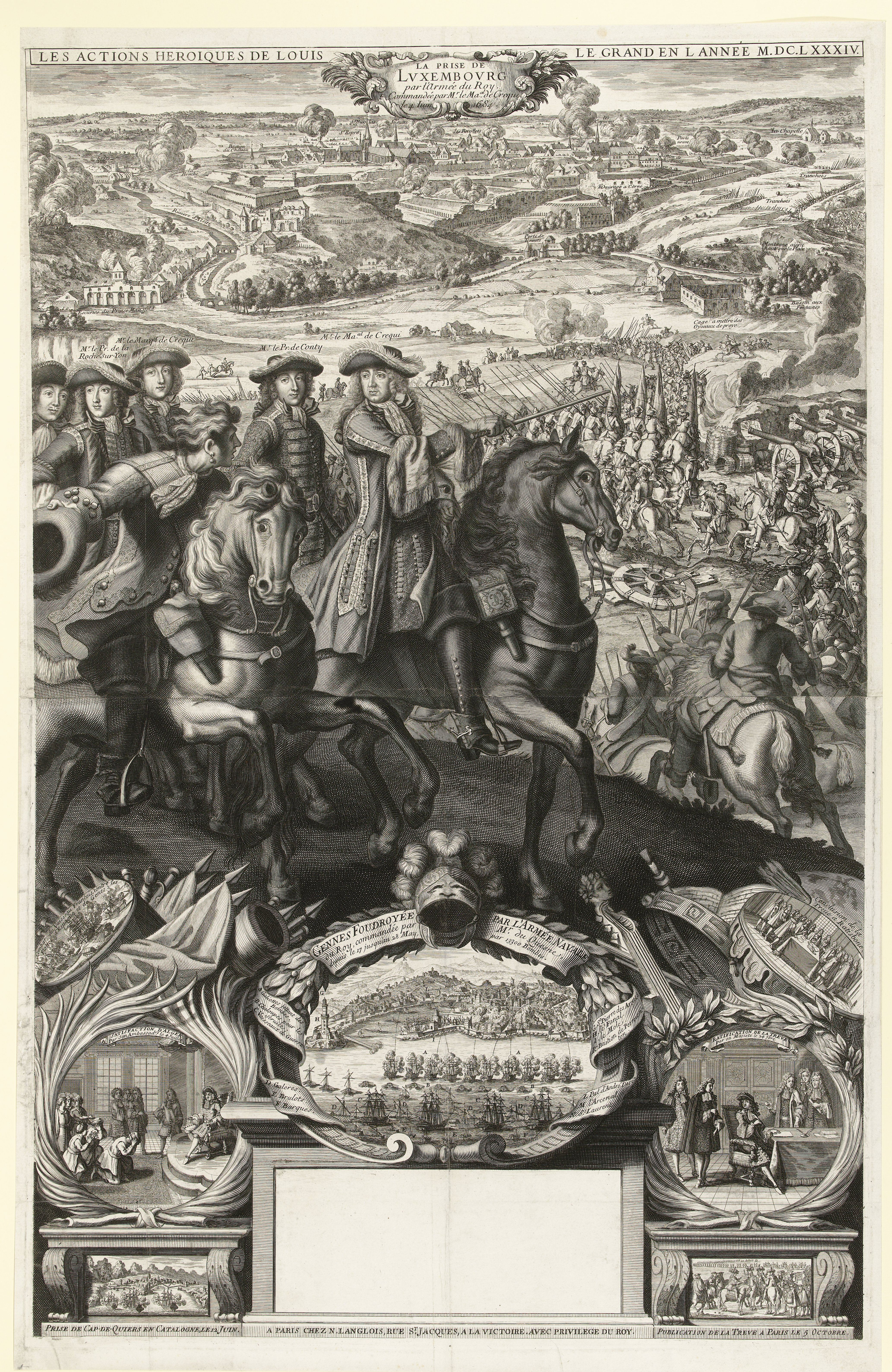
Les Actions Heroiques de Louis le Grand en l année MDCLXXXIV La Prise de Luxembourg par l'Armée du Roy, Commandée par Mr. le Maréchal de Créqui le 4 juin 1684

En 1684, son gendre le maréchal de Créquy dirige le siège de Luxembourg, secondé par Vauban, puis prend la ville le 4 juin 1684, permettant à Louis XIV de l'annexer temporairement et de s'y rendre avec sa nouvelle épouse, la marquise de Maintenon. Le gendre de la marquise de Plessis-Bellière est au sommet de sa gloire militaire, mais n'obtient pas la charge de maréchal de camp général qu'il convoitait. Le 20 juillet 1684, il fut autorisé à se rendre aux eaux de Barèges, dont il avait déjà éprouvé l'efficacité et qui, cette fois encore, calmèrent ses douleurs. Sa femme Catherine et sa belle-fille l'y accompagnèrent.
Le 12 juin 1684, le cher frère de la marquise du Plessis-Bellière, Montplaisir, meurt à Arras. La nouvelle de sa mort arrive à la Cour le jeudi 15 juin 1684, ainsi que le note Dangeau dans son célèbre Journal.

#### 1685: l'ascension du jeune marquis de Créquy (François Joseph) à la Cour, et sa participation au Carrousel des Maures à Versailles

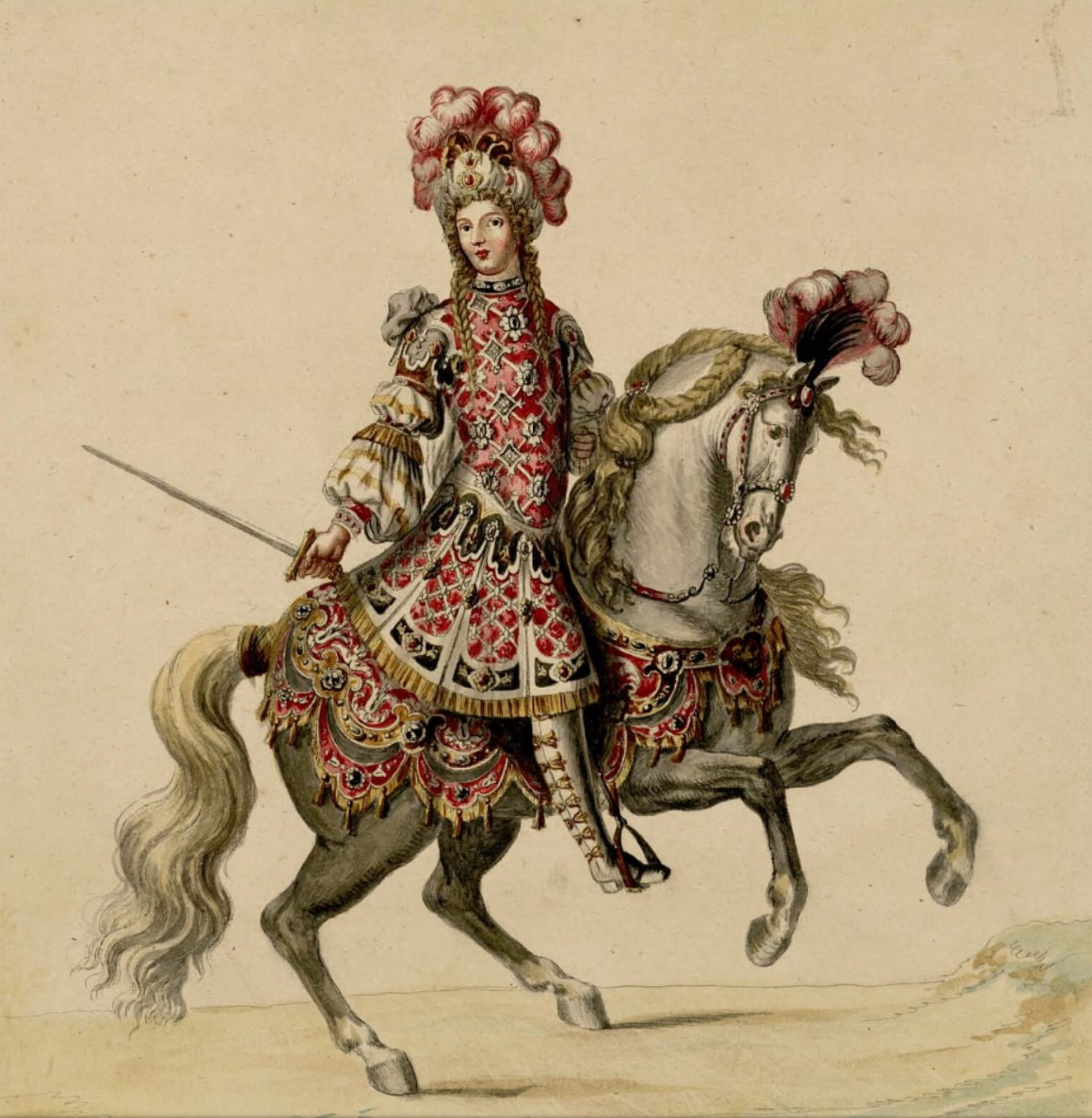
Costume de chevalier de la quadrille du Dauphin, Carrousel des Maures, Versailles, 1685. Ce costume a été porté par le jeune marquis de Créquy, François Joseph, petit-fils de la marquise du Plessis-Bellière

Les 4 et 5 juin 1685, le petit-fils de la marquise du Plessis-Bellière, François Joseph de Créquy - dit le "beau Créquy" et désormais le "marquis de Créquy" puisque son père était dénommé alors le maréchal de Créquy - prit part dans le quadrille de Monseigneur, au carrousel "des galans maures de Grenade" donné dans la carrière de la grande écurie du château de Versailles, en présence de Louis XIV. Il était en effet l'un des proches compagnons de Monseigneur le Dauphin, et depuis 1683, de la famille de Louvois et d'Aumont, par son récent mariage. Au Carrousel, il était l'un des dix chevaliers Abencérages, du quadrille du Dauphin. Sa devise était un aigle volant, et pour âme : urget juventus et patrius vigor, qu'on traduit par "Son âge et ses aïeux, tout l'oblige à la gloire". On disait de lui qu'il "était très agréable de sa personne ; il avait beaucoup d'esprit et de valeur, mais il était médiocrement adroit, et il aimait trop ses plaisirs".

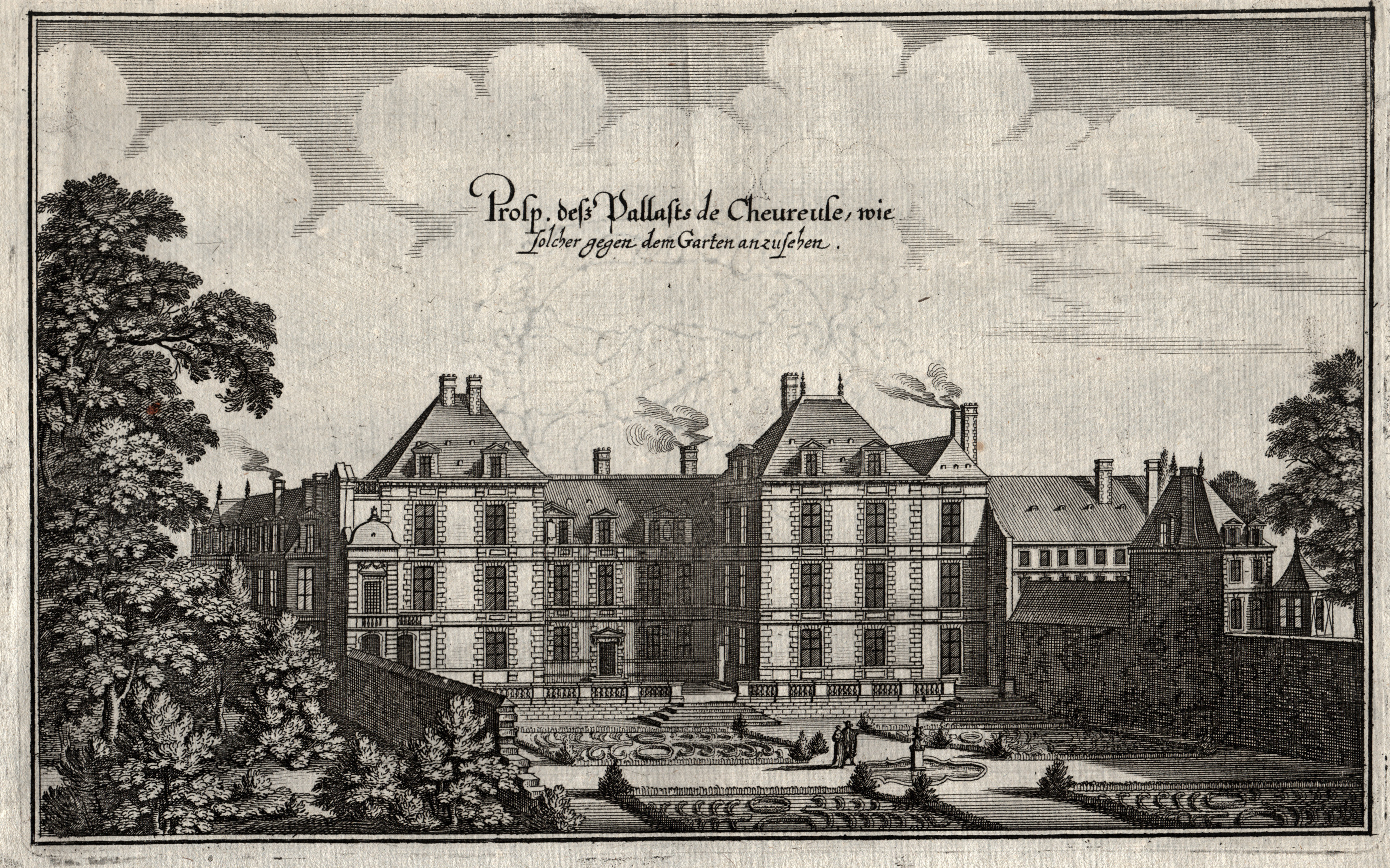
L'hôtel de Longueville (ancien hôtel de Chevreuse) et ses jardins. L'hôtel de Créquy était voisin des jardins.

Au printemps 1686, le petit-fils de la marquise, François Joseph de Créquy, et son épouse, Anne-Charlotte, nièce de Maurice Le Tellier, s'installèrent dans l'hôtel de Longueville, voisin de l'hôtel de Créquy, loué par l'archevêque de Reims pour y offrir l'hospitalité au jeune ménage. La marquise du Plessis-Bellière habitait l'hôtel voisin de Créquy, et put ainsi profiter du grand jardin de l'hôtel de Longueville.
Ces années 1680-1686 sont une nouvelle période d'apothéose pour la marquise du Plessis-Bellière, qui voit les exploits militaires de son gendre être célébrés par toute la France, et son petit-fils marié avec une nièce de Louvois, alors considéré comme le quasi favori de Louis XIV. Souvent à la cour à Versailles, François-Joseph est l'un des compagnons proches du Grand Dauphin, à qui la Couronne pourrait bientôt échoir...
Mais le destin allait une nouvelle fois encore tout renverser pour la marquise.

#### Décembre 1686 - 1687: disgrâce du petit-fils de la marquise et mort du maréchal de Créquy

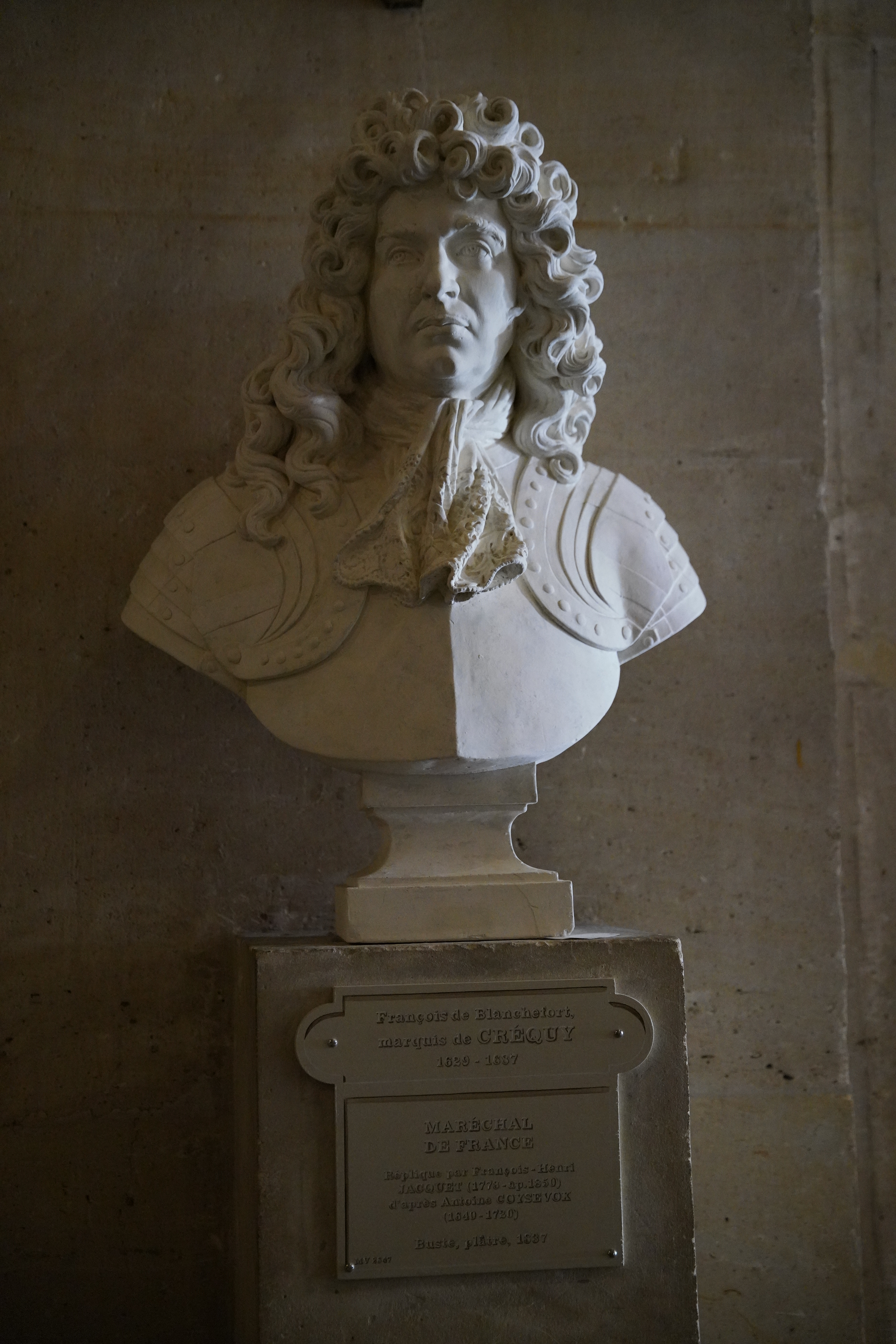
Buste du maréchal de Créquy, château de Versailles, copie du XIXe siècle, d'après Coysevox.

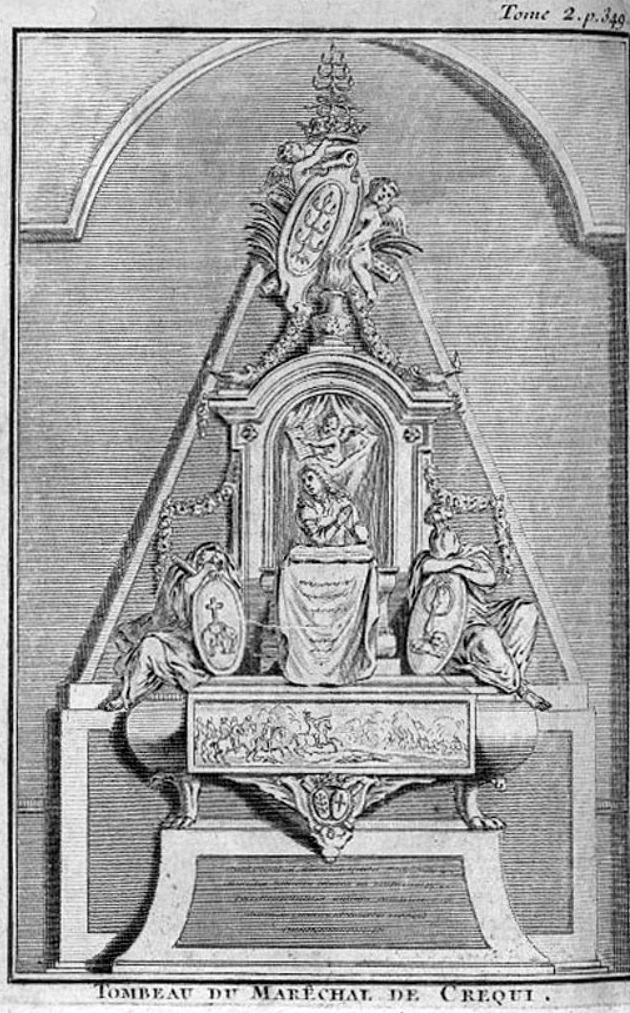
Gravure du tombeau du maréchal de Créquy, église des Jacobins de Paris (rue St Honoré). Mausolée conçu par Charles Le Brun

En décembre 1686, le fils du maréchal de Créquy, François Joseph de Créquy, tomba en disgrâce et reçut l'ordre de quitter le royaume, à la suite d'une intrigue de Cour autour du Grand Dauphin, son compagnon de jeunesse. En apprenant la disgrâce de son fils, le maréchal de Créquy fut consterné, tout comme sa grand-mère, la marquise du Plessis-Bellière. Le maréchal de Créquy réussit à obtenir au moins que l'exil du jeune homme fut présenté sous la forme d'une autorisation de voyager en Italie dans l'intention de participer, en Hongrie, à la campagne prochaine. Il vint donc, le 27 décembre 1686, présenter son fils au roi, pour prendre congé : "l'adieu a été sec", rapporte Dangeau.
Au début de l'année 1687, à cause de ces contrariétés, le marquis de Créquy se ressent lui-même en quasi disgrâce du roi. Dans ce contexte d'inquiétudes familiales, son second fils Nicolas, marquis de Blanchefort, "fut lui-même à l'extrémité d'une fluxion sur la poitrine". Le maréchal, qui se portait bien, "tomba malade tout d'un coup d'une grosse fièvre, jointe à beaucoup d'accidents qui firent appréhender pour sa vie".
Le 3 février 1687, le maréchal de Créquy meurt en son hôtel de la rue Saint-Nicaise à Paris.

Le marquis de Sourches indique : 

« Le 4 de février [1687], le maréchal de Créquy mourut après avoir été malade seulement quatre jours ; grande perte pour sa famille, qui demeuroit dans un pitoyable état, l'aîné de ses enfants étant exilé, et le second extrêmement malade ; mais la perte n'étoit pas moins grande pour le royaume, n'y ayant presque plus personne qui fût capable de commander les armées en chefs depuis que le maréchal de Schönberg s'étoit retiré. »

 Il fut inhumé dans l'église des Jacobins-Saint-Honoré, dans une chapelle édifiée par sa veuve, Catherine, fille de la marquise, où fut placé son mausolée, conçu et dessiné par Charles Le Brun.
Quelques jours plus tard, c'est le frère du maréchal de Créquy, Charles III de Créquy, dit le duc de Créquy, qui meurt à son tour, le 13 février 1687.
Bien loin du niveau de fortune de son aîné, le maréchal de Créquy laissera à sa veuve Catherine, fille de la marquise, environ 300.000 livres (296.762 livres 67 sols 26 deniers) en plus de son préciput de 20.000 livres et des propriétés immobilières dont nous ignorons l’estimation.

La marquise de Sévigné évoque la triste situation de la famille Créquy, dans une lettre du 25 avril 1687, juste après la mort du maréchal de Créquy : 

« Il y a un petit Blanchefort [Nicolas Charles] resté du naufrage [de la mort des deux Créquy en février 1687], revenu glorieux de Hongrie, beau, bien fait, sage, honnête, poli, et affligé, sans être abattu, des malheurs de sa maison. Il console fort les gens de l'absence de son frère [François Joseph] qui n'avait nulle de ses bonnes qualités et il fera peut-être une aussi grande fortune que ses pères... »

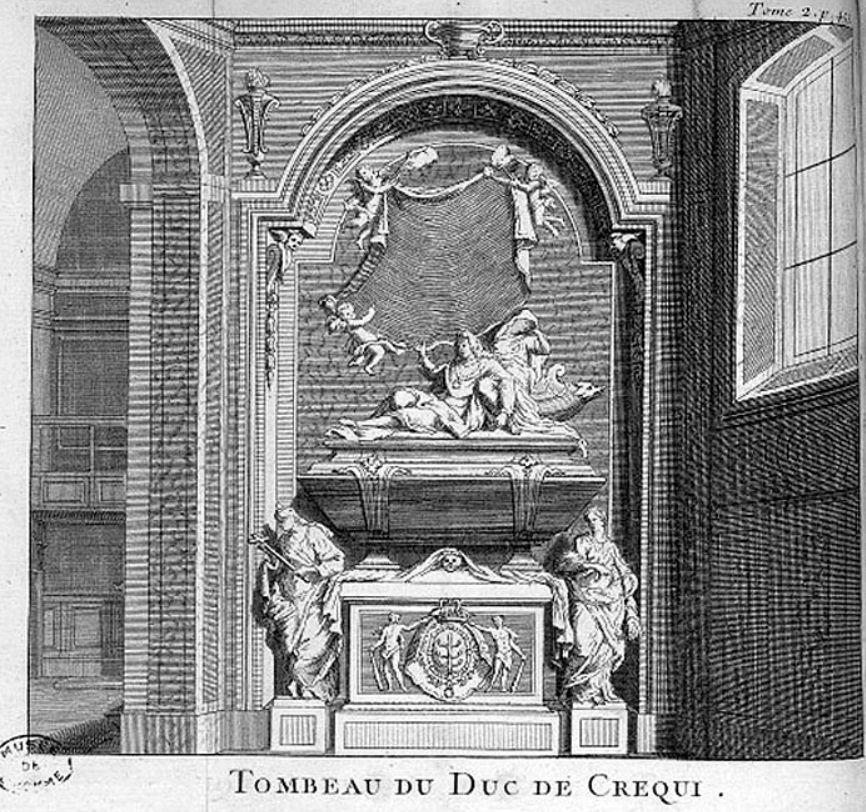
Gravure du tombeau du duc de Créquy, frère du maréchal de Créquy, couvent des Capucines
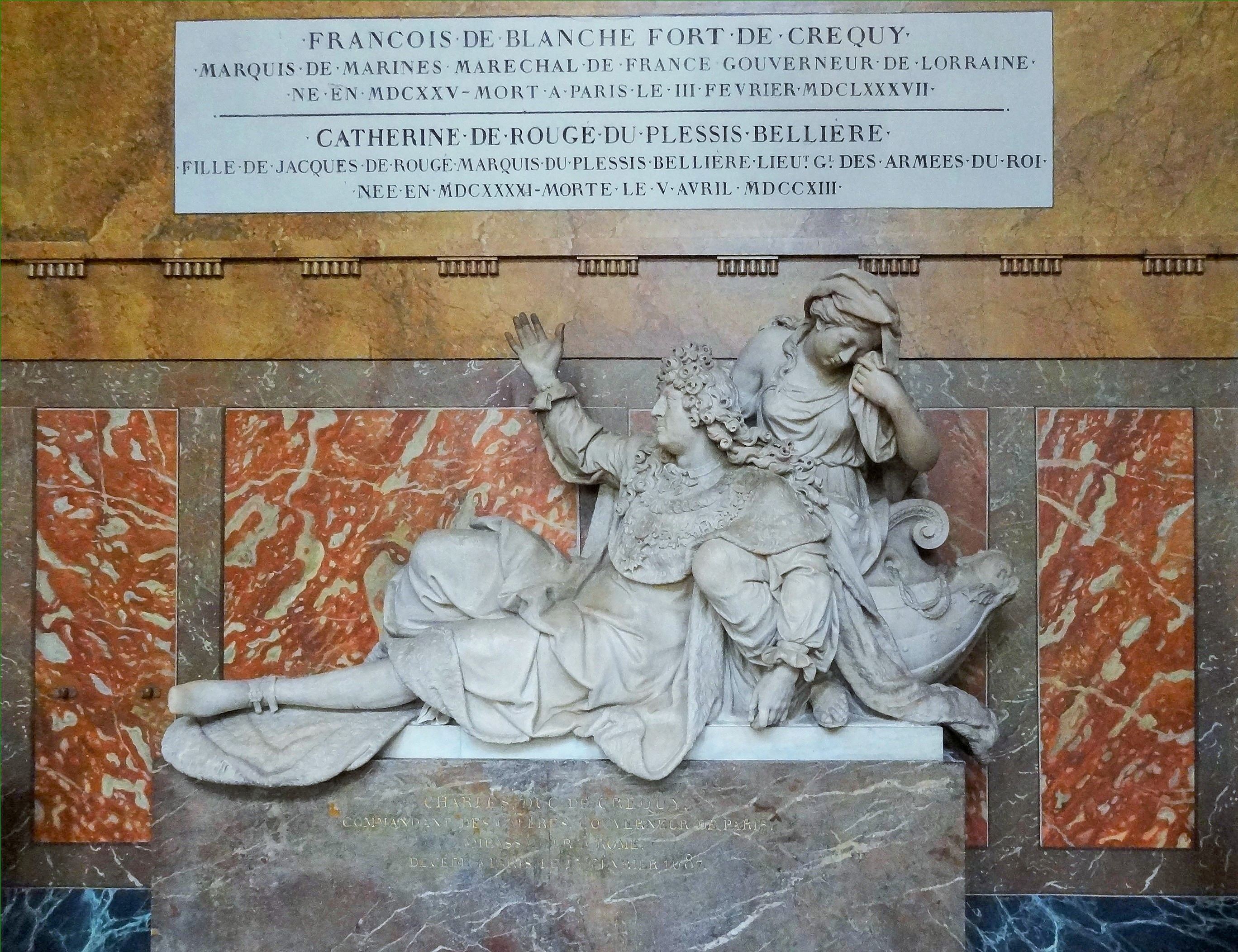
Tombeau dit du maréchal de Créquy et de son épouse Catherine, mais en réalité sculpture réalisée pour son frère le duc de Créquy, réinstallé à l'église Saint-Roch, Paris.

#### Un parfait modèle d'affection: Suzanne et Catherine, mère et fille fusionnelles
Les vies de Suzanne, marquise du Plessis-Bellière, et de sa fille Catherine, la marquise de Créquy, furent tellement mêlées, que jamais l'une n'est nommée sans l'autre, donnant ainsi un rare exemple d'amour maternel et de piété filiale qui ne connurent aucune défaillance. Même quand la marquise partit pour la prison de Montbrison, sa fille Catherine l'accompagna durant sa captivité. Leurs rapports paraissent même encore plus proches que ceux de Mme de Sévigné avec sa fille Mme de Grignan, obligées de vivre à distance l'une de l'autre.

#### La triste suite de décès familiaux

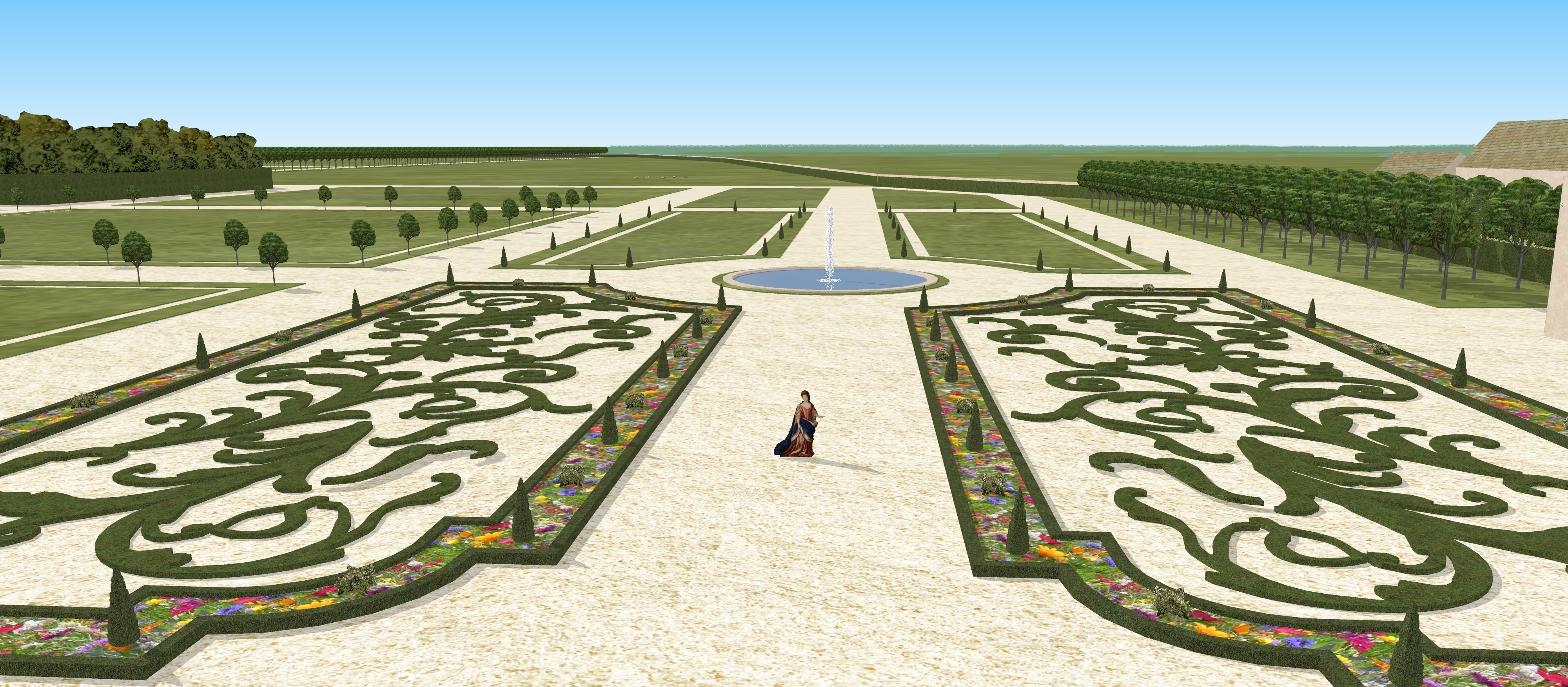
Evocation du parterre du château de Marines (Val-d'Oise), au XVIIe siècle, au temps du maréchal de Créquy

Le 22 août 1689, la marquise de Plessis-Bellière perd son autre frère, Henri, abbé de Bellefontaine, mort au château de la Gournerie, près de Nantes.
Le 6 novembre 1689, le petit-fils de la marquise, François-Joseph de Créquy, est autorisé à reparaître à la Cour. En exil depuis le début de l'année 1687, il s'était consolé de sa disgrâce en Italie avec le comte de Savoie, puis avec le duc de la Roche-Guyon et le marquis d'Alincourt, exilés aussi pour avoir, dans leur correspondance, traité le roi de "gentilhomme de province". Sur les instances de Louvois et du duc d'Aumont, Louis XIV l'autorisa successivement à résider dans une terre qu'il avait en Bretagne, puis à reprendre le commandement de son régiment, enfin à reparaître à la cour.
Le 12 février 1690 meurt le peintre Charles Le Brun, dont la marquise du Plessis-Bellière avait été la fidèle protectrice dans sa jeunesse. D'ailleurs, cette protection s'était toujours conservée, jusque dans les dernières années de la vie de l'artiste, puisque, lorsque Le Brun fléchit sous la concurrence de Mignard, le maréchal de Créquy intervint auprès de Louvois, oncle de sa belle-fille, pour qu'il reçoive le vieil artiste, et lui donne des apaisements.
En 1692, elle perd son fils François-Henri, âgé seulement de 41 ans. Il aura trois fils, dont l'un portera le titre de marquis du Plessis-Bellière.
En 1693, elle a la douleur de perdre encore son troisième fils, Henri-François, le cadet de ses quatre enfants, colonel d'infanterie, mort sans mariage ni postérité. À cette date, de ses quatre enfants, il ne lui reste plus que sa fille Catherine.

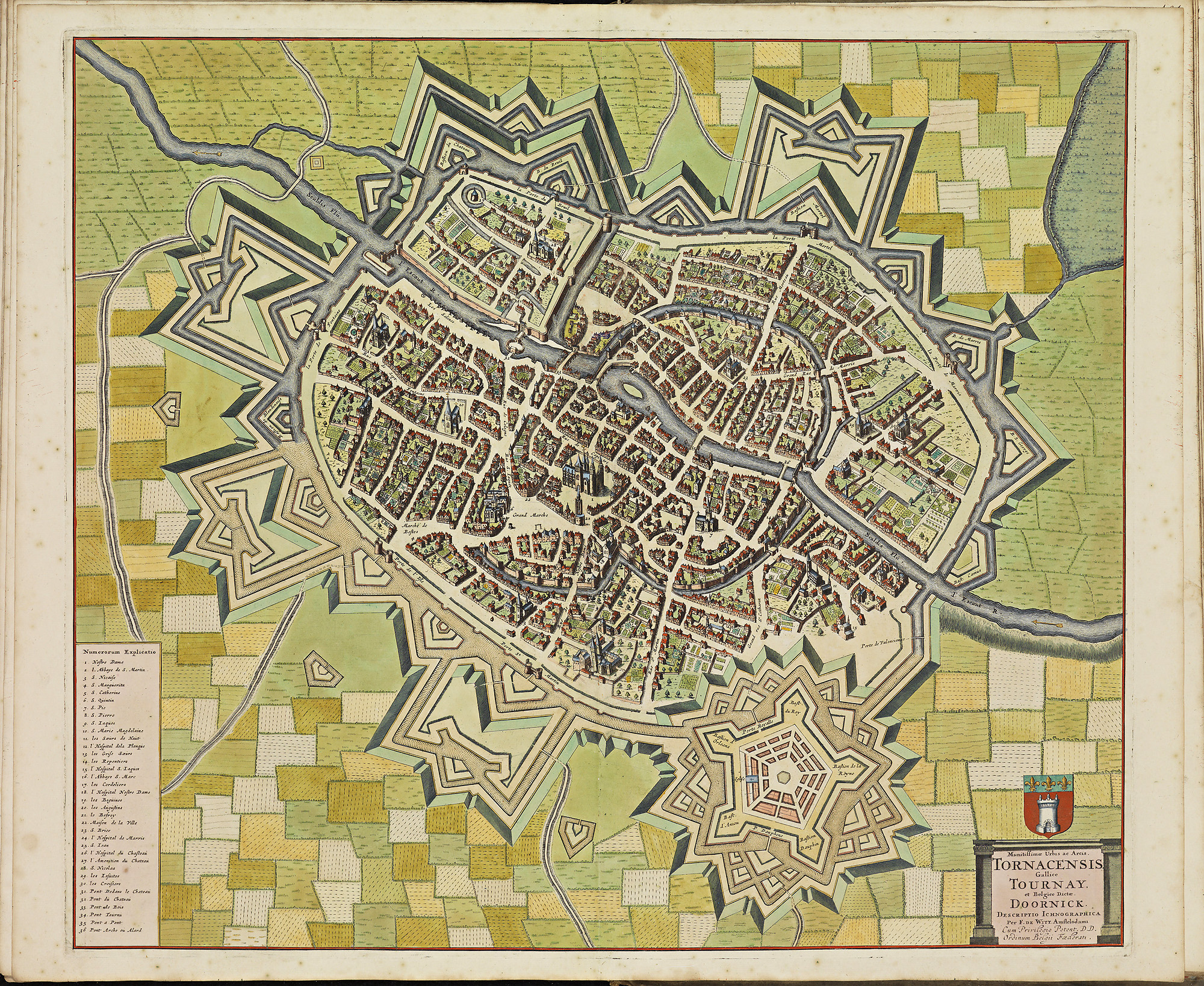
Plan de la ville de Tournai

Le 16 mars 1696, la marquise perd son petit-fils, Nicolas Charles de (Blanchefort) Créquy, dit le marquis de Blanchefort, colonel du régiment d'Anjou, maréchal de camp, mort à Tournai sans s'être marié. Catherine, sa mère, affolée de douleur en apprenant la fluxion de poitrine de son fils, partie en poste pour le soigner à Tournai, mais était tombée malade en route et ne l'avait pas revu vivant. Il était l'espoir de la famille pour poursuivre la gloire du nom de Créquy.
Le 19 mars 1696, Coulanges écrit à sa nièce Mme de Sévigné :

« La pauvre maréchale de Créqui aura trouvé un courrier sur son chemin qui l'aura empêché d'aller à Tournai. Le pauvre Blanchefort y est mort à 27 ans avec un courage non pareil : c'est une grande perte pour sa maison, mais particulièrement pour sa mère qui en mourra de douleur si tant est qu'on en meure et madame du Plessis-Bellière mourra de la mort de sa fille. »

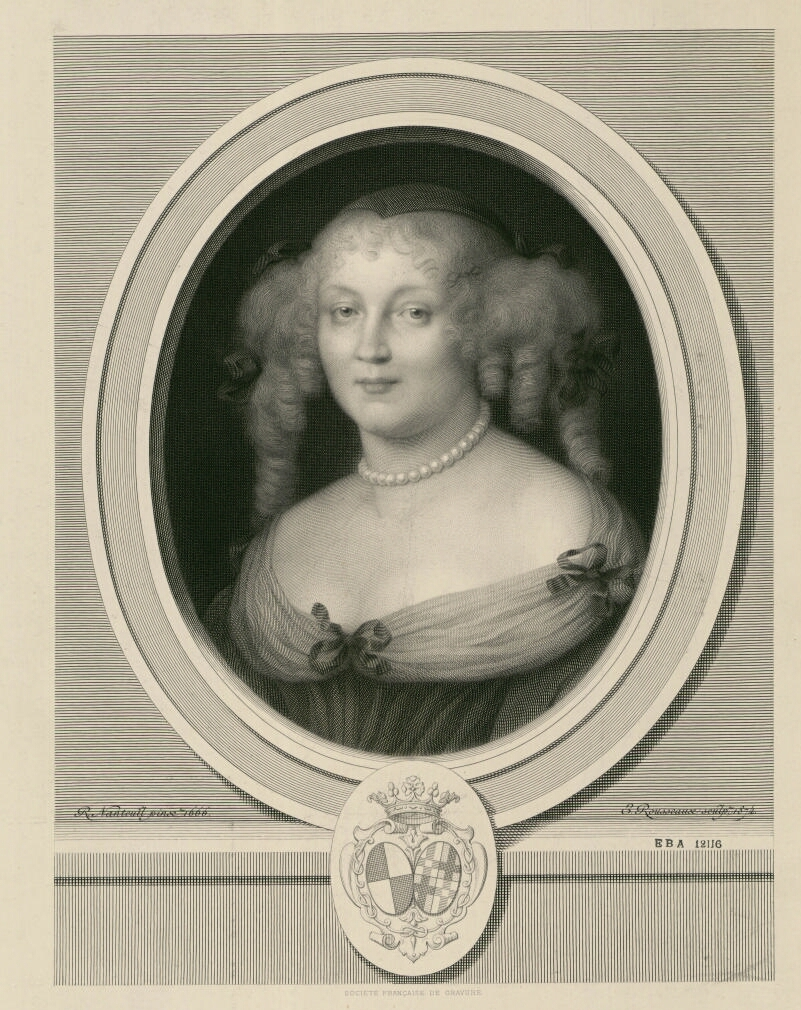
Madame de Sévigné, gravure par Nanteuil

Mme de Sévigné écrit le 29 mars 1696, l'une de ses dernières lettres connues : 

« Toutes choses cessantes, je pleure et je jette les hauts cris de la mort de Blanchefort, cet aimable garçon, tout parfait, qu'on donnait pour exemple à tous nos jeunes gens. Une réputation toute faite, une valeur reconnue et digne de son nom, une humeur admirable pour lui (car la mauvaise humeur tourmente), bonne pour ses amis, bonne pour sa famille, sensible à la tendre de madame sa mère, de madame sa grand'mère, les aimant, les honorant, connaissant leur mérite, prenant plaisir à leur faire sentir sa reconnaissance et à les payer par là de l'excès de leur amitié ; un bon sens avec une jolie figure ; point enivré de sa jeunesse comme le sont tous les jeunes gens qui semblent avoir le diable au corps ; et cet aimable garçon disparaît en un moment, comme une fleur que le vent emporte, sans guerre, sans occasions, sans mauvais air ! Mon cher ami, où peut-on trouver des paroles pour dire ce que l'on pense de la douleur de ces deux mères et pour leur faire entendre ce que nous pensons ici. Nous ne songeons pas à leur écrire ; mais si dans quelque occasion vous trouvez le moment de nommer ma fille et moi et messieurs de Grignan, voilà nos sentimens sur cette perte irréparable. »

En juillet 1697, la marquise perd son arrière-petite-fille, seulement âgée d'environ 14 ans (1683-1697). Il s'agit de la fille aînée de son petit-fils François-Joseph marié avec Anne-Charlotte d'Aumont. François-Joseph avait également deux autres filles jumelles qui naissent au plus tôt vers 1684-1685, et qui décèdent avant lui, soit au plus tard vers 1702.
Le 2 juin 1701, la marquise du Plessis-Bellière perd sa grande et chère amie Madeleine de Scudéry.

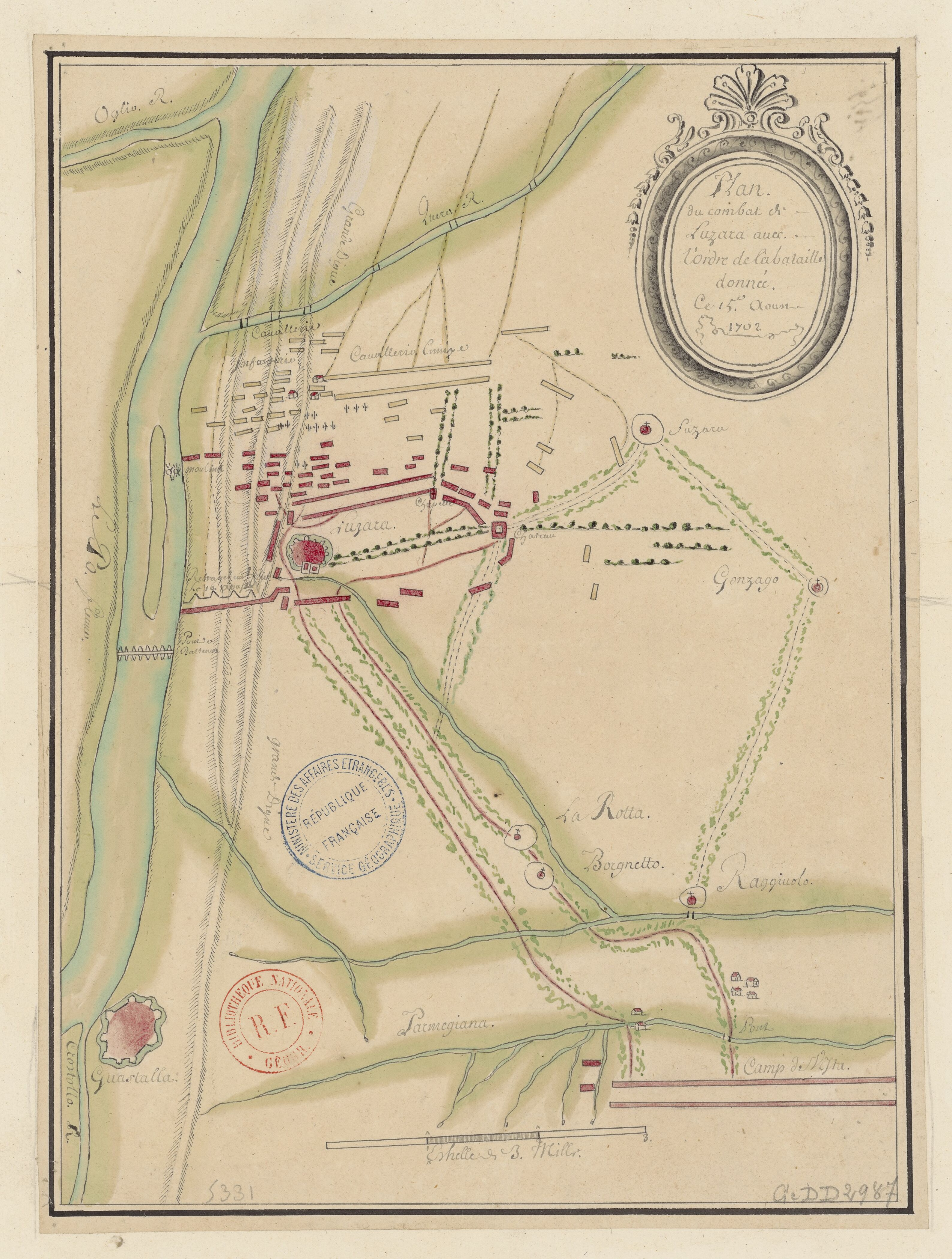
Plan de la bataille de Luzzara (Italie), août 1702

En 1702, la marquise du Plessis-Bellière perd son autre petit-fils, François Joseph de (Blanchefort) Créquy, marquis de Créquy, le fils de sa fille Catherine, tué à la bataille de Luzzara. Ancien compagnon du Grand Dauphin, résidant à la Cour (cf le "Beau Créquy"), il avait eu trois filles, mortes avant lui sans alliance. Il fut disgracié en décembre 1686 et dût quitter temporairement la France. Catherine, fille de la marquise, n'a plus de descendance, mais s'occupe toujours de sa mère qui vit toujours avec elle. Le patrimoine du maréchal de Créquy revient donc entièrement à Catherine.
En 1703, le beau-frère de sa fille Catherine, Alphonse de Créquy, comte de Canaples, devient duc de Lesdiguières.

En octobre 1704, meurt à Lille (ou Bouchain ?) le petit frère de la marquise, François de Bruc de La Rablière (1623-1704), le marquis de la Rablière. Dangeau indique au 22 octobre 1704 : 

« M. de la Rablière est mort ; il avait quatre-vingt-six ans ; il était lieutenant de roi de Lille, avec la qualité de commandant. Cet emploi lui valait 10.000 livres de rente ; il était gouverneur de Bouchain, qui lui en valait 9.000 ; il était grand-croix de Saint-Louis, qui en vaut 6.000, et était un des plus anciens lieutenants généraux de France. »

 
Saint-Simon ajoute ce commentaire intéressant : 

« Le vieux La Rablière mourut aussi à Lille, oui il commandait depuis très longtemps. Il était lieutenant général, grand-croix de Saint-Louis dès l'institution, frère de la maréchale de Créqui, Il but du lait à ses repas toute sa vie, et mangeait bien et de tout jusqu'à quatre-vingt-sept ou huit ans, et la tête entière. Il avait été très bon officier, mais un assez méchant homme; il ne but jamais de vin; honorable, riche, de l'esprit et sans enfants. Le maréchal de Boufflers le protégeait fort. Il se piquait de reconnaissance pour le maréchal de Créqui, et rendit toute sa vie de grands devoirs à la maréchale de Créqui. »

#### La mort de la marquise du Plessis-Bellière à Paris à 87 ans et demi

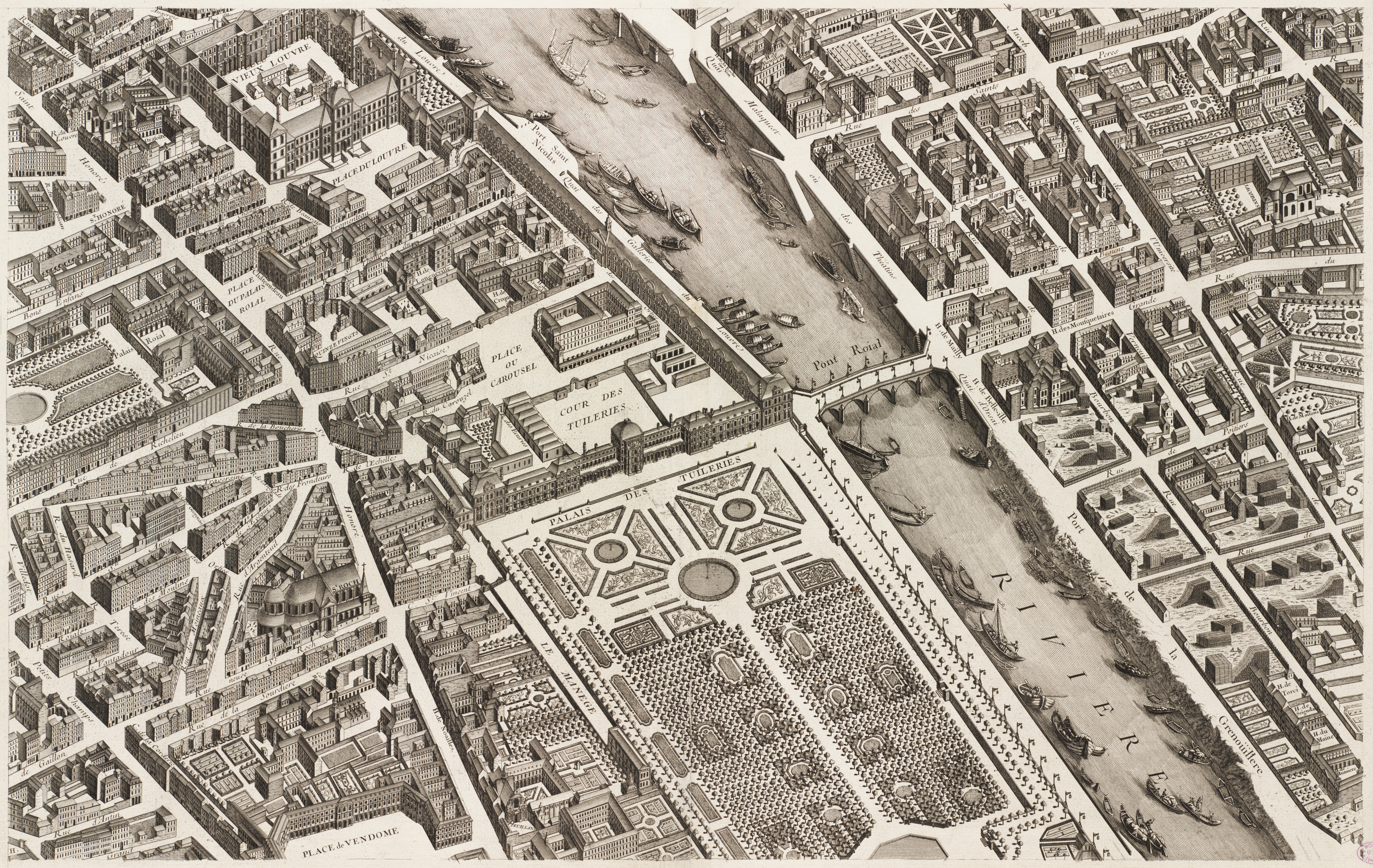
Le couvent des Jacobins du faubourg Saint-Honoré est visible sur le plan Turgot, en bas à gauche, juste au-dessus de la place Vendôme

Quelques mois plus tard, la marquise du Plessis-Bellière meurt le 25 mars 1705 à Paris, chez sa fille Catherine, en l'hôtel de Créquy, rue Saint-Nicaise, âgée de 87 ans et demi selon le marquis de Sourches.

Elle sera inhumée dans l'église du couvent des Jacobins de la rue Saint-Honoré, où se trouvait le mausolée de son gendre, le maréchal de Créquy. Saint-Simon précise (chapitre XXI, année 1705) : 

« Mme du Plessis-Bellière, la meilleure et la plus fidèle amie de M. Fouquet, qui souffrit la prison pour lui et beaucoup de traitements fâcheux, à l'épreuve desquels son esprit et sa fidélité furent toujours. Elle conserva sa tête, sa santé, de la réputation, des amis jusqu'à la dernière vieillesse, et mourut à Paris chez la maréchale de Créqui sa fille, avec laquelle elle demeurait à Paris. »

L'abbé de Choisy confirme que la marquise avait conservé toutes ses facultés intellectuelles jusqu'à la fin de sa vie : « Je laisse jaser la bonne femme du Plessis-Bellière, qui ne radote point. » Sa fille Catherine possédait une collection de tableaux et objets d'art, en partie hérités de sa mère.
À la mort de la marquise en 1705, le domaine de Faÿ passa à son petit-fils Jean-Gilles de Rougé (1681 ou 1682 - Saragosse 1707), marquis du Plessis-Bellière et de Faÿ, son père François-Henri de Rougé, maréchal des camps et armées du roi étant mort avant lui en 1692.

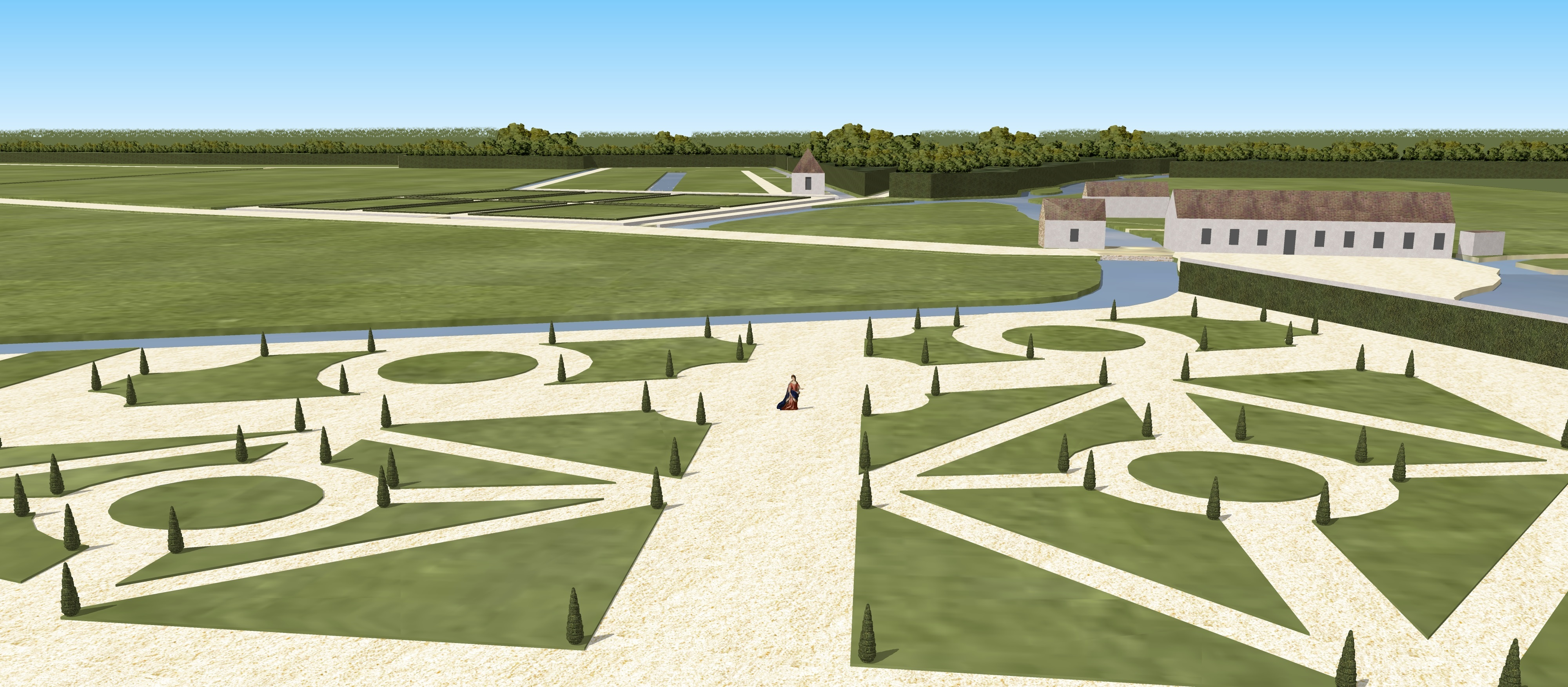
Restitution des jardins du château de Moreuil vus depuis le château, vers 1700.

Sa fille Catherine, maréchale de Créquy, mourut en 1713, après ses fils et ses petites-filles. Comme elle survivait à toute sa descendance, elle hérita de son époux la seigneurie de Moreuil, qu'elle laissa à son petit-neveu Louis de Rougé, marquis du Plessis-Bellière.

## XIXesiècle: un personnage de roman
Le personnage d’Élise du Vicomte de Bragelonne, d'Alexandre Dumas, paraît inspiré de la marquise du Plessis-Bellière.

## XXesiècle: une renommée préservée grâce aux filmsAngélique
La vie rocambolesque de la marquise de Plessis-Bellière a inspiré directement les romans et films d'Angélique, interprétés par la célèbre Michèle Mercier.
Ces séries, rediffusées chaque été depuis leur création, ont permis de conserver comme familier le nom de "Plessis-Bellière" vis-à-vis du grand public. D'ailleurs dans le film, une scène retrace la mort du marquis du Plessis-Bellière, qui est directement inspirée du drame réel de la mort du marquis à la guerre. De même, la disgrâce - dans le film  - subie par le comte de Peyrac est une reprise romancée de la disgrâce réellement vécue par Nicolas Fouquet, dont la marquise était si proche.